# 东风11型柴油机车
東風11型内燃機車（DF11）是中国铁路使用的电力传动内燃机车车型之一。该型机车是为广深准高速铁路开行时速160公里级别准高速旅客列车，由戚墅堰机车车辆厂于1990年开始设计、1992年研制成功、1996年投入批量生产的干线客运柴油机车，并属于“八五”国家重点科技攻关项目之一。东风11型柴油机车的动力装置为一台16V280ZJA型柴油机，装车功率为4,910马力（3,610千瓦），传动系统使用由JF204C型同步发电机、GTF-5010/930型硅整流装置、ZD106 型直流牵引电动机组成的交—直流传动装置，最高运行速度为170公里/小时。机车并采用了全桁架结构的轻量化承载式车体、牵引电动机架悬的轮对空心轴式驱动装置、全中文显示的16位微机控制系统等新技术。
1994年4月，东风11型0001号机车在北京环行铁道参与广深准高速列车综合试验，期间最高试验速度达到了183公里/小时，创下了当时中国铁路的最高速度纪录。1994年12月，东风11型机车随广深准高速铁路通车而正式投入营运。1995年至1996年，铁道部先后在沪宁铁路、京秦铁路、沈山铁路等主要干线，使用东风11型柴油机车进行了三次大规模提速试验。1997年至2001年实施的前四次中国铁路大提速中，东风11型机车担任了京沪铁路、京九铁路、京山铁路、沈山铁路、陇海铁路等非电气化干线区段提速客运机车的主力。至2005年停产为止，戚墅堰机车车辆厂生产了共459台东风11型柴油机车。2018年，又为吉林铁道职业技术学院制造了一台供教学用途的东风11型8001号机车。

## 发展历史

### 开发背景
1986年7月，为提高铁路干线客运列车运行速度、提高铁路客运能力以适应市场需求，中华人民共和国铁道部、国家科委、国家计委将研制新型快速客运柴油机车及电力机车列入国家“七五”重点科技攻关项目，东风9型柴油机车和韶山5型电力机车的研制自此正式展开。1987年7月，戚墅堰机车车辆厂的方案以最高评分在一众竞争对手中脱颖而出，被铁道部确定为快速客运柴油机车的第一研制单位。1990年10月，经过三年时间研制而成的东风9型0001号机车面世，并于同年11月通过了由国家计委、国家科委委托铁道部的竣工验收。该型机车装用一台16V280ZJA型柴油机，装车功率为4,910马力（3,610千瓦），最高运行速度为140公里/小时，并采用了牵引电动机全悬挂、双侧六连杆万向节空心轴驱动装置、高柔螺旋圆弹簧二系悬挂装置、电子恒功率励磁及防空转系统等新技术。
1980年代后期，中国铁路面对交通运输市场的激烈竞争，提高列车运行速度成为了铁路发展战略的重点。铁道部首先决定对广深铁路既有线路进行技术改造，用较少的投资、较短的时间将既有线路改造成能够开行时速160公里旅客列车的准高速铁路，为未来发展高速铁路进行探索和累积经验。1990年3月，铁道部以《铁计〔1990〕1号文》将“广深铁路实现旅客列车最高速度160km/h的技术方案研究”列入1990年铁道部科学技术发展项目，同时要求铁道部科学研究院与广州铁路局用三个月时间完成广深准高速铁路可行性研究。1990年7月，国家计委、国家科委、铁道部及广东省委部门在广州召开了“广深线旅客列车最高时速160km行车实施方案论证”，明确要求戚墅堰机车车辆厂在东风9型机车的基础上，立即着手进行160公里/小时客运机车的方案论证和设计；同时，并要求工厂对试制中的东风9型0002号机车改变其牵引齿轮传动比，使机车最高恒功速度由140公里/小时提高到160公里/小时，以配合广深准高速铁路的科技攻关项目试验，为广深准高速铁路的线路、桥梁、机车车辆的设计提供依据。

### 研制过程
为此，戚墅堰机车车辆厂随即开始了时速160公里新型客运机车的研制工作，并分别与铁科院机车车辆研究所、大连内燃机车研究所、株洲电力机车研究所、四方车辆研究所、戚墅堰机车车辆工艺研究所、西南交通大学、上海铁道学院、西安铁路信号厂、天津机车车辆机械工厂、永济电机厂等合作单位签订了技术合作协议。1990年9月，中车公司召开准高速客运内燃机车研讨会，要求戚墅堰机车车辆厂于1992年底前完成试制两台原型车。1990年11月，铁道部将正在研制中的准高速客运柴油机车正式定型为东风11型柴油机车，并将其列入“八五”国家重点科技攻关项目，目标在1994年投入广深准高速铁路营运、1995年完成机车型式试验和鉴定。1991年3月，铁道部以《铁科函〔1991〕99号文》向戚墅堰机车车辆厂下达“广深线准高速东风11型内燃机车设计任务书”。1991年4月，构造速度为160公里/小时的东风9型0002号机车在戚墅堰机车车辆厂落成；同年6月至8月，东风9型0002号机车在大连内燃机车研究所进行了定置性能试验，期间最高试验速度达到170公里/小时。1991年8月，机车技术设计审查会议在北京二七机车厂举行。至同年年底，机车施工设计已大致完成。1992年3月25日至4月3日，东风9型0002号机车在北京环行铁道试验基地参与了首次广深线准高速科技攻关综合运行试验。3月29日，试验列车最高运行速度达到了161公里/小时，创下了当时北京环行铁道的最高速度纪录，并为广深准高速铁路建设提供了有关线路、道岔、桥梁、信号、客车等方面的大量实测数据。
为了满足时速160公里行车速度的要求，东风11型机车在东风9型机车的基础上作出了多项改良。戚墅堰机车车辆厂为其研究开发了全桁架结构的轻量化承载式车体，并且更加重视车体外观造型的工业美学设计和空气动力学性能，力求减少高速行车的空气阻力。转向架仍采用与东风9型机车相同的轮对空心轴驱动方式，但采用了圆锥形空心轴代替原来的圆柱形空心轴，并相应调整了悬挂系统的性能参数，以提高转向架的动力学性能和安全性。有别于东风9型机车使用的电子恒功率控制系统，东风11型机车的主要特点之一是采用了具备恒功率励磁控制、防空转防滑行保护、故障诊断和记录功能、全中文显示的16位微机控制系统，也是继东风6型柴油机车之后中国铁路第二款采用微机控制技术的国产柴油机车，微机控制系统的软件、硬件分别由大连内燃机车研究所、株洲电力机车研究所开发研制。
机车研制初期，在中车公司召开机车研制项目安排会议上，原计划由大连内燃机车研究所承担微机控制系统的研制，株洲电力机车研究所未获分配除速度传感器外的其他任务。及后经过株洲电力机车研究所的积极争取，加上鉴于自从东风9型机车电子恒功率控制装置研制项目以来，株洲所与戚机厂已建立起来的合作关系，在1991年4月召开的研制工作会议上最终决定由株洲电力机车研究所负责微机系统的硬件设计和制造。株洲电力机车研究所反复进行研究方案设计，最后决定在东风6型机车的EXP微机恒功励磁屏为基础、开发辅助机械控制、信号变换、控制电源等功能插件的技术方案，同时针对机车高温高湿度、强电磁干扰和振动等运行环境开展微机控制柜的适应性设计。由于EXP微机控制系统是从美国通用电气公司引进，技术转让仅限于制造工艺而不包括设计方法，因此株洲所只能从EXP微机设计规范等有限资料的分析入手，研究硬件电路的工作原理和技术参数等，并且数次南下深圳的电子厂采购电路板关键元器件，并与戚机厂配合挑选合适的电压、电流、转速、温度和压力传感器。
1992年3月，中车公司在戚墅堰机车车辆厂召开研制攻关协调会议，为首两台原型车投入生产作好准备。1992年4月，戚墅堰机车车辆厂开始试制首台东风11型机车，同时，永济电机厂试制出为该机车配套的JF204C型同步牵引发电机。同年7月，永济电机厂试制出首两台ZD106型牵引电动机并通过了试验。1992年11月，机车开始最后阶段的总组装，由永济电机厂生产的牵引发电机、牵引电动机、励磁机、高压电气柜、低压电气柜送往戚墅堰机车车辆厂装车。1992年12月4日，东风11型0001号机车正式落成。同月16日至17日，该机车与东风4型0155号机车连挂，在沪宁铁路戚墅堰至上海之间进行首次正线试运转，同月底机车通过铁道部验收。

### 准高速综合试验及鉴定试验
1993年3月19日至23日，东风11型0001号机车在北京环行铁道试验基地完成了初步调整试验，其中包括了牵引动力性能、安全状态监测、机车称重、制动性能、机车信号等试验项目，为查找问题和改进设计提供了数据；试验期间，时任铁道部部长韩杼滨，副部长傅志寰、孙永福、石希玉，总工程师沈之介，前部长李森茂及有关司局领导相继到场添乘及视察机车试验情况；同月20日，机车在最小曲线半径为1,432米的大环线上首次达到167公里/小时的试验速度（曲线外轨最大超高设置为85毫米）。1993年5月10日起，东风11型0001号机车在广深铁路展开三万公里磨合试验。1993年7月至8月，东风11型0001号机车赴南昌机务段进行夏季高温冷却能力试验。
1993年8月，东风11型0002号机车在戚墅堰机车车辆厂落成，并且根据铁道部的指示被指定为运用考核用车，于同年10月交付广州机务段试用，在广深铁路开始进行15万公里运用考核。1993年10月，作为鉴定型式试验用车的东风11型0001号机车，在完成三万公里磨合试验之后返厂整修。1993年12月，由于广深铁路电气化工程进度受到资金紧张问题影响而需放缓，铁道部在广州召开的广深准高速铁路第三次科技攻关和建设工作会议上决定，要求戚墅堰机车车辆厂再另外试制三台东风11型机车，以满足在广深线电气化竣工前过渡阶段牵引准高速旅客列车的需要。1994年3月至6月，东风11型0001号及0002号机车与长春客车厂、四方机车车辆厂、浦镇车辆厂分别试制的三列25Z型准高速列车会师北京环行铁道试验基地，参与了部级鉴定型式试验和广深准高速列车综合试验，试验项目包括牵引性能、起动加速性能、信号设备、制动性能、安全性能评估等，铁科院研制的列车速度分级控制系统也同时装车进行了初步试验。
1994年4月11日，东风11型0001号机车牵引由四方机车车辆厂制造的7辆准高速客车，在北京环行铁道大环线（曲线外轨最大超高设置为125毫米）上的最高试验速度达到了183公里/小时，创下了当时的“中国铁路第一速”。1994年6月，时任国务院副总理邹家华、铁道部部长韩杼滨、铁道部副部长国林、国家体改委副主任贺光辉等相继到访北京环行铁道，视察准高速列车试验情况。环行铁道的试验结果显示，东风11型机车的起动加速性能符合设计任务书要求，当机车牵引13辆编组、总重664.3吨的单层准高速列车时，由静止加速到160公里/小时需时11分钟44秒，加速距离为25.5公里；当机车牵引11辆编组、总重671.5吨的双层准高速列车时，由于采用鱼腹形车体的双层客车行驶时空气阻力较小，即使车辆自身重量较大但加速性能反而优于单层客车，列车由静止加速到160公里/小时需时8分钟52秒，加速距离为17公里。
1994年8月，东风11型0003号机车落成出厂。同年9月，三台东风11型机车先后抵达广深铁路，备战即将展开的广深准高速铁路运营综合试验，并根据工程进度首先开通了常平至下元段以便进行试验，为了不影响广深铁路的日间正常营运，所有试验均安排在夜间进行。从9月21日起至10月19日为止完成了第一阶段试验，包括机车车辆动力学试验、正线提速试验、桥梁试验、列车交会试验、噪音测量等，期间机车的最高试验速度达到175公里/小时，在170公里/小时及以下速度时的各项动力学性能和平稳性指标均达到合格标准。同年11月2日，以信号系统和列车自动防护系统（ATP）为重点的第二阶段试验开始，并对东风11型机车进行了牵引热工性能试验、制动距离试验等。同年11月初及12月初，东风11型0004号、0005号机车先后出厂。1994年12月14日，东风11型0001号机车完成了所有鉴定试验项目。12月15日至18日，铁道部在广州召开的广深准高速铁路安全评估会议上，宣布“广深准高速铁路最高运行速度定为160公里/小时，而机车操纵按超速3%、欠速2%，即为157~165公里/小时执行”。1994年12月22日，广深准高速铁路通车仪式在深圳站举行。当日下午2时20分，东风11型0003号机车牵引首发列车驶出深圳站，并于下午3时35分到达广州站。
1995年1月，16V280ZJA型柴油机在大连内燃机车研究所的试验台上顺利完成了360小时耐久试验，各项性能指标均达到了设计任务书的要求。1995年10月下旬，全国铁路科技大会在北京召开，东风11型0005号机车被借调到北京环行铁道供与会代表参观、牵引准高速客车作示范运行。至1995年12月底，东风11型0001号机车已走行174,724公里，并按铁道部规定在完成15万公里运用考核后，于1996年1月返回戚墅堰机车车辆厂对主要部件进行解体检查。1996年2月12日，东风11型机车通过部级技术鉴定和国家专题验收，并获准正式投入批量生产。同年，东风11型机车获得国家“八五”科技攻关重大科技成果奖、铁道部科技进步特等奖。1997年，获国家科技进步一等奖。

### 既有线提速试验

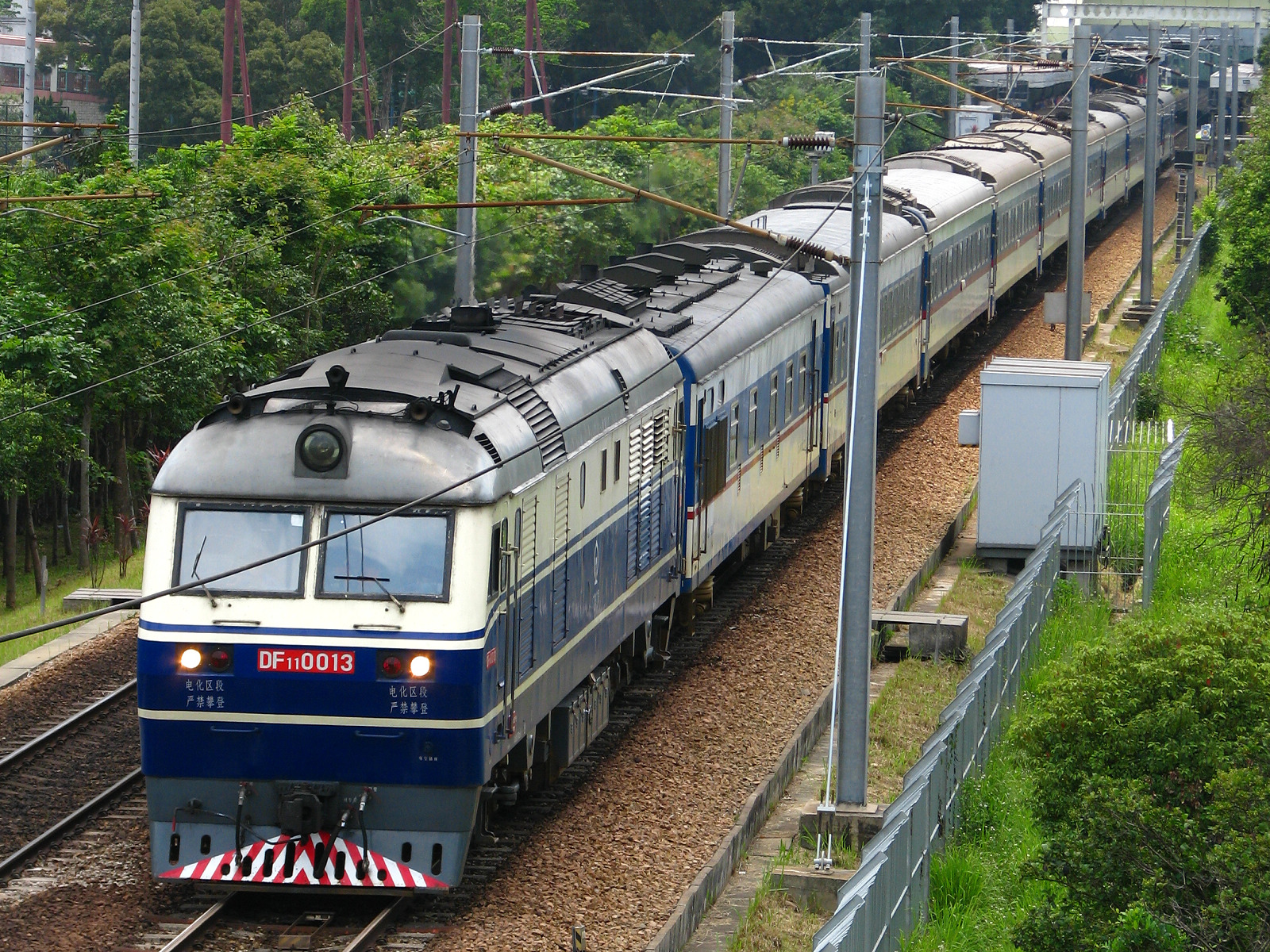
东风11型0013号机车牵引广九直通车驶经粉岭

为了提高铁路运输的竞争能力、适应市场需求和经济发展，铁道部基于广深准高速铁路提速改造的成功经验上，作出了提高繁忙干线旅客列车运行速度的重要决定。1995年6月28日，时任中华人民共和国铁道部长韩杼滨主持召开了部长办公会议，确定了铁路提速的原则、目标与实施步骤，将提速区段的快速旅客列车最高速度目标值定为140～160公里/小时，一般旅客列车为120公里/小时，并决定在既有干线上进行提速试验，为未来大面积提速进行技术准备。1995年至1996年，铁道部先后在沪宁铁路、京秦铁路、沈山铁路等主要干线，使用东风11型柴油机车进行了三次大规模提速试验。
1995年9月至10月，铁道部在沪宁铁路组织进行中国铁路史上首次既有线客货列车提速试验，主要试验项目包括列车起动加速度、制动性能、运行平稳性、机车车辆动力学性能、单开道岔安全性、桥梁性能测试、站台安全退避距离等，并由东风11型0005号机车担任旅客列车提速试验的牵引机车，在南京和常州、上海之间往返运行。试验列车编组分为两种，第一种编组是由东风11型机车牵引25B型中长途双层客车，包括10辆双层客车、1辆发电车、2辆试验车共13辆编组（总重807吨），由静止加速到140公里/小时平均需时5分钟58秒，加速距离为9.07公里，最高试验速度达到151公里/小时；第二种编组是由东风11型机车牵引25Z型准高速单层客车，包括8辆准高速客车、1辆发电车、2辆试验车共11辆编组（总重585吨），最高试验速度达到173.5公里/小时。沪宁线提速试验结果表明，在既有的线路设备条件下稍作技术改造，不必作太多投资便可将旅客列车提高到每小时140一160公里/小时，这次试验的成功为中国铁路实施既有线提速奠定了基础。1996年4月1日，“先行号”快速旅客列车在沪宁铁路投入营运。
1995年11月，铁道部决定在线路条件较好的京秦铁路进行第一次旅客列车提速试验，这次试验是在没有对线路进行任何投资改造的情况下进行，目的是为了解当前线路状况对列车运行安全性及旅客舒适度的影响。试验列车依旧是在沪宁线提速试验所用的25B型中长途双层客车、25Z型准高速单层客车，并使用北京铁路局从广深铁路公司借来的东风11型0005号机车担任牵引机车，安排在北京至秦皇岛之间往返运行了三次。当东风11型机车牵引8辆25Z型准高速单层客车（包括6辆准高速客车、1辆发电车、1辆试验车，总重369.9吨）时，在朱各庄和后封台之间达到了175.7公里/小时的最高试验速度。1996年6月，京秦铁路全线完成提速改造工程后再度进行旅客列车提速试验，除了由戚墅堰机车车辆厂新造的东风11型0010号、0011号机车外，由大连机车车辆厂研制的东风10F型柴油机车也参与了牵引试验，进行对京秦铁路线路平顺性、稳定性、安全性的综合评估；试验过程中使用东风11型机车牵引12辆25B型中短途双层客车（加装电子防滑器及更换进口轴承），总重776.4吨，最高试验速度达到155公里/小时。1996年7月1日，北京铁路局开行了快1/2次“北戴河号”快速旅客列车。
1996年6月至7月，铁道部联同沈阳铁路局又在沈山铁路进行了既有线客货列车提速试验，这次试验的重点是研究列车提速后对桥梁和道岔的影响。其中，客车提速试验在沈阳北至大虎山、山海关至沈阳北之间进行，并由山海关机务段使用从上海铁路局借用的东风11型0019号机车执行牵引任务。试验过程中，当东风11型机车牵引15辆编组的25型国际联运客车时，最高试验速度达到154公里/小时；当东风11型机车牵引6辆25Z型准高速单层客车，最高试验速度达到183.7公里/小时。1996年10月8日，往返大连和北京的快81/82次直通快速列车正式开行，成为中国铁路开行的第—列跨局快速列车。
1996年10月底至11月初，为了给1997年新列车运行图的编制提供技术依据，铁道部使用东风11型0011号机车先后在京沪铁路、京广铁路进行客运提速试验，试验列车编组由北京铁路局北京车辆段提供，包括14辆刚从德国进口的18型国际联运客车，再加上4辆国产客车构成18辆编组。试验列车从北京开往上海的实际运行时间为13小时11分，从上海开往北京的运行时间为13小时16分，途中列车最高时速达到144公里/小时，平均技术速度为111公里/小时，行车时间比当时的13/14次、21/22次直达特快列车缩短近4小时；而从北京西开往郑州则用时6小时23分，从郑州开往北京西用时6小时45分。
通过上述一系列提速试验所获得的大量数据，证明了既有铁路干线只需经过少量技术改造、采用新型机车车辆后，客货列车速度便可有较大幅度的提升，运行安全性指标可以满足时速140~160公里快速列车的行驶要求，这是一项投资少、见效快、有效提高市场竞争能力的措施。提速试验的成功为自1997年开始的全国铁路大面积提速铺平了道路。作为当时中国铁路唯一一款准高速客运柴油机车，东风11型柴油机车在既有线提速试验中展现了优异的动力学性能和牵引性能，试验结果显示，该型机车的使用范围除了广深线准高速列车之外，也能满足平原地带铁路干线扩大旅客列车编组及提高行车速度的需要，东风11型机车在牵引640吨旅客列车（约12节）时，在平直道上的最大平衡速度可达167公里/小时；当牵引1,100吨扩编旅客列车（约20节）时，在平直道上的最大平衡时速可达143公里。从1997年到2001年，东风11型机车充当了前四次中国铁路大提速的主力客运机车，承担了许多提速旅客列车在非电气化区段的牵引任务。2002年4月1日，时任铁道部副部长刘志军视察戚墅堰机车车辆厂时，指出“没有戚墅堰工厂的东风11，就没有中国铁路的四次大提速”。

### 高原型机车
2000年，中国铁路实施第三次大提速，重点提速范围移至中西部地区，兰新铁路特快旅客列车的最高速度提升至140公里/小时，并决定由东风11型机车肩负客运列车提速的任务。兰新铁路具有风沙大、高海拔、温差大、坡道大四大特点，戚墅堰机车车辆厂对配属乌鲁木齐铁路局、兰州铁路局的东风11型高原型机车作出了相应改进。机车安装了双侧进风空气滤清及滤沙装置，柴油机空气滤清器系统由二级滤清改为四级滤清，旋风筒惯性滤清与铝板网滤清器之间增加了纸质滤清器，并在进风口增设了一道防沙网。但由于这些措施增加了进气阻力，故每个增压器改从机车两侧同时进气以加大进气面积，增加空气流量满足柴油机对进气量的要求。由于兰新铁路沿线最高海拔高度可达2,000米以上，高原型机车采用修改微机控制软件的办法来校正柴油机功率参数，使柴油机功率随海拔高度增加而自动下降，并避免涡轮增压器因气压下降而超速运转。因应兰新铁路长大坡道多、最大坡度达12.5‰的线路条件，高原型机车故修改了牵引齿轮传动比，由原来的76：29改至65：22，机车最大起动牵引力从原来的245千牛提高到277千牛，提高了13.1%；持续牵引力从原来的160千牛提高到181.5千牛，提高了13.5%，而最高运行速度则由170公里/小时降至153公里/小时。
2000年，戚墅堰机车车辆厂生产了共56台高原型机车并投入兰新铁路使用，其中乌鲁木齐机务段12台、柳园机务段20台、嘉峪关机务段24台。2000年5月至7月，嘉峪关机务段的东风11型0123号机车出厂后分别在天水机务段、兰州西机务段、兰青铁路乐都站、西宁机务段、青藏铁路石崖庄站、海晏站、关角站进行了柴油机高原功率修正试验。至2003年为止，戚墅堰机车车辆厂总共生产了71台高原型的东风11型机车。

## 运用情况
1994年，首批东风11型机车交付广州铁路集团广州机务段，投入广深准高速铁路运用。通过部级技术鉴定后，戚墅堰机车车辆厂于1996年开始批量生产东风11型机车，同年上海铁路局、北京铁路局、沈阳铁路局亦开始配属该型机车。此后，广深铁路股份有限公司、上海铁路局、北京铁路局、沈阳铁路局、济南铁路局、郑州铁路局、乌鲁木齐铁路局、兰州铁路局、南昌铁路局相继增配东风11型机车。在1997年和1998年实施的中国铁路第一次及第二次大提速之中，京哈铁路和京沪铁路上的大部分特快列车均由东风11型机车担当牵引任务。在2000年开展的第三次大提速中，东风11型机车担当了兰新铁路武威南至乌鲁木齐、陇海铁路郑州至徐州区段的旅客列车牵引任务。2001年，中国铁路实施第四次大提速，东风11型机车承担了京九铁路、汉丹铁路的提速列车牵引任务。至2005年停产，戚墅堰机车车辆厂累计生产了459台东风11型柴油机车（0001~0458、1898）。除此之外，戚墅堰机车有限公司于2018年又为吉林铁道职业技术学院制造了一台供教学用途的东风11型机车（8001）。

### 广州局集团

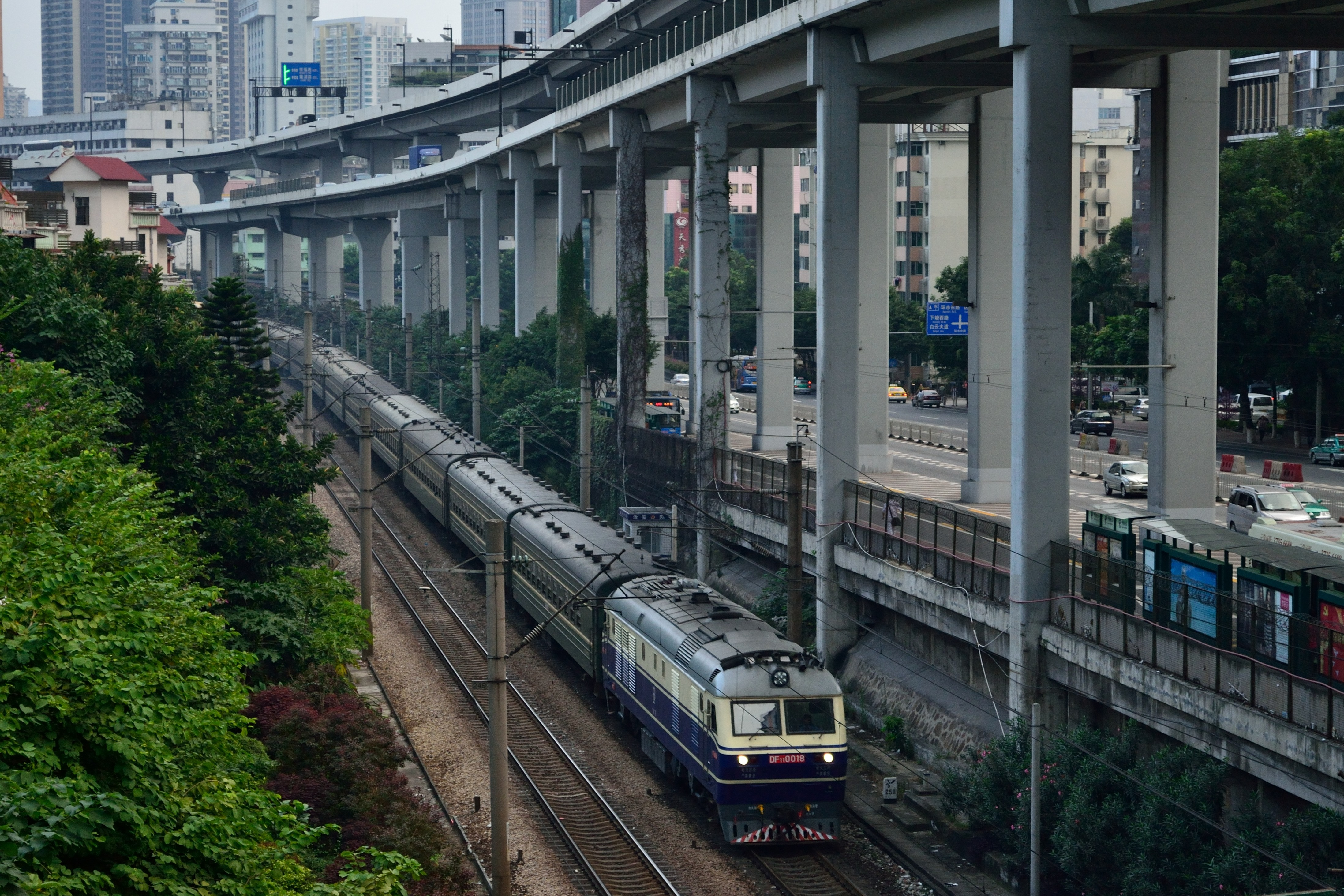
2012年11月，广州铁路集团广州机务段的东风11型0018号机车牵引深圳西至邵阳的K9084次行驶在广深线

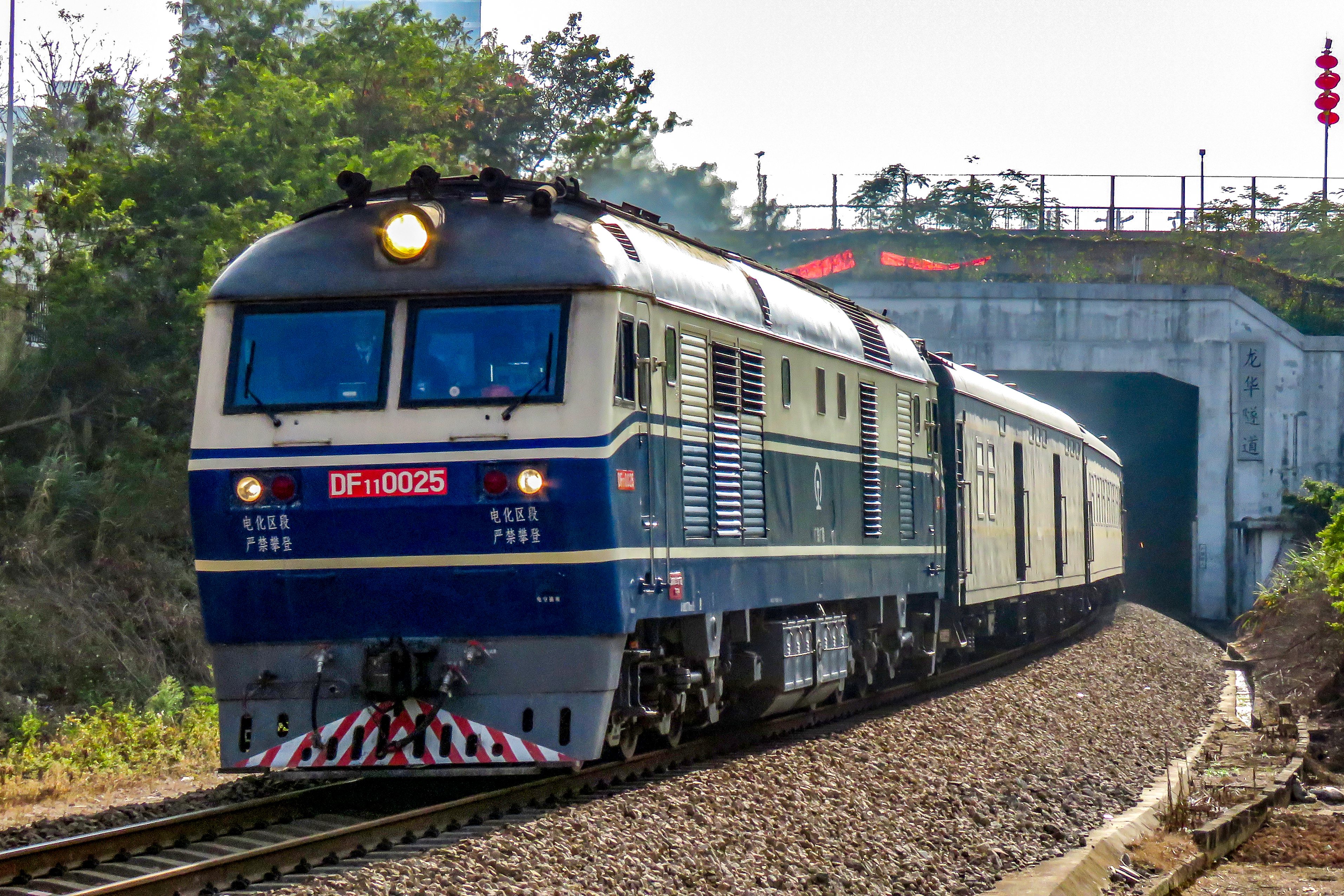
2019年2月，广州局集团广州机务段的东风11型0025号机车牵引K238次列车驶经平南铁路龙华隧道

1994年12月22日，中国第一条准高速铁路——广深准高速铁路正式通车。同年12月23日起，广州东和深圳之间每日开行2对准高速列车（准高1/2次、准高3/4次），行车时间由原来的2小时5分钟缩短到72分钟，并由广州机务段使用5台东风11型机车（0001~0005），牵引25Z型准高速旅客列车投入商业运行。东风11型机车除了轮流上线执行准高速列车的牵引任务外，也用于牵引部分普通旅客列车。1995年3月28日，95/96次广九直通车升级为准高速列车，同样由东风11型机车担任广州至九龙（紅磡）的全程牵引任务，全程运行时间从原来的2小时40分缩短到1小时59分。同月，ZLSK列车速度分级控制系统正式安装在东风9型0002号机车、东风11型0005号机车上投入运用。截至1995年12月31日，广深铁路已开行准高速列车共2051趟，因各种原因造成运行晚点共305趟，其中因机车故障在途中停车处理或更换机车有15趟，因机车不足改用东风9型机车代替牵引导致晚点有37趟。此外，并曾发生两次担当广九直通车牵引任务的机车在紅磡站过夜后无法启动，需要由九广铁路公司的柴油机车牵引到深圳站更换机车，经调查后发现原因的机车停车时烟囱刚好对准消防自动洒水装置，排气高温引发自动洒水而导致烟囱入水。东风11型机车投入运用初期出现的品质问题，主要是增压器接连出现喘振、轴承烧损、转子固死、油封漏油，以及冷却系统液压传动装置不稳定、前窗玻璃在行车途中突然破裂、司机室气密性欠佳及漏水等，而相对来说柴油机在运用中发生的问题则较少。
广深准高速旅客列车投入营运初期，由于当时广州机务段只有5台东风11型机车，扣除需要进行检修和备用的机车后，每天能够上线投入运用的机车一般不超过3台，尤其在1995年10月至11月期间铁道部调用东风11型0005号机车参与沪宁铁路及京秦铁路既有线提速试验时，准高速机车的运用调度更为紧张，因此当东风11型柴油机车不敷应用时，经常被迫以东风9型机车代替来牵引广深准高速列车。除此之外，因为广州东机务折返段工程进度落后于预期，机车出入库整备均需回到距离较远的广州机务段，导致机车周转时间长、使用率低。1995年下半年，鉴于中韩合作生产的25C型准高速客车即将交付使用，广深铁路股份有限公司决定垫款订购10台东风11型柴油机车，以便在广深铁路电气化工程完工之前组成10列准高速列车投入营运。1996年，10台新造的东风11型机车（0008、0009、0012~0018、0025）交付广深铁路股份有限公司后，机车运用紧张情况始得以改善，使广深铁路具备了实施“小编组、高密度、高速度”营运模式的条件。1996年1月，第二列广九准高速直通车投入运行。1996年7月28日起，广深准高速列车由每日开行2对增加到每日3对，并将除肇九直通车以外的另外两对广九直通车升级为准高速列车。随着广深铁路公司订购的机车车辆陆续到货，准高速列车的开行对数亦不断增加，同年9月28日起增加到每日15对，同年10月27日起增至每日19对（包括4对广九直通车），运行时间从68分钟压缩到65分钟。1996年9月起，广九直通车的终点站由广州站迁往广州东站。1997年5月，京九直通车及沪九直通车正式通车，在广州东至九龙（紅磡）之间亦使用东风11型机车牵引。至1997年底，广深铁路每天开行23对准高速列车，平均每47分钟便开出一班。
1998年8月，广深铁路电气化改造正式完工，部分广深准高速列车开始使用电力机车牵引。广深铁路股份有限公司从广州中车公司租赁5台韶山8型电力机车（0063~0067），两年租约期结束后广深铁路公司根据使用情况决定是否买断。1999年，随着广州东机务折返段建成投产，广深铁路股份有限公司成立了广深机务管理所，负责该公司所属机车的运用、检修和保养，包括由广深铁路股份有限公司拥有的10台东风11型柴油机车、2台东风9型柴油机车，以及租用的5台韶山8型电力机车。2000年，广深铁路股份有限公司决定买下该5台韶山8型电力机车。2001年，原本运用于广深铁路的东风11型0001~0005号机车，经铁道部批准由羊城铁路总公司广州机务段调拨到南昌铁路局南昌机务段（与广深铁路股份有限公司出资购买的10台东风11型机车不同，东风11型0001~0005号机车的产权属于铁道部，配属羊城铁路总公司广州机务段运用）。同年，广深铁路股份有限公司对公司职能部门和基层运输生产单位进行重组，广深机务管理所与广深车辆运用段合并为广深机辆事业部。
2007年11月，根据广州铁路（集团）公司对广州机务段内部机构实施整合的决定，将原广深机辆事业部机务部分合并到广州机务段广深运用车间，机车车身上的“广铁深段”段标亦被改为“广铁广段”。2008年1月，京九直通车和沪九直通车在广州东至紅磡之间改由韶山8型电力机车牵引。2008年6月，广州铁路（集团）公司调整了京广铁路广州至长沙区段的乘务交路，将广州机务段的部分东风11型机车转为用于担当广州—韶关—衡阳区间的客运交路，与东风9型、韶山8型机车轮流牵引广州至衡阳的N605/606次、N607/608次管内快速列车，广州至万州的1007/1008次普通旅客快车，广州东至襄樊的2115/2116次普通旅客快车，广州至宜昌的2285/2286次普通旅客快车，並由韶關的乘务员值乘。2010年至2011年，经过多次列车运行图调整和机车交路更改后，上述几对列车逐步改由韶山8型电力机车或HXD3C型电力机车牵引。2012年12月21日，广铁集团实行新的列车运行图，广九直通车全部更换成25T型客车，并改为使用韶山8型电力机车牵引，同时并将替换下来的东风11型机车投入未电气化的广茂铁路、平南铁路运用，担当深圳西—广州（广州东）—茂名（茂名西）区间的客运交路。
除此之外，广州机务段的东风11型机车也被用来担任高速铁路的应急热备内燃机车，长期驻守在广铁管内高速铁路沿线包括郴州西、衡阳东、长沙南等地的高铁运用车间和综合维修工区。2020年10月，为了满足广州局集团公司对热备内燃机车的需求，中国铁路总公司将上海局集团公司的6台东风11型机车（0156、0369、0371、0406、0433、0436）转配广州机务段。2021年3月，上海局集团公司再度转配8台东风11型机车（0006、0021、0022、0072、0074、0248、0249、0250）给长沙机务段，并由广州机务段支配运用。

### 上海局集团

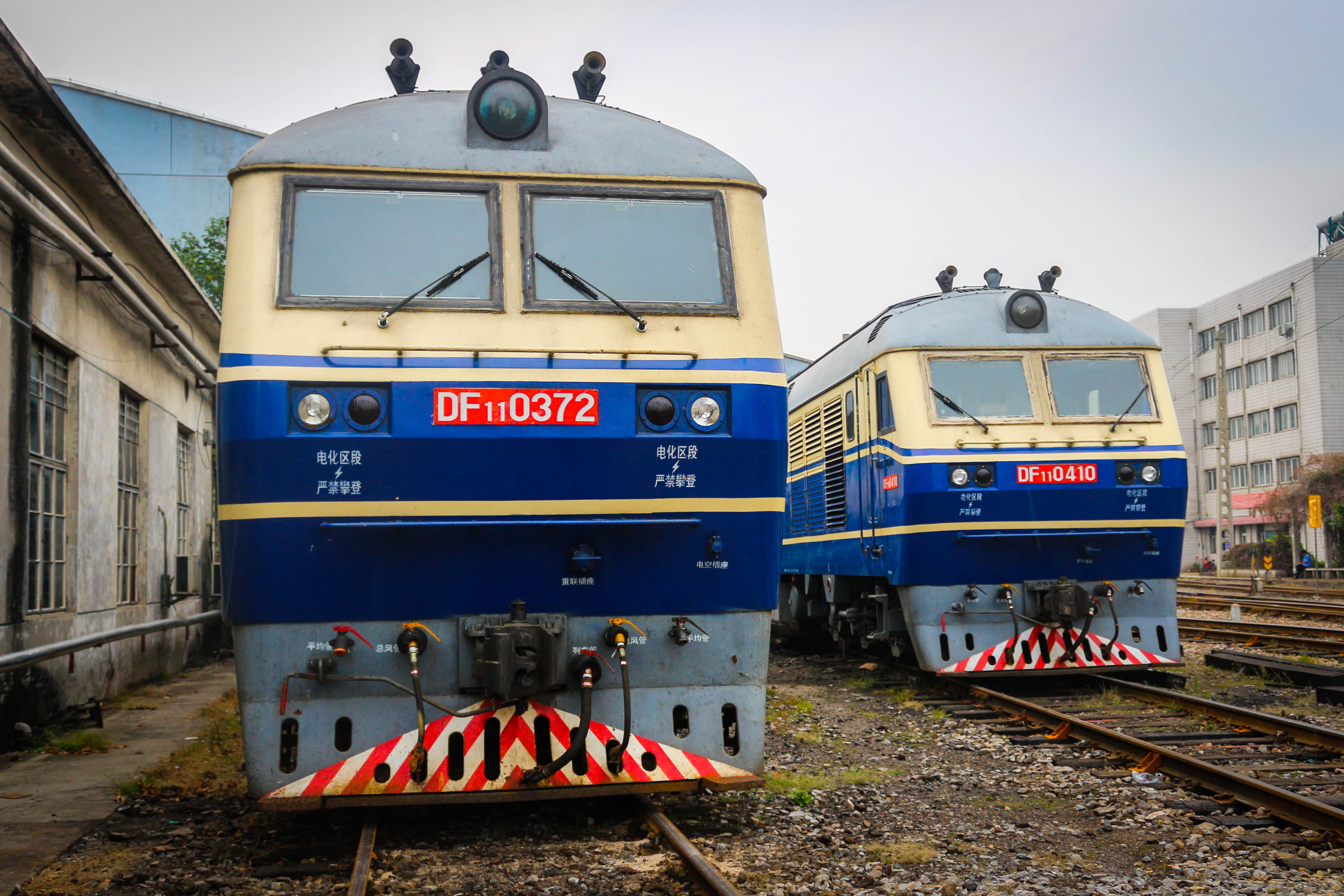
2015年10月，上海铁路局南京东机务段的东风11型0372号、0410号机车停在南京西作业区

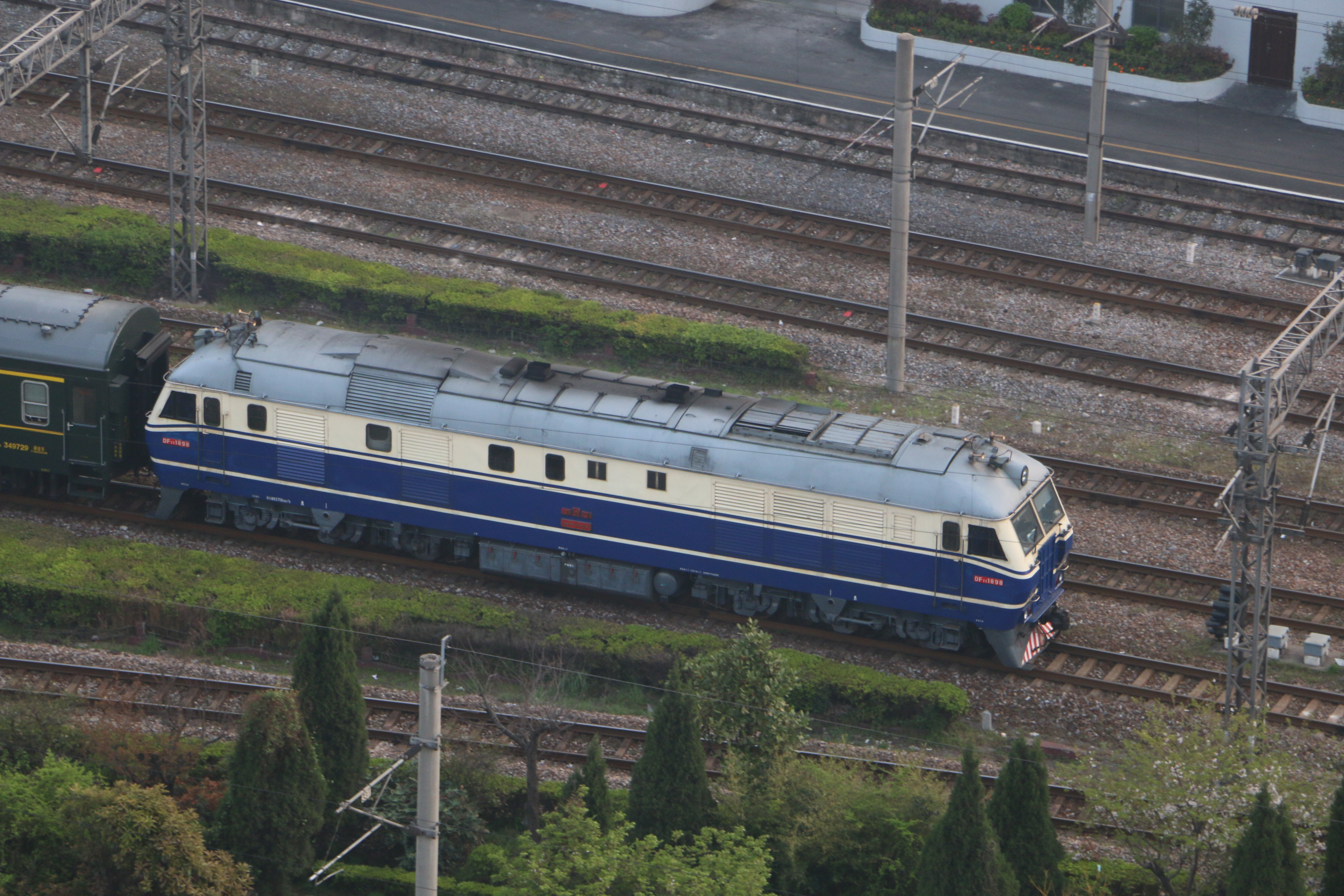
2016年4月，东风11型1898号机车（原周恩来号）牵引路用通勤列车离开上海站

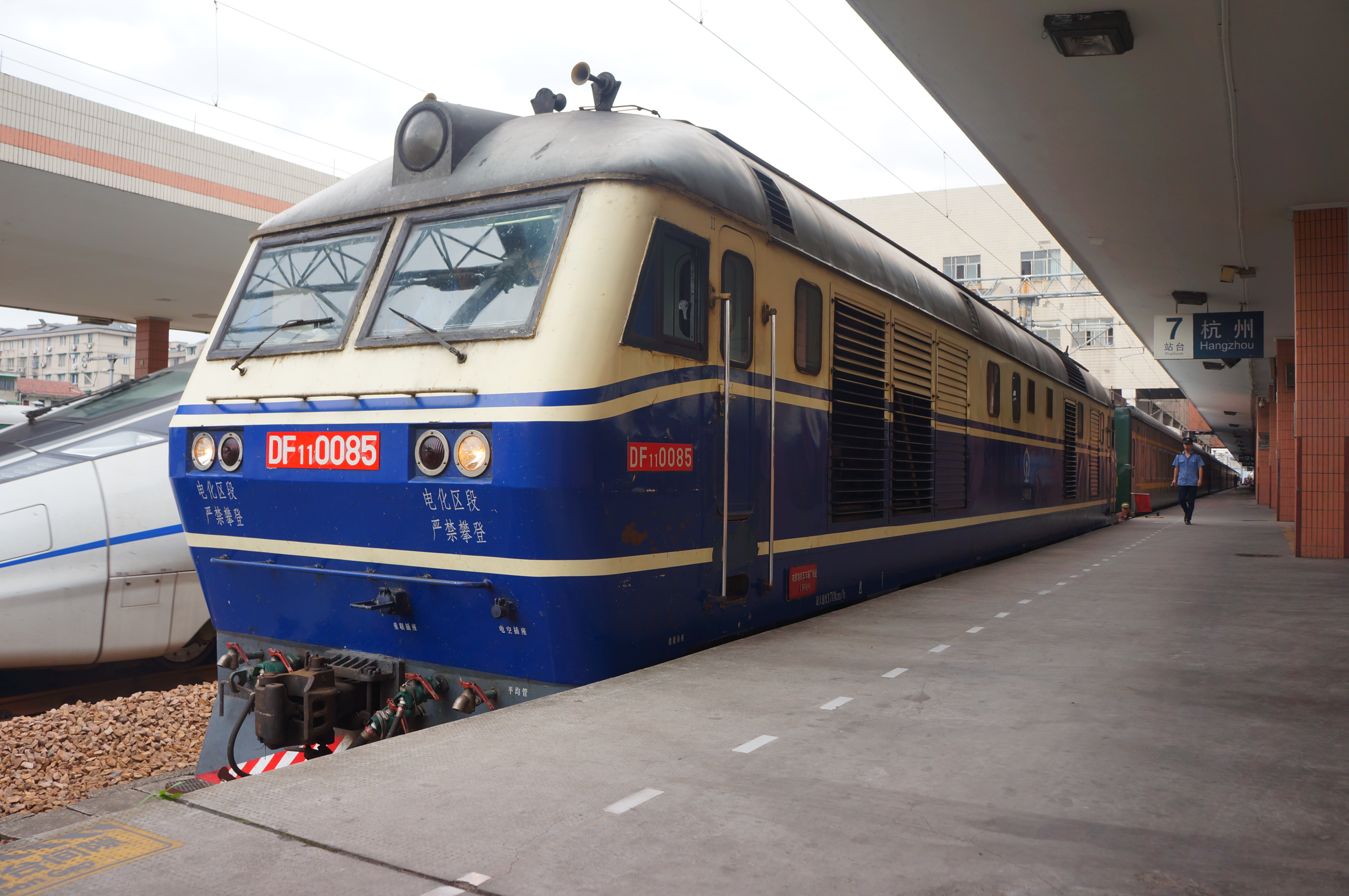
2016年6月，上海铁路局杭州机务段的东风11型0085号机车牵引T7786次列车停靠杭州站

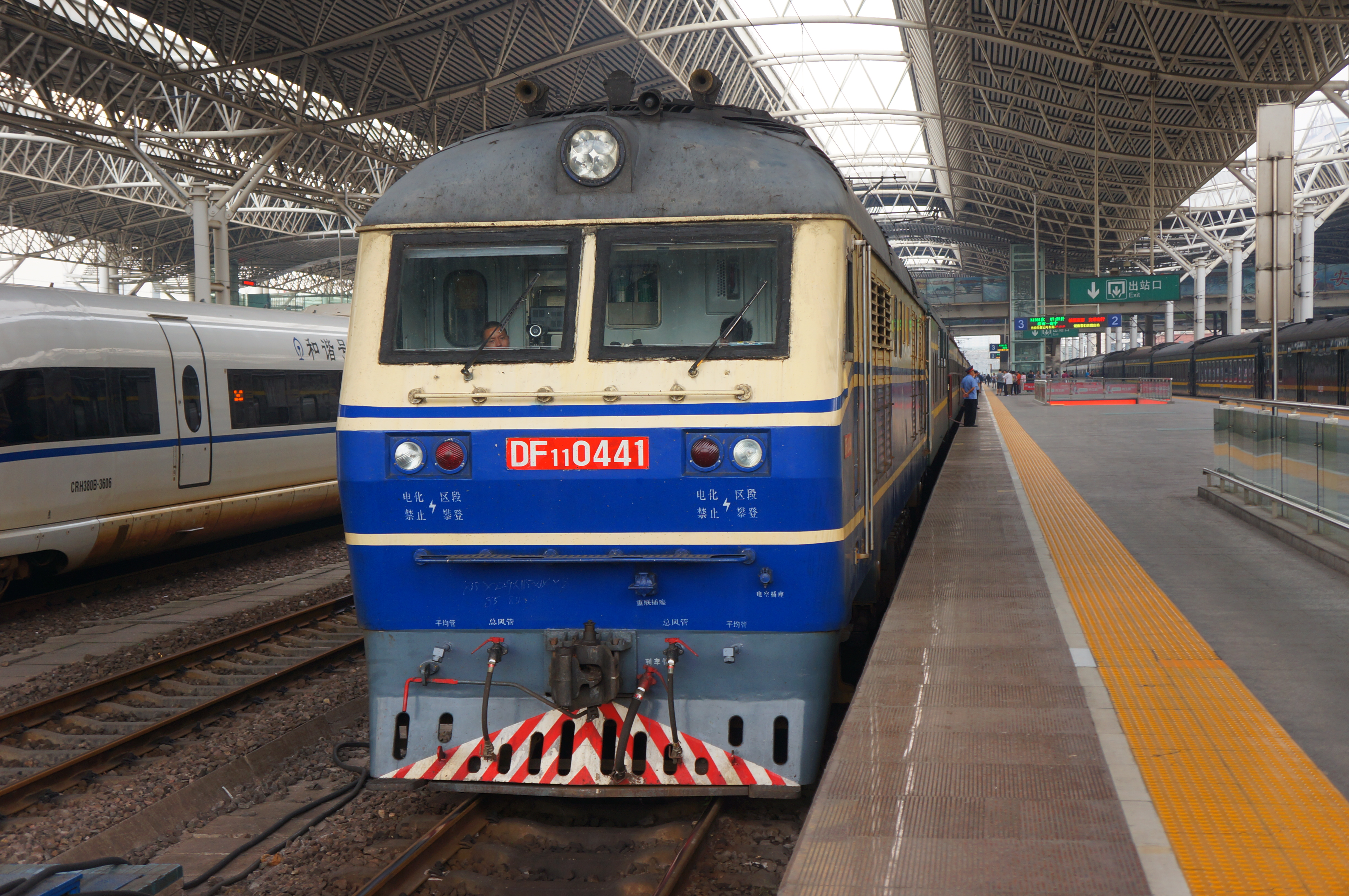
2017年5月，上海铁路局合肥机务段的东风11型0441号机车牵引K1561次列车停靠合肥站

1996年3月19日，上海铁路局的首台准高速客运机车——东风11型0006号机车到达上海机务段；3月23日至30日，进行快速列车开行前的牵引试验，东风11型0007号机车亦相继交付使用。1996年4月1日，K1/2次“先行号”快速旅客列车在沪宁铁路投入商业运行，使用东风11型柴油机车牵引由南京浦镇车辆厂为上海铁路局改造的25B型中短途双层客车，最高行车速度为140公里/小时，南京和上海之间的单程运行时间缩短到全程2小时48分，比原来最快的游1/2次旅游列车缩短了约一个半小时。1996年下半年，上海机务段又增加了5台东风11型机车（0019、0021、0022、0026、0027）。同年10月1日起，由南京浦镇车辆厂新造的第一批SKZ型双层快速座车交付“先行号”列车使用，最高行车速度提高至160公里/小时；同时，上海铁路局又增开了K3/4、K5/6次两对快速旅客列车。1997年4月1日，中国铁路实施第一次大提速，沪宁线增开4对由25Z型准高速客车担当的特级列车，京沪线开行3对直通快速列车（K13/14次、K21/22次、K65/66次）。1997年，上海机务段增配10台东风11型机车（0032、0041~0044、0056~0059、1898），至同年底已配属共17台，分别由沪蚌车队特快组和沪宁车队使用，其中沪蚌车队特快组肩负京沪铁路上海至蚌埠区间全部快速、特快列车的牵引任务，沪宁车队负责沪宁线管内快速列车、特级列车的牵引任务。1998年至2000年，随着中国铁路第二次、第三次大提速先后实施，上海机务段的东风11型机车数量不断增加，1998年交付了25台（0072~0087、0107~0111、0117~0120），1999年交付了17台（0132~0136、0152~0158、0172~0176），2000年交付了3台（0248~0250），当时上海机务段沪蚌车队6个指导组、沪宁车队全部使用东风11型机车，而淘汰下来的东风4B型客运机车则陆续转配到蚌埠、合肥、金华机务段。
2001年，京九铁路安徽段作为第四次大提速的重点之一，阜阳机务段配属了首批5台东风11型机车（0299~0303），与东风4D型准高速客运机车共同担当京九铁路阜阳至聊城间的提速列车牵引任务；同年内，上海机务段亦增配3台东风11型机车（0270~0272）。2002年，上海铁路局继续大量增配东风11型机车，其中上海机务段增加22台（0333~0339、0343~0353、0384~0387），阜阳机务段增加11台（0340~0342、0368~0373、0382~0383）。2003年，上海铁路局增配20台东风11型机车，阜阳机务段增加18台（0404~0413、0432~0439），上海机务段增加2台（0440、0441）；阜阳机务段在接收新造的东风11型机车的同时，并将东风4D型准高速客运机车转配属上海机务段，东风11型机车便成为了当时阜阳机务段客车队的唯一主力。2004年4月18日起，中国铁路实施第五次大提速，根据铁道部提出实施长交路、轮乘制的要求，京九线北段机车交路作出相应调整，原本由北京西至聊城的客运交路延长至阜阳，从此北京铁路局北京西机务段的机车直通阜阳，失去客车交路之后的阜阳机务段客车队随之撤销，上海铁路局将原属阜阳机务段的34台东风11型机车分成两批，分别调拨到上海机务段和杭州机务段，并将上海机务段的所有东风4D型准高速客运机车分别转配属南京、杭州、合肥机务段。此时的上海机务段拥有多达111台东风11型机车，由沪徐京车队、沪蚌车队、沪宁车队、沪金车队使用，肩负上海（上海西）至徐州、蚌埠、南京（南京西）、金华西之间的客运交路；而杭州机务段则有18台，主要负责杭州至上海（上海西）、金华西的客运牵引任务。
2006年下半年，京沪铁路、浙赣铁路完成电气化改造后，上海机务段开始配属韶山8型、韶山9型电力机车。2007年4月，中国铁路实施第六次大提速，上海机务段沪徐车队、沪蚌车队的东风11型机车仍然担当上海至徐州、蚌埠、南京之间的客运交路，机车交路最远可达济南（包括T105/106次、T177/178次特快列车，济南、上海两局机车乘务员在徐州跨局轮乘）。此后，由于电力机车配属数量不断增加，上海机务段的部分东风11型机车陆续转配属杭州机务段、南京东机务段、武昌南机务段、北京机务段（天津运用车间）、沈阳机务段、嘉峪关机务段、乌鲁木齐机务段等地。2008年3月，徐州机务段由济南铁路局划归上海铁路局之后，上海机务段、杭州机务段又将部分东风11型机车调拨给徐州机务段，至同年末徐州机务段已配属20台该型机车。2008年至2012年，随着列车运行图多次变更，加上沪宁城际铁路、沪杭客运专线、京沪高速铁路先后通车，沪宁杭地区开行了大量高速动车组列车，既有线上的管内特快列车不断被削减，上海铁路局的东风11型机车亦逐步退居二线。2008年9月，上海南站与芦潮港站之间开行市郊列车，使用上海机务段的东风11型机车牵引。2011年，南京东机务段开始大批配属自上海、杭州机务段转配的东风11型机车，以替换原来使用的东风4D型客运机车，蚌埠运用车间也开始支配徐州机务段的东风11型机车，投入宁铜铁路、宁启铁路、海洋铁路、符夹铁路、阜淮铁路等路线运用。至2013年末，上海铁路局各机务段共有111台东风11型机车，其中上海机务段7台、杭州机务段11台、南京东机务段47台、徐州机务段46台。
2014年起，新一代的HXD1D型电力机车大量配属到上海机务段和杭州机务段，替换下来的东风11型机车陆续转往合肥机务段合肥运用车间和芜湖运用车间使用，代替该段原来使用的部分东风4D型柴油机车，担当淮南铁路、阜淮铁路、青阜铁路、合九铁路、皖赣铁路、宣杭铁路、铜九铁路的客运任务。在2014年9月底的运行图调整后，徐州至上海之间最后几对使用东风11型机车牵引的客运列车，包括T131/132次、K47/48次列车等均改用电力机车牵引，沪宁线上由东风11型机车牵引的图定客车仅存T7605/7606次列车，以及上海、南京地区的铁路职工通勤列车。同年底，T7605/7606次列车在上海至南京之间改用HXD1D型电力机车牵引。2015年5月3日，上海机务段的“周恩来号”机车由东风11型1898号机车更换为HXD1D型1898号机车。2016年，东风11型0411号、0437号、0440号、0441号机车从上海机务段转配合肥机务段后，东风11型1898号机车便成为上海机务段的唯一一台客运内燃机车；同年，徐州机务段的其中10台东风11型机车被调拨给沈阳局集团吉林机务段和梅河口机务段。 2017年3月，上海至封浜的路用通勤列车改由东风4B型机车牵引后，东风11型1898号机车转配合肥机务段，为东风11型机车在上海机务段服役二十一年的历史画上句号。
2019年3月1日起，T235/236次列车在南京至苏州之间改为使用南京东机务段的东风11型机车牵引，由东风11型机车牵引的图定客运列车藉此机会重现沪宁线。2020年10月，上海局集团公司将6台东风11型机车转配广州机务段，其中杭州机务段5台（0156、0371、0406、0433、0436）、南京东机务段1台（0369）。2021年3月，上海局集团公司再度转配8台东风11型机车给广州局集团公司，包括合肥机务段5台（0006、0021、0022、0072、0074）、徐州机务段3台（0248、0249、0250）。2021年11月，中国国家铁路集团将南京东机辆段的5台东风11型机车（0097、0109、0110、0111、0119）转配兰州局集团公司。2023年6月，根据统一安排，南京东机务段转配5台东风11型机车（0149、0173、0270、0412、0434）给兰州局集团公司。

### 北京局集团

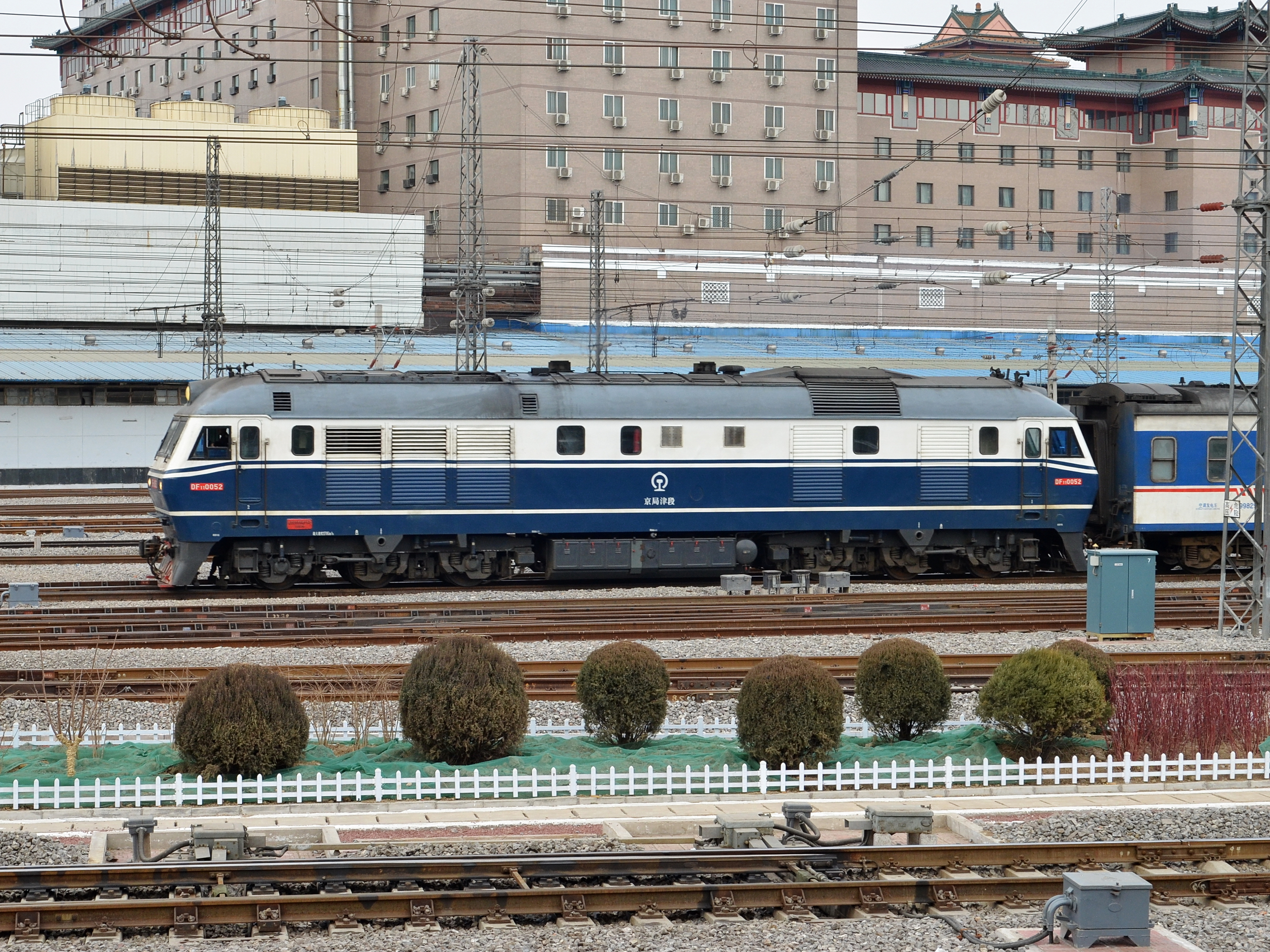
2013年2月，北京铁路局天津机务段的东风11型0052号机车牵引列车离开北京西站

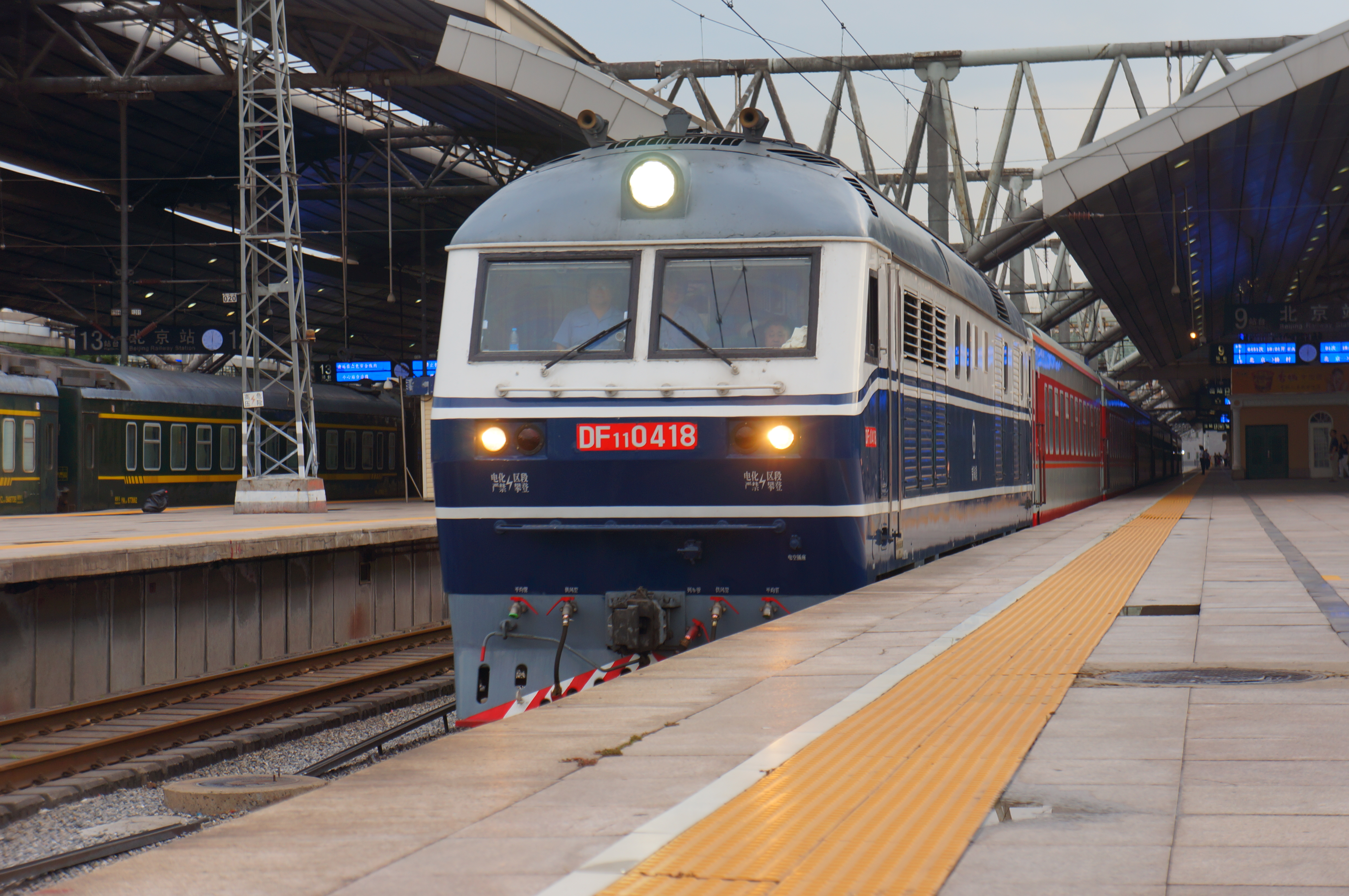
2016年6月，北京铁路局北京机务段的东风11型0418号机车牵引6451次列车从北京站出发

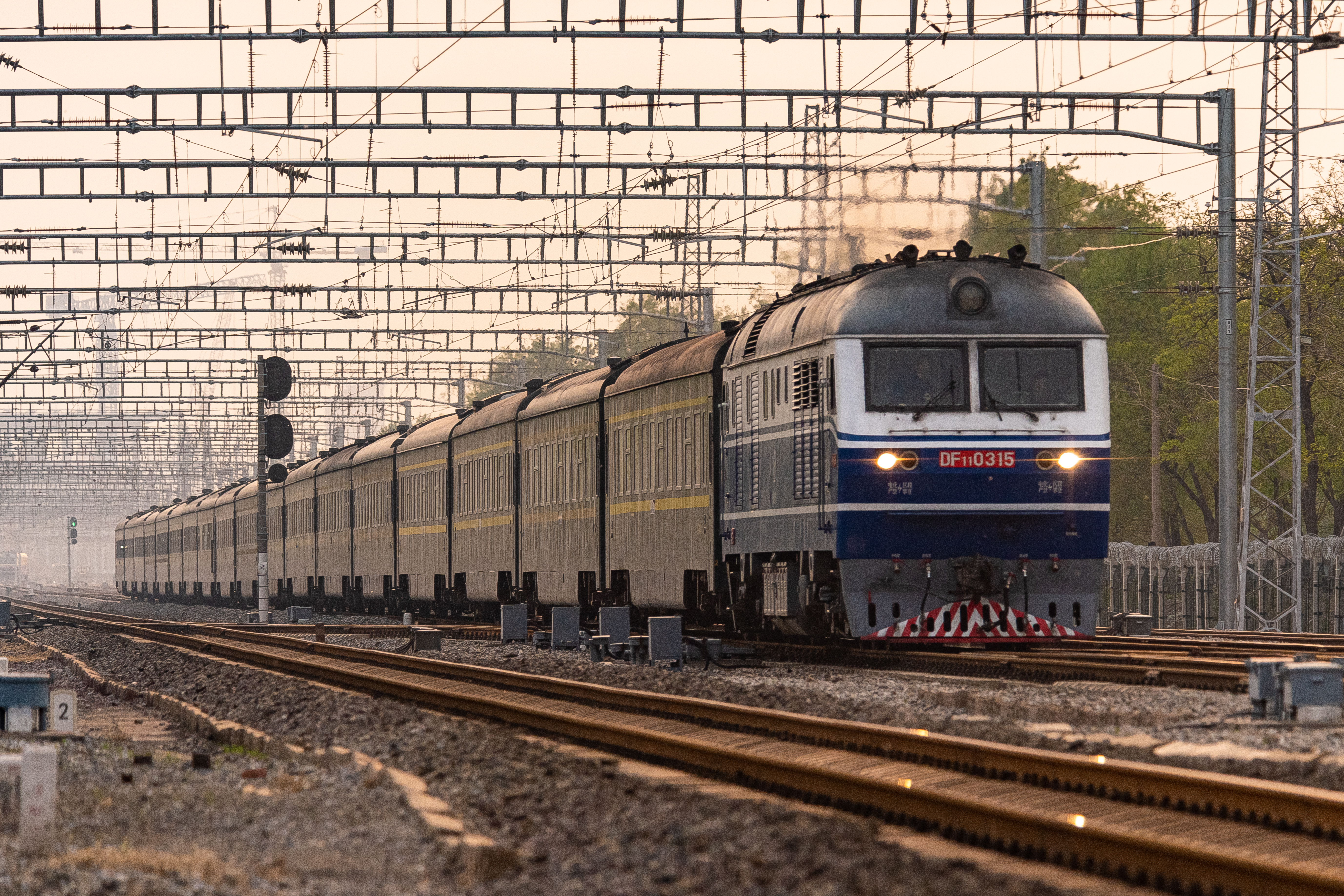
2021年4月，北京局集团北京机务段的东风11型0315号机车牵引0Z52次回送车底通过柳村线路所

1996年，北京铁路局北京内燃机务段配属首批4台东风11型柴油机车（0010、0011、0023、0024）。1996年7月1日，“北戴河号”快速旅客列车在京秦铁路投入营运，北京至北戴河的运行时间由原来的3时58分缩短到2小时30分钟。1997年，为配合中国铁路第一次大提速的实施，北京内燃机务段增加了13台东风11型机车（0033~0036、0048~0052、0060~0063），担当京沪线北京至济南间4对快速列车（K13/14、K21/22、K65/66、K35/36）、京秦线北京至山海关间3对快速列车（K17/18、K59/60、K81/84/82/83）及京秦线管内快速列车的牵引任务，部分扩编旅客列车并采用双机重联牵引。1998年至1999年，北京内燃机务段持续增配东风11型机车，1998年增加10台（0112~0116、0127~0131），1999年增加12台（0142~0145、0159~0166）。
2001年，因应中国铁路第四次大提速，北京西机务段、天津机务段开始配属东风11型机车，担当京九铁路北京西至聊城、京山铁路天津至山海关、京沪铁路天津至济南区段的旅客列车牵引任务，同年内北京西机务段配属5台（0304~0308）、天津机务段配属2台（0287、0288），北京内燃机务段增配4台（0314~0317）。2003年，北京西机务段增配8台东风11型机车（0414~0421），至同年底北京铁路局总共配属58台东风11型机车，仅次于上海铁路局，其中北京内燃机务段24台、北京西机务段19台、天津机务段15台。2004年，中国铁路实施第五次大提速，北京内燃机务段、北京西机务段将部分东风11型机车转配哈尔滨铁路局三棵树机务段（0033、0063、0143、0306、0414）。2005年，最后一批新造的东风11型机车配属北京西机务段和天津机务段，其中北京西机务段2台（0449~0450）、天津机务段3台（0451~0453）。同年，铁道部决定实施铁路局直接管理站段的体制改革，北京西机务段、北京内燃机务段、天津机务段合并为北京机务段。2006年至2007年，随着京沪铁路完成电气化改造，北京机务段天津运用车间陆续接收了部分从北京运用车间、北京西运用车间、上海机务段转配的东风11型机车。至2010年末，北京铁路局配属共69台东风11型机车，其中北京运用车间有7台，担当北京至徐州、秦皇岛的客运任务；北京西运用车间有30台，担当北京西至阜阳的客运任务；天津运用车间有32台，担当天津至山海关、徐州、邯郸的客运任务。
2011年起，北京机务段开始支配运用丰台机务段的HXD3C型电力机车。2013年，京九铁路完成电气化之后，北京机务段向天津机务段（天津机务段于2011年11月重新成立）转配了部分东风11型柴油机车。2014年以后，北京机务段、天津机务段开始配属HXD3D型电力机车，替换下来的东风11型机车陆续调拨哈尔滨铁路局和沈阳铁路局，另有部分机车调拨给唐山机务段，用于天津—唐山—秦皇岛的客运交路，以及牵引唐山地区的路用通勤列车，而余下部分车况欠佳的机车则被封存于天津、沧州、唐山、秦皇岛等地。自2014年12月10日调整运行图起，天津机务段客车运用车间已没有任何由东风11型机车牵引的图定客运交路。2016年10月，T57/58次列车在北京西至天津之间改用东风11Z型机车牵引后，由北京机务段的东风11型机车固定担当的客运列车仅余下6451/6452次一对。2019年1月，6451/6452次列车亦宣告停运。至2020年末，北京局集团公司配属共30台东风11型机车，其中北京机务段有15台、天津机务段有3台，主要作为高铁沿线的热备救援机车使用；唐山机务段有12台，分布于唐山、古冶、秦皇岛运用车间，除了作为高铁热备救援机车外，亦用于牵引七滦铁路唐山南至古冶、古冶至贾庵子的路用通勤列车。

### 沈阳局集团

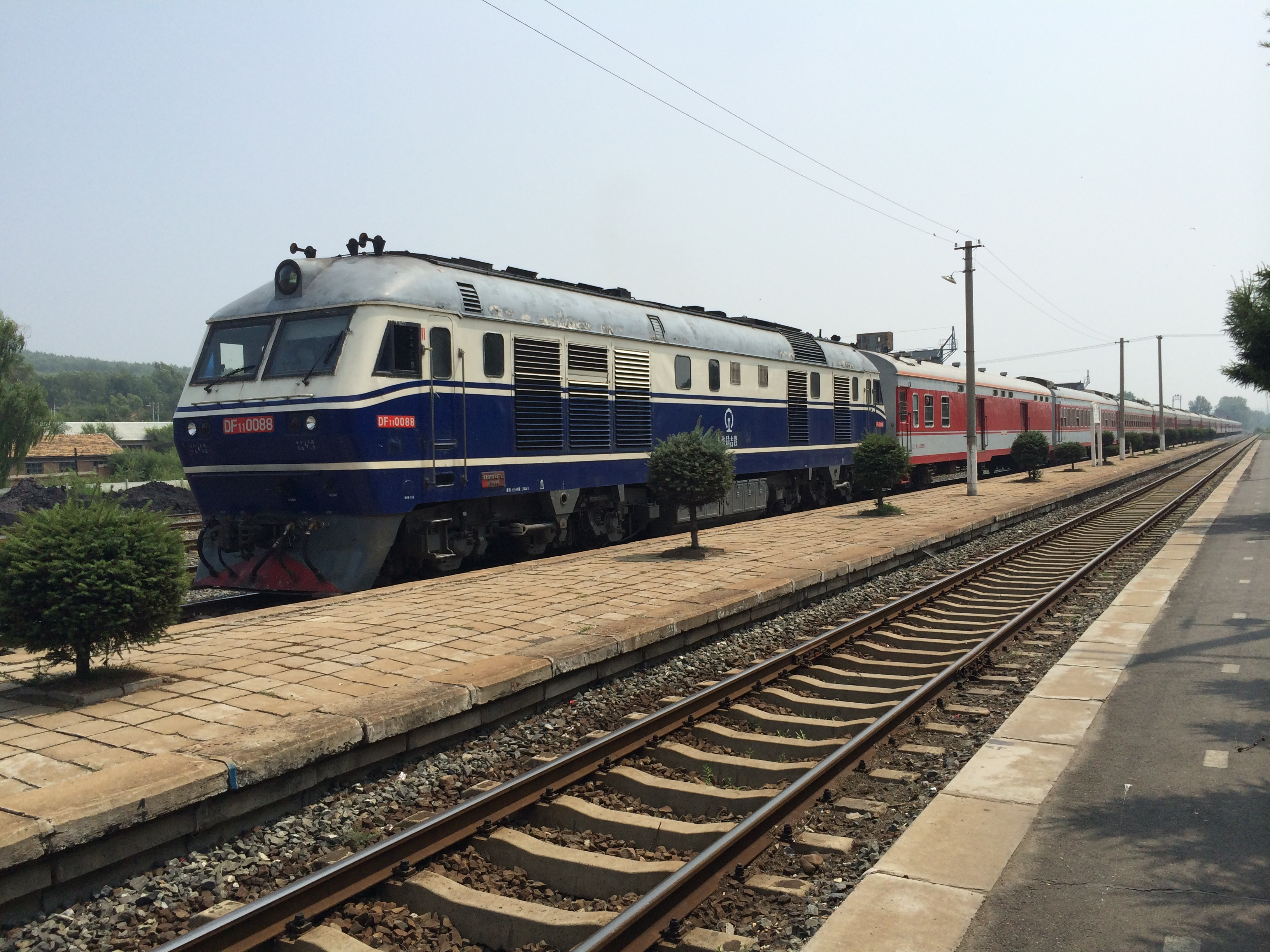
DF11-0088牵引K7375次列车于吉舒车站临时停车

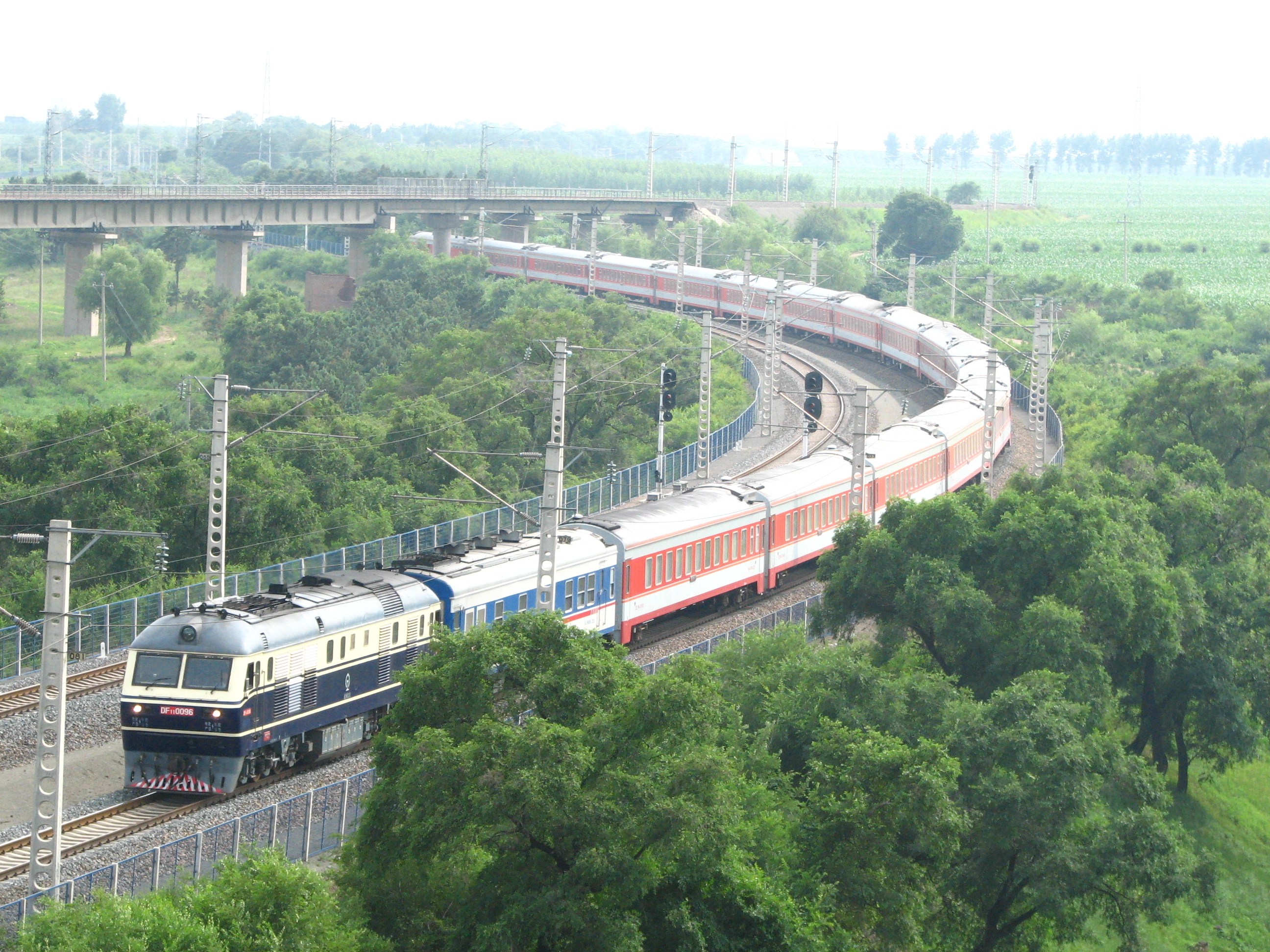
2007年7月，沈阳铁路局沈阳机务段的东风11型0096号机车牵引旅客列车行驶在京哈铁路上

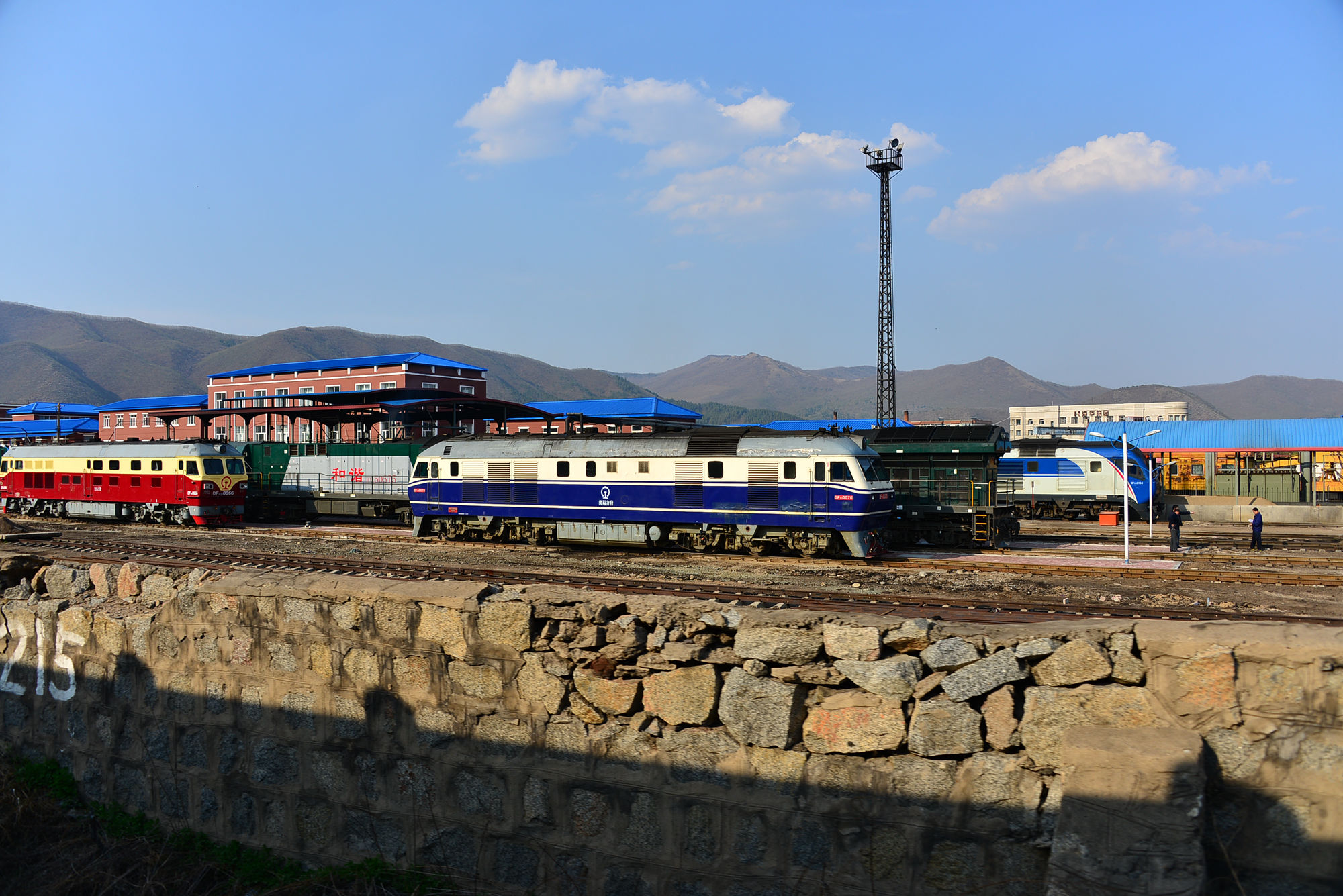
2012年5月，沈阳铁路局吉林机务段的东风11型0070号机车停在图们运用车间

1996年10月，为配合北京站和大连站之间开行的K81/84、K83/82次列车，沈阳铁路局山海关机务段配属首批3台东风11型内燃机车（0020、0028、0029），担当沈山铁路山海关站至沈阳北站之间的牵引任务。1997年，中国铁路实施第一次大面积提速，同年山海关机务段增配了10台东风11型内燃机车（0030~0031、0064~0071），用来牵引沈阳北站至山海关站区间的全部快速列车(K17/18次列车、K59/60次列车、K81/84、K83/82次列车)及部分特快列车，部分列车并采用双机重联牵引。1998年，山海关机务段增配22台东风11型内燃机车（0088~0106、0121~0123），替换下来的东风4B型内燃机车陆续转配到吉林机务段、梅河口机务段、通化机务段等地；同年6月，东风11型0088、0089号机车参与了为第二次大提速准备的京哈铁路提速试验；同年10月起，K81/84、K83/82次列车改为经由沟海铁路运行，并由山海关机务段担当山海关站至大连站的牵引任务。1999年至2001年，新造的东风11型内燃机车持续交付山海关机务段，1999年增配5台（0137~0141），2000年增配2台（0255~0256），2001年增配4台（0266~0269）。至2002年底，山海关机务段配属共47台东风11内燃型机车，该段还为部分机车的冷却室百叶窗口增加了防尘罩。
2003年10月，秦沈客运专线全线建成通车，沈山铁路的部分特快及快速旅客列车改经新线运行，并使用沈阳机务段的韶山9型电力机车牵引。2006年3月，根据铁道部提出的运输生产力布局调整，原山海关机务段客运部分划归沈阳机务段，改设沈阳机务段山海关运用车间。同年，为了提高机车运用效率、节省机车使用台数，沈阳铁路局决定将全局客运机车集中配属沈阳机务段，并向铁道部请求进一步增配东风11型内燃机车，以加快汰换日渐老旧的东风4B型内燃机车，满足非电气化区段的旅客列车提速需要。2007年8月，沈山铁路完成电气化改造，部分置换下来的东风11型内燃机车用于牵引跨局及管内快速列车，担当山海关站至沈阳北站、北京站、天津站、大连站、丹东站、通化站、长春站、哈尔滨站等地的客运交路。2007年至2008年，沈阳机务段接收了部分从上海、兰州、乌鲁木齐等铁路局转配的东风11型内燃机车。2010年，沈阳机务段开始配属和谐3C型电力机车，至同年底该段配属53台东风11型内燃机车，在沈大铁路、沈丹铁路、平齐铁路、高新铁路、辽溪铁路等线均可见其踪影。2011年起，沈阳机务段开始将部分东风11型内燃机车调拨给吉林机务段，在长白铁路、沈吉铁路、四梅铁路、梅集铁路、鸭大铁路、浑白铁路、长图铁路、图佳铁路、开源铁路等线投入使用。至2014年末，沈阳铁路局配属共56台东风11型内燃机车（包括15台从兰州铁路局、乌鲁木齐铁路局转配的高原型机车），其中吉林机务段有46台，沈阳机务段有10台。2016年，沈阳铁路局从天津机务段、徐州机务段调入共20台东风11型内燃机车，分配给吉林机务段、梅河口机务段使用。至2019年末，沈阳铁路局共配属76台东风11型内燃机车，包括沈阳机务段10台、吉林机务段44台、梅河口机务段22台。

### 济南局集团

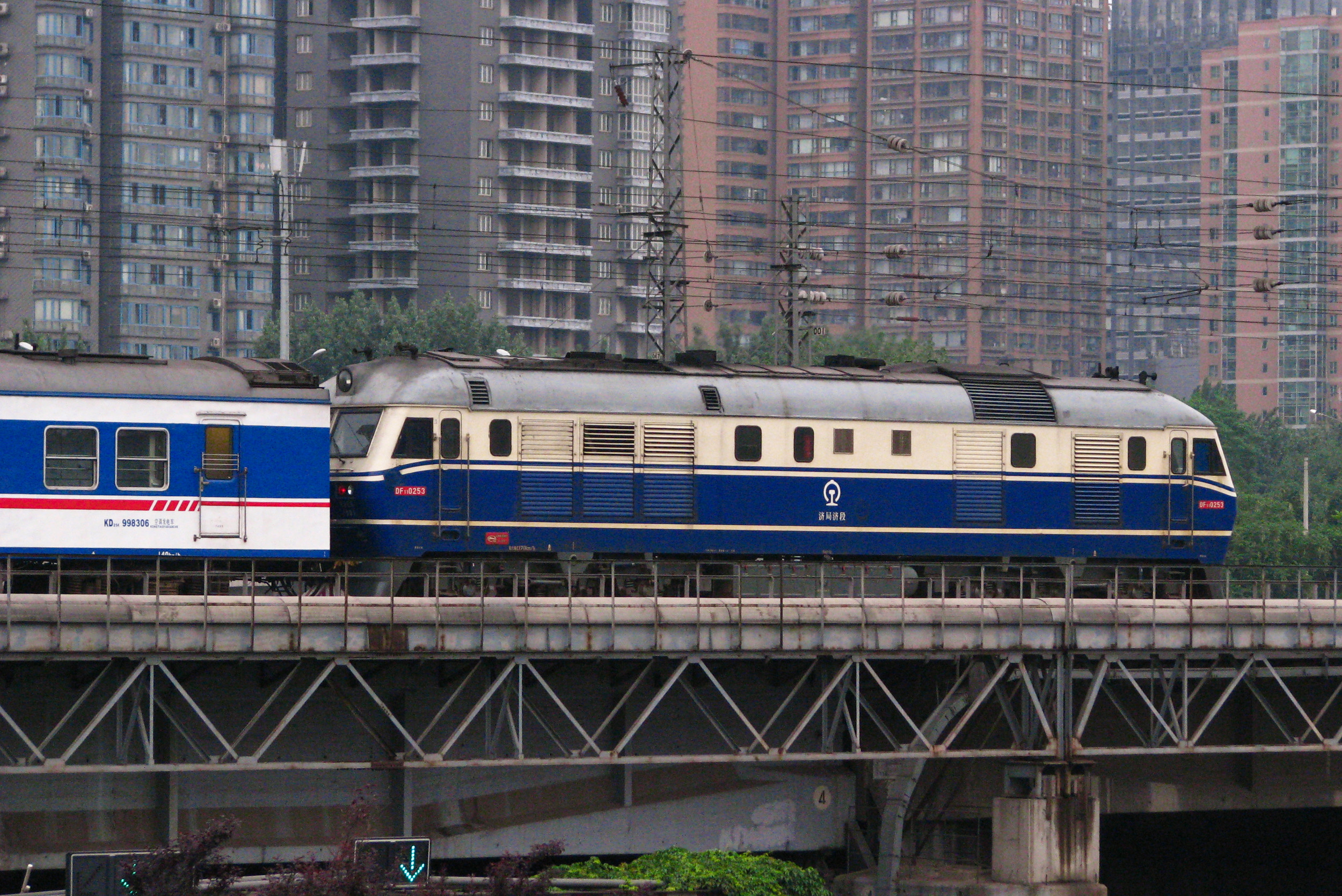
2010年6月，济南铁路局济南机务段的东风11型0253号牵引旅客列车从北京站出发

1997年，济南铁路局济南机务段配属首批10台东风11型机车（0037~0040、0045~0047、0053~0055），担当京沪铁路济南至蚌埠间3对快速列车的牵引任务，使该区段快速列车的上、下行平均技术速度均提高到101.7公里/小时，分别比以前提高13.1公里/小时和12.7公里/小时。1998年至2003年，为配合历次铁路大提速的列车运行图调整，济南机务段逐年增配新造的东风11型机车，1998年增加3台（0124~0126），1999年增加11台（0146~0151、0167~0171），2000年增加4台（0251~0254），2001年增加2台（0289～0290），2002年增加15台（0359～0363、0389~0393、0399~0403），2003年增加7台（0442~0448）。至2007年末，济南铁路局配属共52台东风11型机车，其中济南机务段44台、徐州机务段8台，主要运用于京沪铁路、石德铁路、胶济铁路、兖日铁路，担当济南至北京、蚌埠、阜阳、日照，以及徐州至南京、合肥等地的客运交路。2008年3月，徐州机务段徐州运用车间划归上海铁路局。至2008年末，济南机务段配属共43台东风11型机车，当时其交路以济南为中心，运用范围东至烟台、南至蚌埠、西至阜阳、北至北京。
2010年，济南机务段开始配属HXD3型电力机车、HXD3C型电力机车，担当时速120公里以下快速列车的牵引任务。2012年底，济南铁路局按铁道部令将8台东风11型机车（0037~0038、0253、0401、0442~0445）调拨给哈尔滨铁路局。至2013年末，济南铁路局仍配属25台东风11型机车。2014年3月，济南铁路局重新成立青岛机务段，并将原属济南机务段12台东风11型机车改青岛机务段配属，由青岛、青西、淄博运用车间支配使用。淄博运用车间的4台机车（0045、0446～0448）作为胶济客运专线上的热备救援机车，平日则担任潍坊站驻站调车机车，以及在坊子支线牵引小运转货物列车。同年起，济南铁路局逐步停用车况较差的东风11型机车，其中9台机车被封存于聊城北机务折返段，后来又转移至济南机务段废弃油库专用线继续存放。

### 郑州局集团

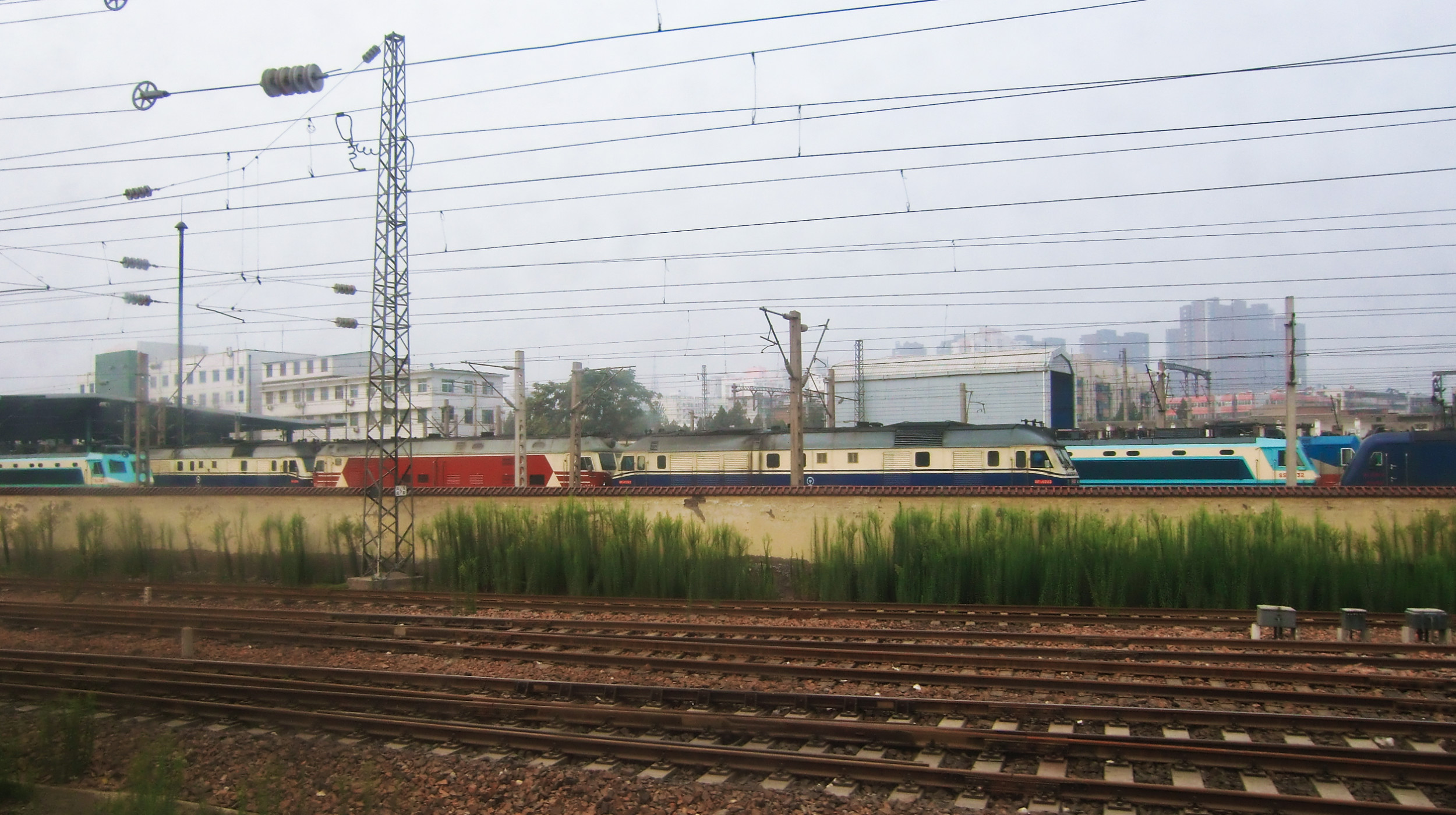
2011年7月，郑州机务段内与各种客运机车停放在一起的东风11型机车

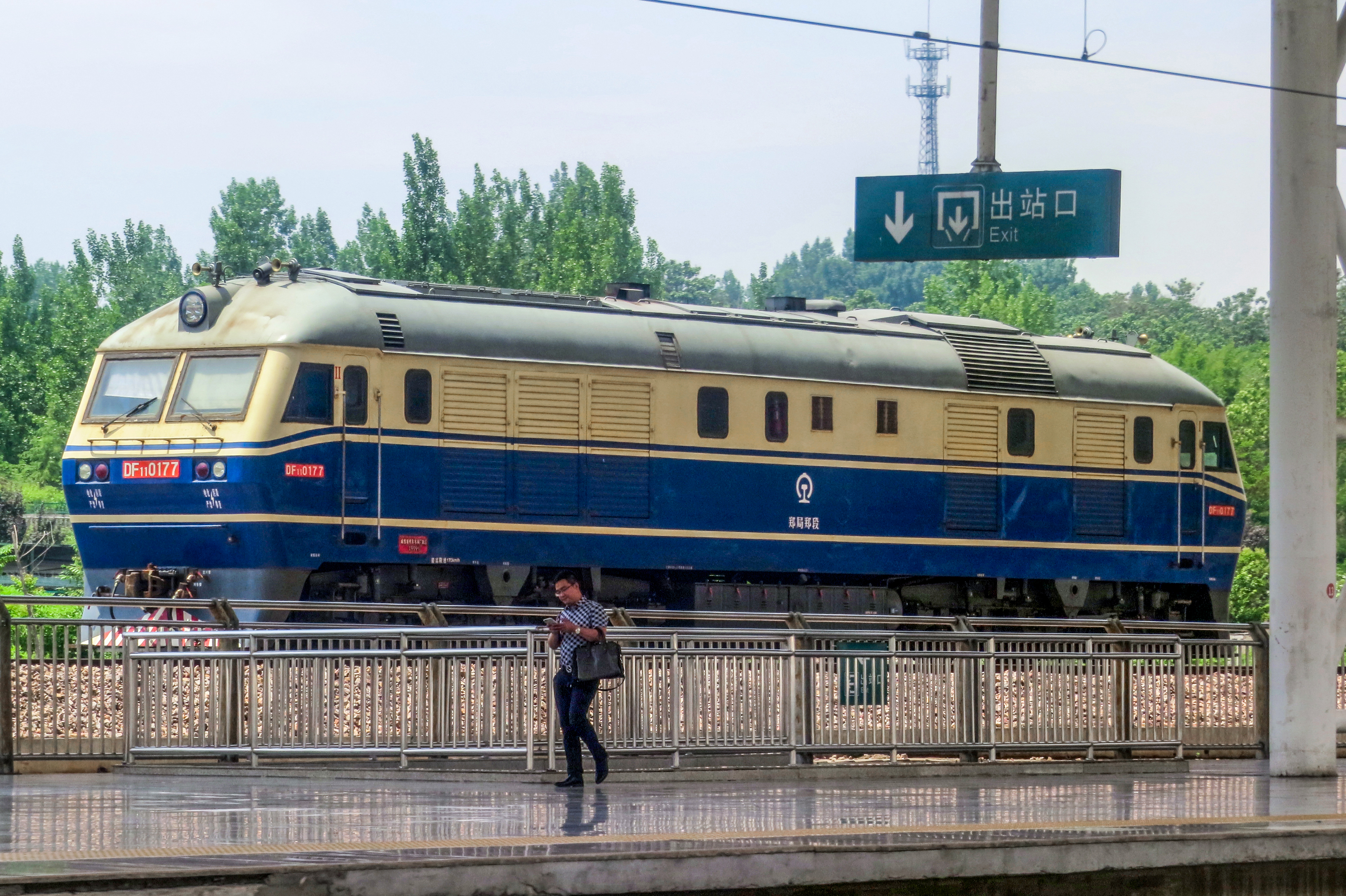
2017年6月，郑州铁路局郑州机务段的东风11型0177号机车在三门峡南站担任高铁热备机车

1999年，郑州铁路局郑州机务段配属首批5台东风11型机车（0177~0181），担当陇海铁路郑州至徐州间的提速列车牵引任务。2000年夏季，因应即将实施的全国铁路第三次大提速，陇海线东段将增加四对特快旅客列车，铁道部将刚出厂的10台东风11型机车（0238~0247）配属给郑州机务段，郑州机务段东线机车队为此成立了快速指导组并选拔优秀司机，从同年10月21日起专门担当该四对特快列车在郑州至徐州（T115/116次、T189/190次）、郑州至蚌埠（T53/54次、T139/140次）之间的牵引任务。2001年，郑州机务段增配5台东风11型（0294~0298），担当郑州至徐州、蚌埠、阜阳间的旅客列车牵引任务，此时郑州机务段配属共20台东风11型机车。2004年，郑州机务段对东陇海机车乘务制度进行调整，由包乘制改为轮乘制。2005年4月，郑州机务段开始将东风11型机车投入孟宝铁路使用，担当郑州—漯河—宝丰（平顶山西）区段的客运交路。
2006年8月，陇海铁路郑州至徐州段完成电气化改造后，郑州至徐州之间部分旅客列车改为使用郑州机务段的韶山7E型电力机车牵引。同年10月1日起，西安至上海的跨局客运机车长交路正式实施，并采用西安铁路局西安机务段的韶山7E型电力机车牵引（上海和西安两地司机在徐州站继乘）。2010年至2012年，随着京九铁路完成电气化改造、郑州机务段先后增配HXD3型、HXD3C型电力机车，东风11型机车的使用范围进一步收窄，并逐渐退出了陇海线和京九线交路。2012年，根据铁道部调整列车运行图的需要，将原属郑州机务段的14台东风11型机车调出，其中10台机车调拨给乌鲁木齐铁路局（0178、0180、0238、0240、0241、0243~0245、0247、0296），另外4台调拨给哈尔滨铁路局（0179、0242、0246、0297）。至2020年末，郑州机务段配属东风11型机车6台（0177、0181、0239、0294、0295），分别驻守在郑州机务本段、三门峡南、商丘、安阳东、方城、周口东等地，担任徐兰高铁、京广高铁等高铁路线的应急热备救援机车，以及用于铁路新线开通前牵引联调联试检测列车。

### 武汉局集团

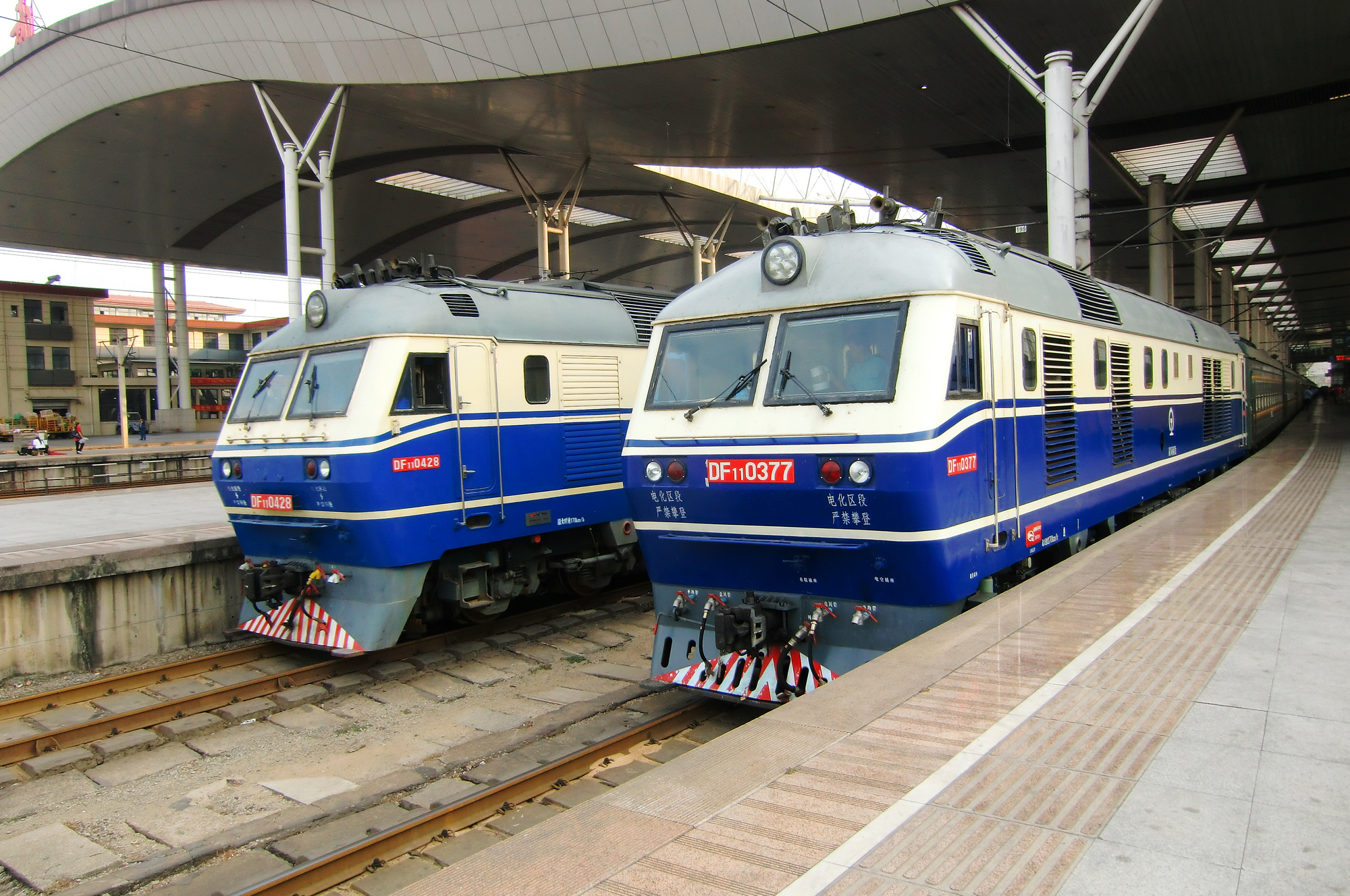
2011年7月，武汉铁路局武昌南机务段的东风11型0377号、0428号机车在武昌站

2001年10月，为配合中国铁路实施第四次大提速，汉丹铁路作为武汉至成都铁路通道的组成部分，列车最高运行时速由120公里提升到140公里，当时的郑州铁路局襄樊铁路分局襄樊北机务段配属了首批8台东风11型机车（0278~0282、0291~0293），担当汉丹铁路襄樊至荆门、武昌、汉口之间的提速列车牵引任务。2002年，襄樊北机务段增配12台东风11型机车（0364~0367、0374~0381）。2003年，再度增配7台机车（0425~0431）。2005年3月18日，铁道部决定撤销武汉、襄樊铁路分局，重新成立武汉铁路局，实行路局直管站段体制，原襄樊北机务段划归武汉铁路局管辖，此时武汉铁路局配属共29台东风11型机车。2007年至2008年，襄樊北机务段接收了从上海铁路局转配的3台东风11型机车（0120、0132、0158），以及从兰州铁路局转配的7台高原型机车（0195、0207、0232~0234、0283~0284）。2008年起，武昌南机务段开始支配运用襄樊北机务段的东风11型机车，担当武昌（汉口）至南昌之间部分客运列车的牵引任务，汉丹东线客运交路亦经武九铁路、京九铁路延长至南昌，襄樊至南昌间全程使用襄樊北机务段的东风11型机车牵引，襄樊、武昌两地司机在武昌站轮乘。2009年下半年，襄樊北机务段向武昌南机务段转配了部分的东风11型机车；同时，武昌南机务段亦向襄樊北机务段调出东风4D型准高速客运机车。当时，武昌南机务段的东风11型机车主要用于武昌（汉口）至南昌、襄樊、宜昌、阜阳区段，而襄樊北机务段的东风11型机车则用于襄樊至荆门、宜昌、洛阳、张家界、信阳区段。
随着汉丹线、武九线、京九线相继完成电气化，武昌南机务段大量增配和谐型电力机车，不断挤压内燃机车的生存空间。在2014年7月1日开始实施的列车运行图调整中，襄阳至武昌、汉口间的客运交路全部改为使用武昌南机务段的韶山9型或HXD1D型电力机车。2015年，武昌南机务段的12台东风11型机车（0377~0381、0425~0431）被转配到哈尔滨铁路局，余下的11台机车则主要作为电气化铁路的应急热备机车，轮流驻守在武客技整备场、汉口机务折返段、宜昌东机务折返段、恩施机务折返段、驻马店西站等地。2019年起，武昌南机务段使用东风11型机车代替东风8型机车，牵引来往武昌南至武汉北之间的2对通勤列车（7612~7618次）；2020年9月18日起，2对通勤列车又改为使用HXD1D型电力机车牵引。至2021年末，襄阳机务段（襄樊北机务段于2011年6月改称襄阳机务段）仍配属9台东风11型机车，主要用于牵引焦柳铁路襄樊至荆门、张家界、宜昌东之间的旅客列车。

### 乌鲁木齐局集团

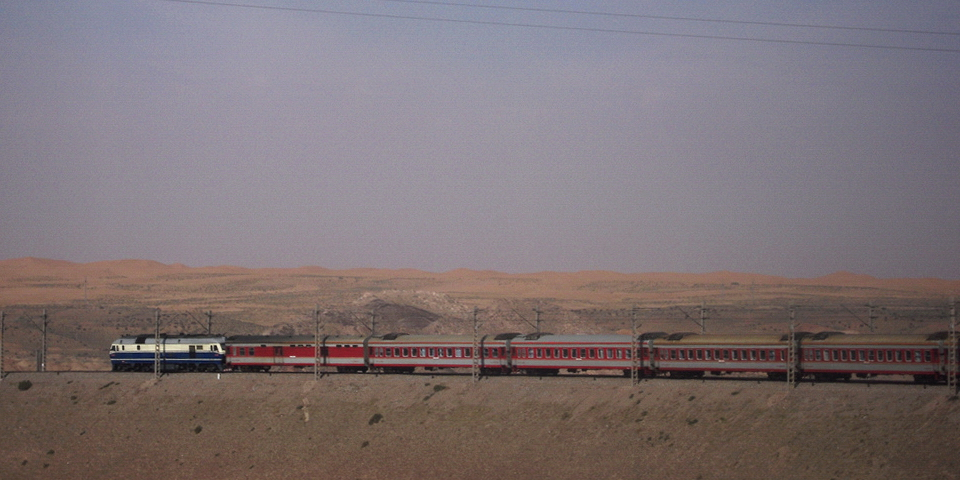
2008年9月，乌鲁木齐铁路局乌鲁木齐机务段的东风11型机车牵引旅客列车行驶在兰新铁路

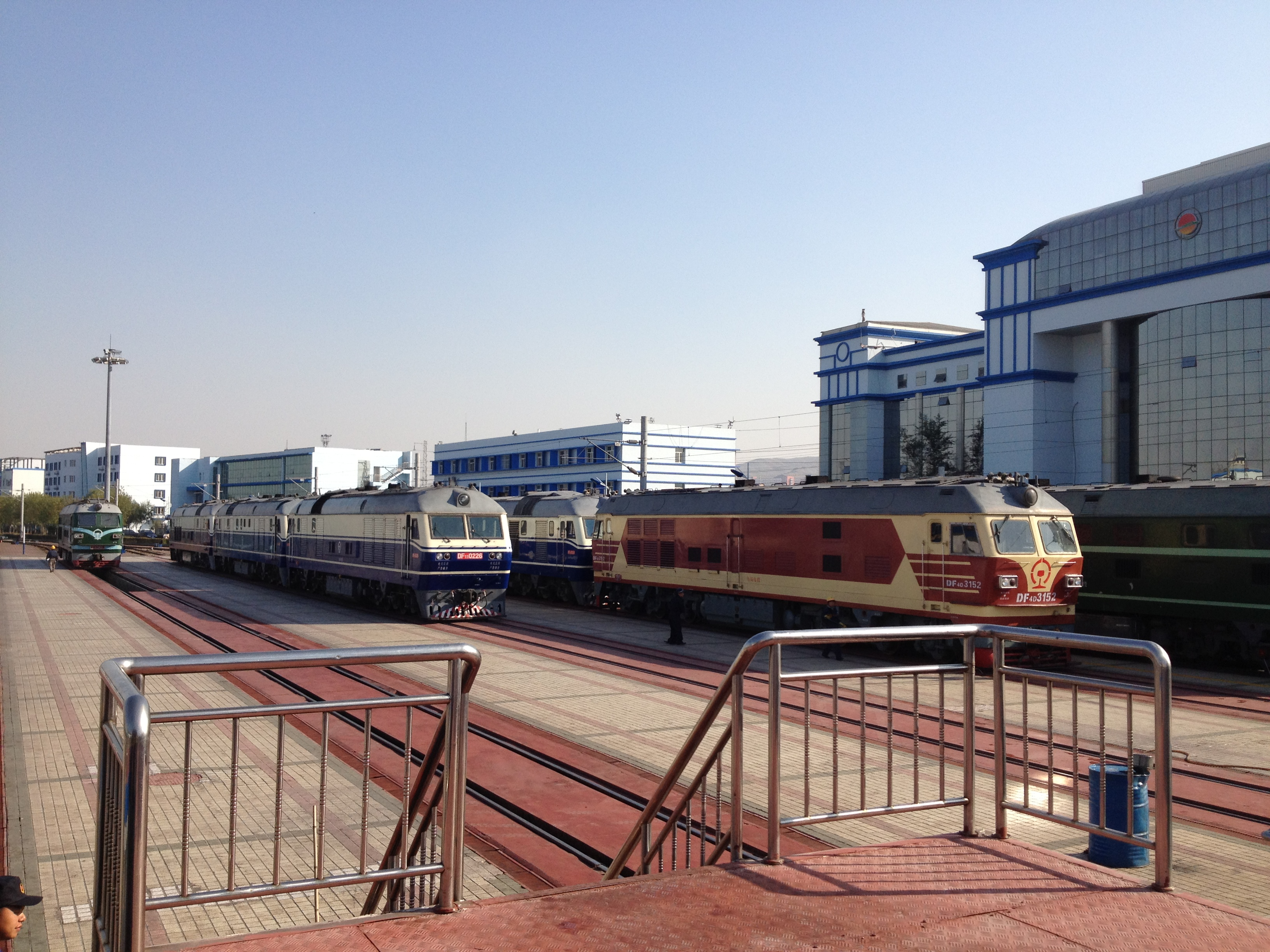
2012年9月，乌鲁木齐机务段内整备的东风11型、东风4D型机车

2000年7月，铁道部决定在兰新铁路实施首次全面提速，并为乌鲁木齐铁路局配属了首批32台东风11型机车（高原型），其中12台配属到乌鲁木齐铁路分局乌鲁木齐机务段（0182~0183、0186~0188、0215~0217、0228~0231），另外20台配属到哈密铁路分局柳园机务段（0184~0185、0189~0191、0202~0206、0218~0227）。同年10月21日起，东风11型机车与东风4D型准高速客运机车共同投入兰新铁路乌鲁木齐—哈密—柳园—嘉峪关之间的提速旅客列车牵引任务；由于兰新线哈密至嘉峪关区段的坡度较大，特快列车在此区段均需要采用双机牵引。2001年，乌鲁木齐机务段增配4台高原型机车（0257~0260），2002年又增配5台（0354~0358）。2003年，乌鲁木齐铁路局增配3台东风11型机车，包括乌鲁木齐机务段1台（0422）、柳园机务段2台（0423、0424）。2004年，根据铁道部生产力布局调整指导意见，乌鲁木齐铁路局将柳园机务段划归哈密机务段，设哈密机务段柳园机务分段。至2004年末，乌鲁木齐铁路局共有42台东风11型机车，其中乌鲁木齐机务段19台、哈密机务段23台。同年11月30日，乌鲁木齐铁路局在T194次特快列车上进行跨局长交路行车试验，使用东风11型机车牵引并由乌鲁木齐站直通嘉峪关站，中途不需更换机车，为推行长交路、轮乘制作准备。2005年1月，乌鲁木齐至哈密间的12对旅客列车开始执行双班单司机值乘。2005年3月，铁道部宣布裁撤铁路分局建制，乌鲁木齐铁路分局被撤销，实行铁路局直接管理站段的管理体制。2006年3月，随着生产力布局调整的进一步实施，乌鲁木齐铁路局撤销哈密机务段，将其整体合并入乌鲁木齐机务段，设立哈密运用车间。
2007年4月18日全国铁路第六次大提速，兰新线特快列车正式实行乌鲁木齐至嘉峪关的机车长交路，乌鲁木齐至哈密区段由乌鲁木齐运用车间的东风11型机车单机牵引（乌鲁木齐司机值乘），哈密至嘉峪关区段加掛一台哈密运用车间的东风11型机车作為补机（哈密司机值乘），全程距离达到1123公里，是当时全国范围内由东风11型机车担当的最长交路。2007年至2008年，乌鲁木齐机务段接收了部分从上海铁路局转配的东风11型机车。2012年，郑州铁路局调拨了10台东风11型机车给乌鲁木齐铁路局。2012年10月30日起，因配合兰新铁路第二双线工程及哈密站改造施工，所有途径哈密的旅客列车临时改经哈密货车南环线运行并停靠哈密南站，特快列车的补机加挂及摘挂作业改为在鄯善站进行，乌鲁木齐、哈密司机在哈密南站轮乘。2012年底，兰新铁路新疆段电气化改造完毕。2013年8月，乌鲁木齐铁路局重新成立哈密机务段，原属乌鲁木齐机务段哈密运用车间的机车改哈密机务段配属。2014年5月，往返乌鲁木齐和克拉玛依之间“北疆之星”特快列车投入服务，经由北疆铁路、奎北铁路运行，并使用乌鲁木齐机务段奎屯机务折返车间的东风11型机车牵引。
2014年6月，乌鲁木齐机务段开始配属新一代的HXD1D型电力机车。2014年7月1日起中国铁路实行新的列车运行图，兰新线客运交路全面改用HXD1D型电力机车担任，同时，将部分替换下来的东风11型机车转配库尔勒机务段，投入南疆铁路、喀和铁路使用，代替东风4D型客运机车担当库尔勒至吐鲁番、喀什、和田的客车牵引任务。2014年12月26日，兰新铁路第二双线全线开通运营，乌鲁木齐铁路局在乌鲁木齐机务段、哈密机务段、柳园南站、鄯善北站四个地点，分别部署两台东风11型机车作为应急热备机车。2015年至2018年，库尔勒机务段进一步增配从乌鲁木齐、哈密、南昌机务段调拨的东风11型机车。2019年至2020年，克塔铁路、阿富准铁路阿勒泰至富蕴段先后建成通车，并使用奎屯机务折返车间的东风11型机车牵引该线的旅客列车。

### 兰州局集团
2000年，兰州铁路局嘉峪关机务段配属首批东风11型机车（高原型）共24台（0192~0201、0207~0214、0232~0237）。同年5月至9月，先后在兰新铁路武威南至疏勒河（双机）、武威南至嘉峪关（单机）区段，利用东风11型机车进行了多次提速牵引试验；同年9月18日起，原本由武威南机务段和嘉峪关机务段分别担当武威南一张掖、张掖一嘉峪关间的旅客列车牵引区段合二为一，武威南至嘉峪关之间全程由嘉峪关机务段的东风11型机车负责牵引；同年10月21日起，随着中国铁路第三次大提速的实施，兰新铁路甘肃段最高速度提高至140公里/小时。随后，嘉峪关机务段又分别于2001年增配4台（0283~0286）、2002年增配1台东风11型机车（0388）。2006年9月，兰新铁路武威南至嘉峪关段完成了电气化，该区段的旅客列车逐步改由兰州西机务段的韶山7E型电力机车牵引。2007年，兰州铁路局将7台东风11型机车转配武汉铁路局（0195、0207、0232~0234、0283~0284），另外13台机车转配沈阳机务段（0192、0193、0196~0201、0208、0209、0211、0285、0286），而嘉峪关机务段余下的东风11型机车则主要用于包兰铁路（嘉峪关—中卫—惠农）、敦煌铁路（嘉峪关—敦煌）。至2011年末，嘉峪关机务段配属东风11型机车共8台。
2014年起，由于甘肃地区的多条高速铁路相继建成通车，为了满足新线开通前牵引试验列车和开通营运后的高铁热备救援机车的需要，兰州铁路局从上海、济南、武汉铁路局调入了多台东风11型机车（经防风沙改造）。至2014年末，嘉峪关机务段配属共18台东风11型机车。兰州铁路局的东风11型机车先后参与了兰新铁路第二双线、兰中城际铁路、宝兰客运专线、兰渝铁路通车前的联调联试，并分别派驻到兰州西动车运用所、银川动车运用所、陇南站、天水南站等地点担任高铁热备机车。此外，来往嘉峪关和低窝铺之间的中国核工业集团四〇四有限公司职工通勤列车亦使用嘉峪关机务段的东风11型机车牵引。2021年12月，酒额铁路酒泉至东风南段建成通车，兰州铁路局开行了兰州西、嘉峪关至东风南的两对旅客列车，均使用嘉峪关机务段的东风11型机车牵引。

### 南昌局集团

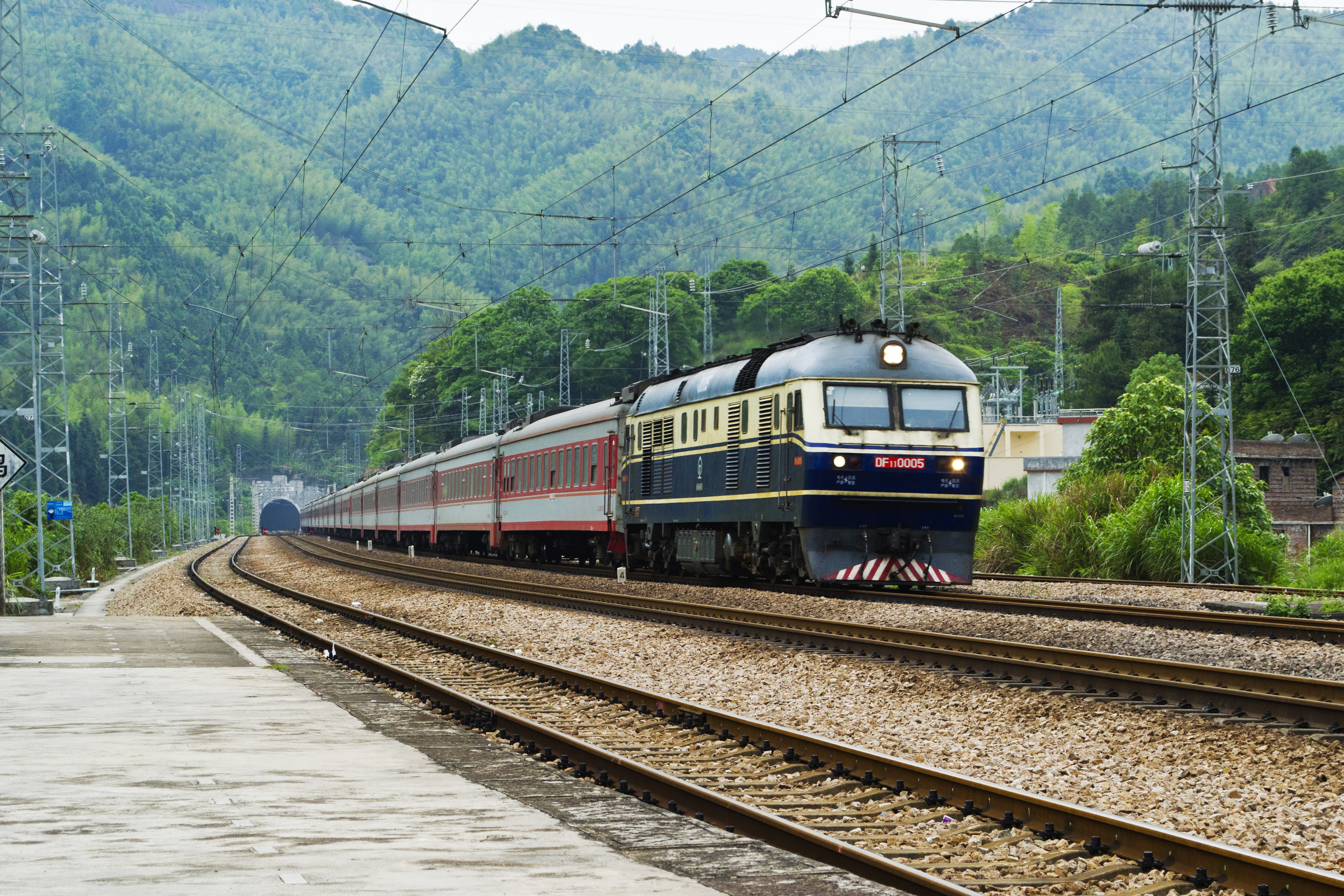
2013年4月，南昌铁路局南昌机务段的东风11型0005号机车牵引K134次列车通过京九铁路上陵站

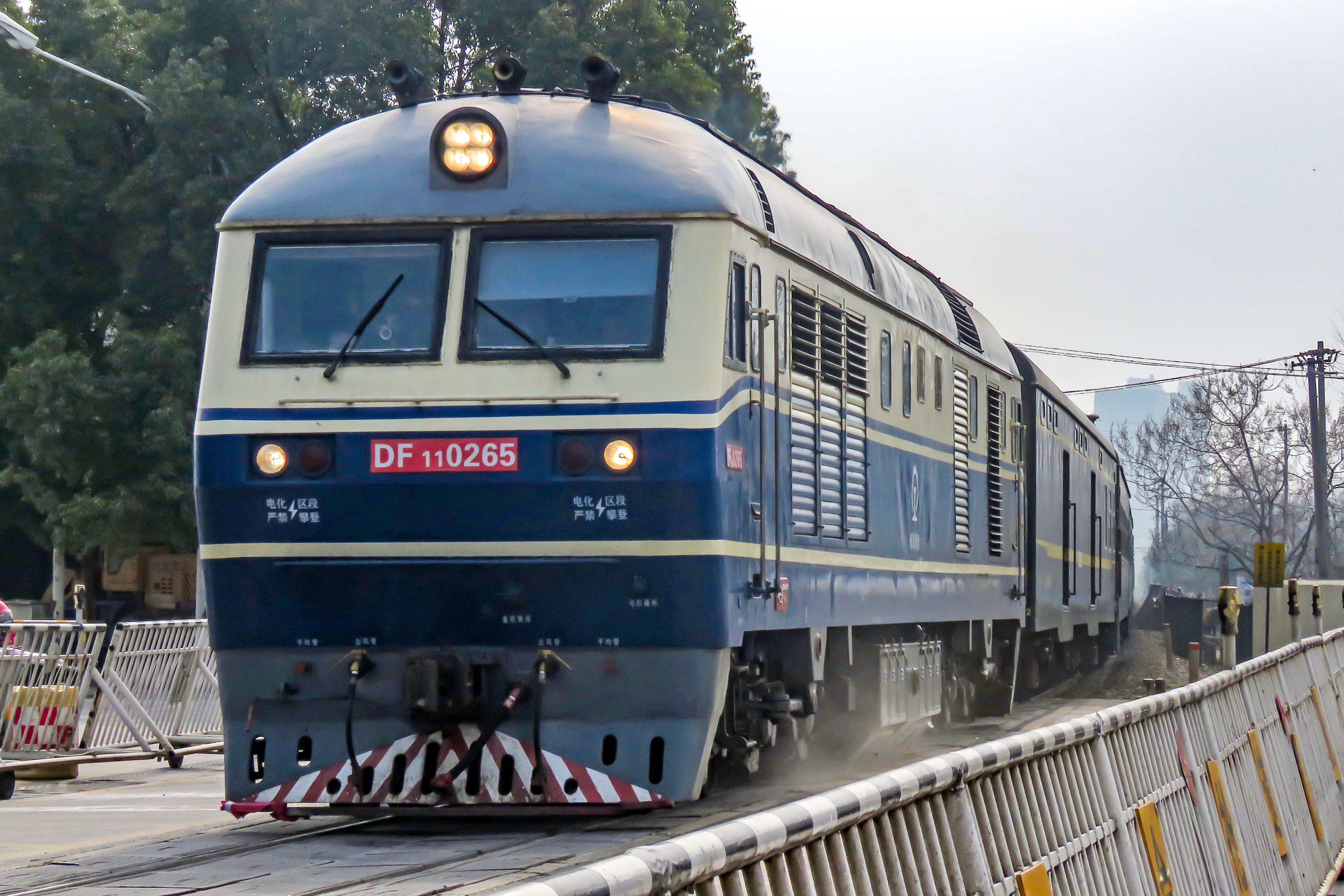
2019年2月，南昌局集团鹰潭机务段的东风11型0265号机车牵引K46次列车驶经宁铜铁路中和桥道口

2001年，为配合中国铁路第四次大提速的实施，南昌铁路局南昌机务段配属了30台新造的东风11型机车（0261~0265、0273~0277、0309~0313、0318~0332），同时铁道部并将原属广州机务段的东风11型0001~0005号机车调拨到南昌机务段，担当京九铁路阜阳—南昌（向塘）—赣州之间的旅客列车牵引任务。2002年至2003年，南昌机务段又增配了10台东风11型机车，其中2002年增加5台（0394~0398），2003年增加5台（0454~0458）。2004年4月，随着第五次大提速的实施，京九南线旅客列车开始实行跨局轮乘，南昌机务段的东风11型机车由南昌直达深圳、广州。2007年4月，中国铁路实施第六次大提速，此时南昌铁路局配属共45台东风11型机车，机车交路以南昌为中心，北至阜阳、信阳、南至广州、深圳均见其踪影。
2014年起，由于京九铁路全线完成电气化改造，南昌机务段开始大量配属HXD1D、HXD3D型电力机车，并将部分替换下来的东风11型机车调拨到哈尔滨铁路局，至2015年末南昌机务段仍配属20台该型机车。2016年，鹰潭机务段接收了部分自南昌机务段转配的东风11型机车并投入皖赣铁路及宁铜铁路使用，与东风4D型准高速客运机车共同牵引鹰潭—绩溪县—南京区段的旅客列车，以及景德镇至营里的路用通勤列车；同年底，随着T101/102次、T211/212次列车改用电力机车担当全程牵引任务，南昌机务段的东风11型机车不再担当赣州至深圳间的机车交路。2018年4月，南昌机务段将5台东风11型机车（0277、0320、0321、0331、0332）转配福州机务段漳平运用车间，担任漳龙铁路货物列车的补机，但在短暂试验后由于性能未如理想，遂搁置了使用该机车作为补机的计划，转为担任昌福铁路、永莆铁路、南龙铁路的热备机车。2018年7月起，原本由东风11型机车担当深圳西至南昌区段的K134/131次列车，在南昌至龙川间改由南昌机务段的HXD1D型电力机车牵引，在龙川至深圳西间改由龙川机务段的东风4D型机车牵引，标志着南昌机务段的内燃机车从此退出了京九南线客运交路，而来往南昌和景德镇的K8729/8730次、K8715/8716次管内快速列车便成为了南昌机务段唯一仍采用东风11型机车的交路。2020年4月10日，南昌局集团公司调整了列车运行图，该两对列车在南昌至鹰潭区间改由南昌机务段的HXD1D型或HXD3D型电力机车牵引，鹰潭至景德镇区间使用鹰潭机务段的东风4D型或东风11型机车牵引，南昌机务段的客运机车交路实现全面电气化。

### 哈尔滨局集团

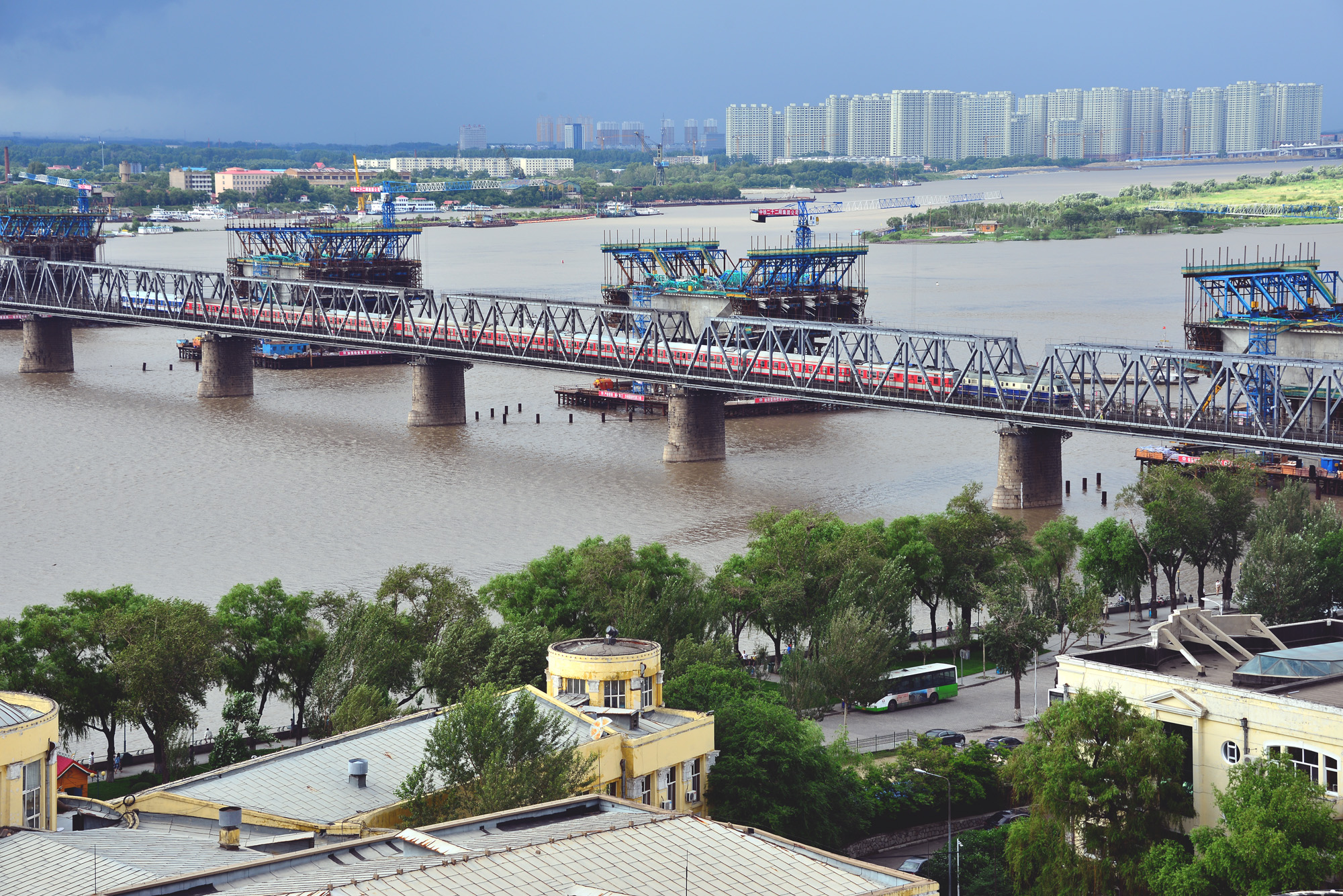
2012年7月，东风11型机车牵引旅客列车驶经滨州铁路松花江大桥

2004年，中国铁路实施第五次大提速，滨州铁路哈尔滨至齐齐哈尔区间被确定为提速重点区段之一，列车最高速度由135公里/小时提高到160公里/小时。为此，铁道部将北京铁路局的5台东风11型机车（0033、0063、0143、0306、0414）转配哈尔滨铁路局三棵树机务段，担当哈尔滨至齐齐哈尔之间特快列车的牵引任务。2012年10月，根据铁道部召开的机车调配协调会议结果，哈尔滨铁路局分别从郑州、济南铁路局调入东风11型机车共12台，包括郑州铁路局4台（0179、0242、0246、0297）、济南铁路局8台（0037、0038、0253、0401、0442~0445），调拨给三棵树机务段。
2014年至2016年，HXD1D、HXD3D型电力机车大量投入京广、京九、京沪等主要干线运用，共50台原属北京、武汉、南昌等铁路局的东风11型机车陆续被转配到三棵树机务段。至2016年末，三棵树机务段的东风11型机车数量已多达67台；同年底滨州铁路哈齐段完成电气化后，东风11型机车转为活跃于滨绥铁路、滨北铁路、绥佳铁路、平齐铁路、齐北铁路、富西铁路、富嫩铁路、伊加铁路、牙林铁路、嫩林铁路等地。与此同时，三棵树机务段并将部分东风4D型准高速客运机车调拨到佳木斯机务段，以加快淘汰老旧的东风4B型机车。2018年2月，滨洲铁路全线完成电气化改造后，三棵树机务段的电力机车数目进一步增加，因此将10台东风11型机车转配佳木斯机务段，用于牵引绥佳铁路、佳富铁路、南乌铁路等线的旅客列车，并将佳木斯机务段部分车况欠佳的东风4D型机车淘汰报废。至2021年末，佳木斯机务段已配属东风11型机车共22台。

## 技术特点

### 总体布置

#### 基本结构

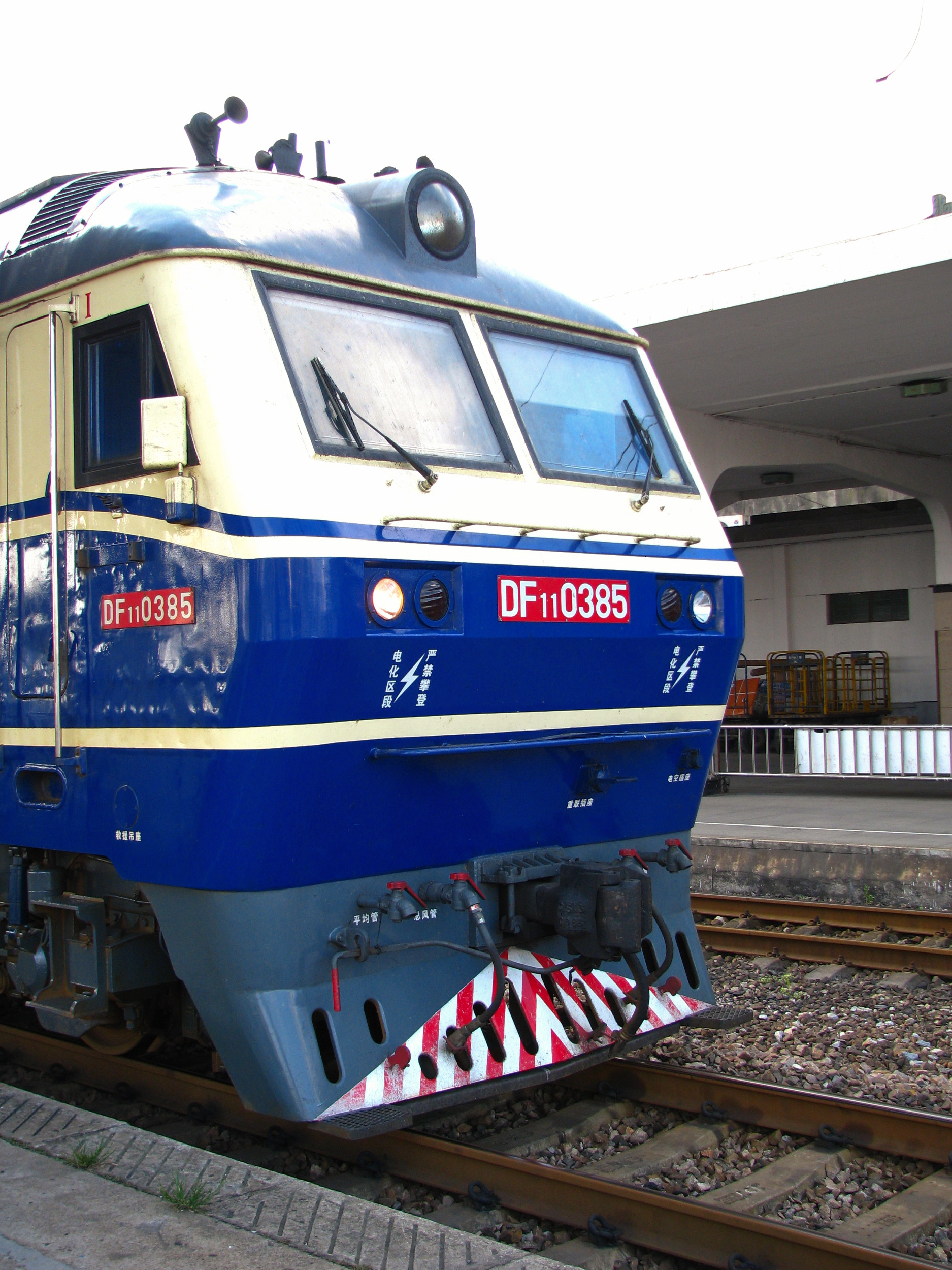
东风11型柴油机车的司机室外形

东风11型柴油机车是干线客运用的六轴柴油机车，机车标称功率为4,134马力（3,040千瓦），构造速度为170公里/小时（高原型为153公里/小时），运转整备重量为138吨，轴重为23吨。机车采用双端司机室、双侧内走廊式、全钢焊接结构的桁架式侧墙承载车体，车体由左右侧壁、底架、车顶、内部隔墙、两端司机室等部分焊接在一起，共同承受垂直载荷和纵向载荷，车体主要骨架采用16Mn高强度低合金钢材，车体侧壁采用全桁架式承载结构，车体外部蒙皮为2毫米厚钢板。机车两端均设有同等功能的司机室，可双向操纵机车。车体底架两端装有13号下作用车钩、MT-3型牵引缓冲装置和排障器。车体底架下部两台转向架之间吊挂着一个容量为6,000升的燃油箱，燃油箱左右两侧设有铅酸蓄电池组，燃油箱前后两端各有一个总风缸。
车钩中心线间距为21,250毫米，车架长度为20,150毫米，车体宽度为3,304毫米，车体高度为4,736毫米。为了在保证同样强度和刚度的前提下尽可能减轻车体承载结构重量，设计过程中应用了有限元分析、计算机辅助设计、I-DEAS三维设计软件等设计优化方法，根据不同部位的受力状态适当调整钢结构的截面面积和尺寸，司机室侧窗、走廊地板、通风百叶窗、电线管路等非承载配件均采用铝合金结构。与东风9型机车相比，东风11型机车的承载车体重量由20.5吨降低到19吨，相当于每延米重量由0.992吨降低到0.919吨，车体重量占机车总重的比例由14.8%降至13.7%。为了便于检修柴油机和拆装车内部件，电气室、动力室、辅助室均采用活动式顶盖，动力室顶盖上另外还设有八个小盖，其大小足以吊装柴油机气缸盖和活塞组。
为了改善准高速机车的空气动力性能，戚墅堰机车车辆厂与西南交通大学、中国空气动力研究与发展中心合作，对东风9型和东风11型机车的几种外形设计方案制作了比例模型，在风洞中进行了各种方案的气动特性试验，从而选出气动阻力较小的机车车头外形。东风11型机车的司机室前窗玻璃后倾角，由东风9型机车的15°增大到25°，而司机室正面下部设计成向内侧倾斜的20°后倾角，车头中间部分设有向前突出、高度为300毫米的气动型面，近照灯及标志灯装设在该部分平面内。为减少机车外露装置的表面摩擦阻力和干扰阻力，车身两侧的百叶窗均内嵌于车体表面，电阻制动柜与车顶顶盖之间设有斜面过渡段，冷却室顶部散热百叶窗口取消中间踏梯，而排障器亦设有多个孔洞以疏导气流。
车身色彩方面，设计之时考虑到广深铁路所在岭南地区四季常青的环境，首两台原型车出厂时采用了上半部奶黄色、下半部朱红色的暖色调涂装，使车身色彩与背境色彩形成较强烈的对比；而从后来出厂的东风11型0003号机车开始，则采用较低调稳重的冷色调涂装并沿用至今，车身上半部为奶黄色，下半部为深蓝色。

#### 设备布置
机车车体从前到后依次为第一司机室、电气室、动力室、冷却室、辅助室、第二司机室。
司机室内设备布置引入了人机工程学的设计原理，增强了操纵台上各类仪表、显示、控制装置的可接近性，在机车运行方向的左侧设有包含主控制器、换向手柄、各种操纵按钮、空气制动阀、仪表和信号显示装置等设备的司机操纵台，右侧设有副司机座席；司机室设有供乘务人员使用的空调装置、电暖器、电炉等设施，第二司机室后壁另设有手制动装置手柄，司机室内壁填充玻璃棉吸音材料和复合多孔铝板。从2002年生产的东风11型0367号机车开始改为采用标准化司机室，司机操纵台的各项设备布置均按照铁道部的标准化规定。与东风9型机车相比，东风11型机车加大了前窗玻璃尺寸以便司机瞭望，并采用钢化中空玻璃以保障高速行车时的安全。
电气室内设有高压电器控制柜、低压电器控制柜、主整流柜、行车安全设备、微机控制柜，电气室下部设有主整流柜通风机、前转向架牵引电动机通风机，隔墙上部设有空调控制装置和电空制动控制柜。位于机车中部的动力室安装了一套柴油发电机组，并设有空气滤清器、燃油滤清器、燃油输送泵、燃油预热器等辅助设备；动力室内靠近电气室的一端设有励磁整流柜、风源净化装置、起动变速箱和相关设备，起动变速箱通过万向轴与主发电机输出端连接，并通过该变速箱驱动励磁机、起动发电机、测速发电机、前转向架牵引电动机通风机。动力室内靠近冷却室的隔墙上设有膨胀水箱。两台电阻制动柜并列于电气室与动力室之间隔墙的顶部。
冷却室设有冷却水系统和散热装置，冷却室顶部装有V形结构的双流道铜制散热器，以及两个直径为1,600毫米的轴流式冷却风扇，冷却风扇由静液压马达传动。机车设有两套独立的循环冷却水系统，分别为冷却柴油机、增压器的高温冷却水系统，以及冷却增压空气、机油、静液压传动油的低温冷却水系统，高低温循环冷却水系统共用48个散热器单节。散热器下方设有一台由柴油机自由端经万向轴驱动的后变速箱，以及由后变速箱带动的静液压泵、后转向架牵引电动机通风机。此外，冷却室内并设有机油热交换器、机油滤清器、空气压缩机、静液压油热交换器、静液压系统油箱等。静液压油热交换器采用了水流阻力较小的油—空气热交换器，代替东风9型机车原来使用的油—水热交换器。辅助室内装有预热锅炉、工具箱、空气制动系统阀类、第二司机室的空调控制装置。

### 柴油机
东风11型机车装用一台由戚墅堰机车车辆厂制造的16V280ZJA型柴油机，属于280/285系列柴油机产品之一。16V280ZJA型柴油机是一款16气缸、四冲程、V型结构、直接喷射、开式燃烧室、废气涡轮增压、增压空气中间冷却的中速柴油机。气缸内径为280毫米，活塞行程为285毫米，气缸夹角为50°，额定转速为每分钟1,000转，最低空载转速为每分钟400转，标定工况下的平均有效压力为1.65兆帕（每平方厘米16.82公斤），UIC标定功率为5,250马力（3,860千瓦），装车运用功率为4,910马力（3,610千瓦），额定满功率运转时的燃油消耗率为153克/有效马力·小时（208克/有效千瓦·小时）。
16V280ZJA型柴油机的基本结构与16V280ZJ型柴油机大致相同，同样采用了由球墨铸铁整体铸造而成的机体，消除了因机体焊缝疲劳造成板材裂纹的隐患。机体由气缸体和曲轴箱共同构成，机体的横截面形状为六边形，并采用了悬挂式曲轴支承结构和半隧道式曲轴箱。柴油机采用由42CrMo高强度合金钢锻坯全纤维挤压成形的全加工氮化曲轴、带内冷油腔振荡冷却的钢顶铝裙组合式活塞、合金钢锻造全加工并列式连杆、高强度合金铸铁气缸盖、合金硼铸铁湿式气缸套。燃油喷射系统采用了单体式喷油泵和多孔闭式喷油器。在左右两列气缸之间的V形夹角空间内，设有机油主油道、冷却水进水道和空气腔，在其上方装有与空气腔相通的空气稳压箱；两台增压器分别装在空气腔上方的两端，中间设有两台铝制中冷器。气缸排出的废气通过排气管分别进入两台涡轮增压器推动涡轮后排出，而新鲜空气由安装在车体上的空气滤清器吸入，经增压器增压后流经中冷器进行冷却，然后通过空气稳压箱和进气支管进入各个气缸。
柴油机的涡轮增压采用模件式串接脉冲转换器增压系统（MPC），将每个气缸的排气管设计成相同的脉冲转换器，通过过渡管将气流引入增压器。东风9型机车最初采用江津增压器厂引进ABB公司专利生产的VTC254-13型增压器，后来又改为使用经过改进的VTC254-13G型增压器。1999年，大连内燃机车研究所研制出专为16V280ZJA型柴油机配套的ZN310-LSA4型增压器（又称为ZN310A4型增压器），并在2000年代起广泛应用于东风11型及东风8B型机车。与VTC254-13G型增压器相比，ZN310-LSA4型增压器在柴油机转速为每分钟1,000转、标定功率为5,500马力（4,044千瓦）的测试条件下，燃油消耗率下降了2.13克/有效千瓦·小时，气缸排气温度下降了22°C。
柴油机进气空气滤清系统采用二级过滤装置，分别为借鉴自ND5型柴油机车的离心式旋风筒惯性过滤器，以及和与东风8型柴油机车相同的铝板网空气滤清器。使用于大风沙地区的高原型机车则改为使用四级过滤装置，分别为车身外侧防沙网、旋风筒惯性过滤器、纸质滤芯细滤器、铝板网滤清器，并改为从机车两侧同时进气以增加空气流量，抵消因过滤系统而增加的进气阻力。调速系统早期采用天津机车车辆机械工厂研制的联合调节器-C型液压全制式调速器，通过控制联合调节器配速机构上的步进电机，实现对柴油机的有档无级调速控制；为了提高联合调节器的稳定性和可靠性，从2001年起生产的东风11型0299号机车开始改用伍德沃德PGMV调速器。柴油机由ZQF-80型起动发电机起动，其电源由蓄电池供给。柴油机完成起动后，启动发电机由直流串励电动机变为直流他励发电机，并通过电压调整器输出110伏特直流电，作为辅助发电机使用，用来给蓄电池充电并和向辅助电路及控制电路供电。

### 传动系统
东风11型机车采用交—直流电传动装置，柴油机曲轴通过大圆盘薄板联轴节与同步发电机联接，取代了东风8型机车上使用的盖斯林格联轴节。从交流同步发电机发出的三相交流电，经由硅二极管组成的三相桥式整流装置整流为直流电后，再将电能输送给两台转向架上的六台并联连接的直流牵引电动机，通过传动齿轮驱动轮对。东风11型机车的牵引发电机、牵引电动机、励磁机均是在东风9型机车上相应电机的基础上改良而成。

#### 牵引发电机
牵引发电机采用由永济电机厂研制的JF204C型三相交流同步发电机，它是在东风9型机车使用之TQFR-3000C-1型三相交流同步发电机（即JF204A型同步发电机）的基础上改进而成，同样吸收了通用电气GTA24A3型主发电机的部分技术。与JF204A型发电机相比，JF204C型发电机的主要变化为取消了定子铁心上的一排通风孔以降低损耗，其余部分结构大致相同。额定容量为3,600千伏安，额定电压为540／740伏特，额定电流为3,850／2,810安培，额定转速为每分钟1,000转，定子及转子绝缘等级均为F级，冷却方式为轴向强迫通风，主发电机净重为6,000公斤。
牵引发电机的励磁电流由一台三相感应子交流发电机供给。东风11型机车使用永济电机厂制造之JGL-405B型励磁机，它是在东风9型机车使用之JGL-405A型励磁机的基础上取消了去磁绕组，并将励磁绕组和电枢绕组改为安装在定子上。励磁机由柴油机通过启动变速箱驱动，其发出的交流电经励磁整流器转换为直流电后，给发电机的转子励磁绕组励磁。

#### 整流装置
牵引发电机发出的三相交流电由硅整流装置转换成直流电，由风冷式硅二极管元件组成三相桥式全波整流电路。东风11型机车装有一台GTF-5010/930型主整流柜。整流装置有六个串联的整流桥臂，每一桥臂有四个并联的ZP2000-28型风冷平板式整流二极管，每台整流柜共24个二极管元件。整流装置的最大直流输出电压为1,000伏特，额定直流输出电流为5,100安培。

#### 牵引电动机
牵引电动机采用由永济电机厂研制的ZD106型四极串励直流电动机，额定功率为530千瓦，额定电压为680伏特，额定电流为835安培，额定转速为每分钟955转，最高转速为每分钟2,385转，定子及电枢绝缘等级均为H级，冷却方式为强迫通风。为扩大机车的恒功率速度范围，可以在牵引电动机励磁绕组接入并联分流电阻，对牵引电动机使用一级磁场削弱，磁场削弱率为56%。该型电动机吸收了在引进ND5型柴油机车时通用电气公司向永济电机厂转让的牵引电动机制造技术。与东风9型机车使用之ZD106S型牵引电动机相比，ZD106型牵引电动机根据机车性能要求作出了一些改进，例如采用了线性气隙和双弧度主极极靴结构，将最大起动电流由1,100安培提升至1,200安培，使机车能够发挥较大的起动牵引力；同时，将最大恒功率转速由每分钟2,166转提高至每分钟2,285转，最高转速由每分钟2,320转提高至每分钟2,385转，使机车的最高恒功速度可达160公里/小时。

#### 电阻制动装置
在电阻制动工况时，牵引电动机变为他励直流发电机工作，六个激磁绕组全部串联并由牵引发电机经硅整流柜供电，牵引电动机发出的电流输入到两台卧式制动电阻柜，将电能通过电阻器转化为热能消耗掉。每台电阻柜的制动功率为2,325马力（1,710千瓦），机车轮周制动持续功率可达4,080马力（3,001千瓦），最大制动电流限制为650安培。最大制动力可达135.4千牛，对应机车速度为79.8公里/小时。励磁电流和制动电流是由微机控制系统所控制，当牵引电动机转速超过每分钟1537转（对应车速超过135公里/小时）时，牵引电动机电枢电流从最大值开始呈线性减少，当车速为160公里/小时的制动电流为545安培。机车制动系统并设有电—空制动联锁保护装置，避免因空气制动与电阻制动同时发生作用而导致列车冲动或车轮擦伤。此外，机车还可以利用制动电阻作为负载来进行柴油机全功率自负荷试验。

### 控制系统
东风11型机车采用由株洲电力机车研究所、大连内燃机车研究所联合研制的TPW5型微机控制系统，同时亦保留了由联合调节器油马达驱动功调电阻的励磁调节装置，司机可根据实际情况切换励磁控制方式或两者同时使用。当微机励磁控制系统发生故障时，可采用油马达励磁维持机车运行。
功调电阻励磁调节装置采用由联合调节器伺服油压马达带动变阻器的方式。牵引发电机的励磁电流是由励磁机发出的交流电经励磁整流柜整流后供给，而励磁机的励磁电流则是由柴油机经启动变速箱驱动的测速发电机供电。测速发电机的励磁电流由110伏特辅助电源提供，并经过功率调节电阻和励磁调节器控制。功率调节电阻的滑动触点由联合调节器上的功率伺服油压马达带动，它根据柴油机工作状况（欠载或过载）自动地调节可变电阻器的阻值，从而改变测速发电机的励磁电流，并经测速发电机和励磁机二级放大后，间接地改变了牵引发电机的输出功率。 
TPW5型微机控制系统的硬件、软件分别由株洲电力机车研究所、大连内燃机车研究所研制，系统架构及控制逻辑基本延续自中美合作研制的东风6型柴油机车，同样继承了从通用电气公司引进的EXP车载微机控制技术。控制系统的硬件部分主要由EXP微机系统主机、汉字诊断信息显示屏（CDID）、各种信号传感器、信号处理变换部分、电源及辅助设备控制组件等部分组成。微机控制柜采用符合EIA标准机架结构，由EXP恒功励磁插件箱、辅助设备及电源插件箱、冷却风扇插箱、电源滤波器等组成。EXP恒功励磁插件箱沿用了通用电气公司的FE总线系统，设有8种类型、共11块，包括中央处理器、传感器输入、频率信号输入、输入、数字信号输出、励磁控制、外部通信接口等等，微机系统以英特尔80C186微处理器为核心。信号传感器及信号处理部分用于执行各种电压、电流、温度、转速、压力信号的数据采集和处理，为微机控制系统提供有关机车行驶状态的信息。带有薄膜开关轻触式键盘的汉字诊断信息显示屏则是作为完成人机交互功能的显示终端界面，它是在东风6型机车的英文界面诊断显示屏基础上改良而成，除了原来的ASCII字符编码外还增加了GB 5199汉字字符集，解决了此前诊断显示屏只能显示英文的不便；诊断信息显示屏通过RS-232-C串行接口与微机控制柜连接，并采用了一块分辨率为240×64的单色点阵式液晶显示屏。由于司机经常反映单色显示屏不清晰，自1998年起生产的东风11型机车均改用10.4英寸、VGA分辨率的TFT液晶显示屏。
微机控制系统使用由大连内燃机车研究所开发的FEOS多任务实时操作系统，对功率控制、工况转换、功率基准、故障处理等共任务具备优先级切换机制。微机控制系统除了具备恒功率励磁控制、磁场削弱过渡控制、辅助发电机电压调整、电阻制动恒制动电流或恒励磁电流等控制功能外、还具有轮对防空转防滑行、柴油机系统保护（冷却水温、机油压力、超速保护）、电气系统保护（牵引发电机过流、过压保护，牵引电动机超速保护）、柴油机自负荷试验等功能，并能自动诊断、显示、记录故障信息。微机励磁控制系统以司机控制器在各个挡位下的柴油机转速作为给定信号，参照对应当前柴油机转速找出系统预设的经济功率输出点，同时对传感器反馈的牵引发电机电压、电流检测信号进行处理后得出功率检测值，并将其与系统预设的功率、限压、限流给定值进行比较后产生的偏差值作为调节信号，通过比例积分运算后由PWM脉宽调制器和晶体管斩波器去控制励磁机的励磁电流，从而相应改变牵引发电机的功率。该系统不仅克服了功调电阻励磁调节装置反应时间长、动态性能差的缺点，还可以利用从功调电阻电位器取得的电压信号来修正功率给定值，达到机车牵引功率与辅助功率之间动态转移的目的。而微机系统的辅助设备控制插件则用来控制起动发电机的励磁电流，使起动发电机输出恒定的110伏特电压。
1997年，戚墅堰机车车辆厂应铁道部机务局的要求，与大连内燃机车研究所和株洲电力机车研究所合作，为东风11型柴油机车研制了重联控制装置，以便司机在其中一个司机室内同时操纵两台机车，自1997年新造的东风11型0060号机车起，大多数机车出厂时已安装了重联控制装置，此前生产的部分机车后来亦按需要加装。具备重联功能的机车在两端均加装了重联插座，当机车重联运行时使用重联电缆连接两台机车的电气控制系统，空气制动系统的总风管、平均管和制动管也分别连接。东风11型机车采用了控制线重联和微机数据总线重联两种方式混合的重联控制系统，本务机车发出的控制指令通过控制导线直接传输给重联机车，使两台机车的换向、牵引、制动、柴油机调速等操纵动作能够同步进行；而两台机车的微机控制系统也通过RS-422串行数据接口互相通讯，用来传送机车状态和监控信息。

### 转向架

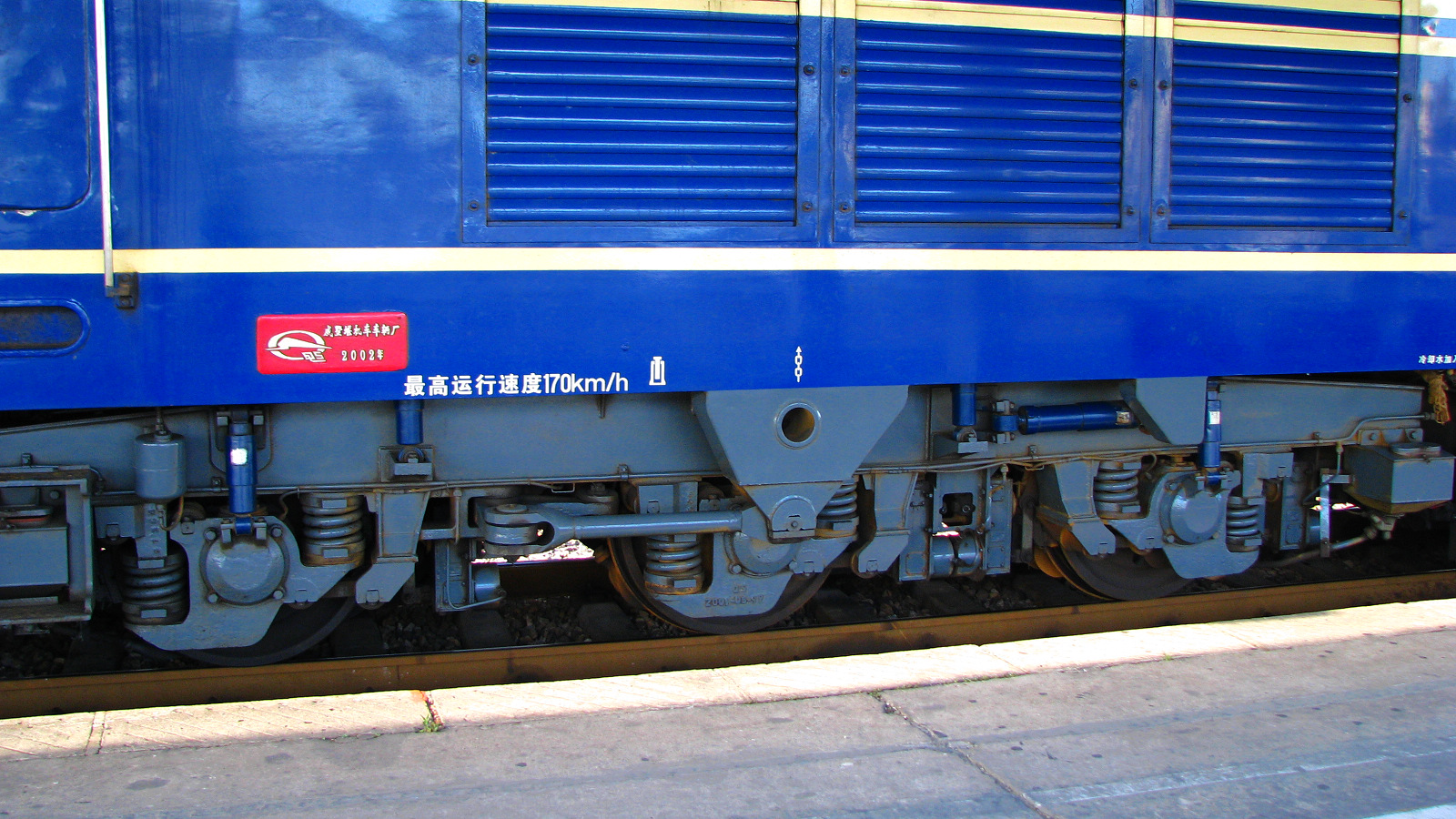
东风11型机车的全悬挂转向架

机车轴式为Co-Co，走行部为两台无导框式三轴转向架。东风11型机车的转向架是在东风9型机车的基础上，根据最高行车速度提升至170公里/小时的要求作进一步改良而成。转向架采用钢板组焊成封闭式箱形结构的“目”字形构架，固定轴距为2×2,000毫米。轮对轴箱采用双列圆柱滚子轴承和双拉杆式弹性定位装置，轴箱通过装有橡胶关节元件的上、下轴箱拉杆与构架相连接，实现轴箱相对于构架的横向和纵向定位。早期生产的东风11型机车曾采用带轮箍的组合式车轮，为防止高速行车时施行制动而引起轮箍弛缓的事故，从1999年生产的东风11型0132号机车开始，按铁道部要求改用从乌克兰进口的整体辗钢车轮。
弹簧悬挂装置分为一系悬挂和二系悬挂两部分。一系悬挂装置采用独立悬挂形式，包括轴箱与构架之间的轴箱圆弹簧及橡胶垫，以及在1、3、4、6轴装有并列的垂向液压减震器。由于机车采用了轮对空心轴式驱动装置，为保护空心轴六连杆机构的正常工作状况，一系悬挂装置的静挠度不能设计得太大，因此二系悬挂装置必须有较大的弹簧静挠度，以保障机车高速行驶时的稳定性。为此，二系悬挂装置采用了高柔度螺旋弹簧与瓦片式橡胶垫串联组合结构，转向架两侧中部的旁承座各设有四组独立圆弹簧及弹性定位装置，具有较大的垂向静挠度和较小的横向刚度，结构不仅简单而且也没有需要保养的摩擦部件。一系及二系悬挂静挠度分别为55毫米和115毫米。车体全部重量通过四个旁承由两台转向架支承，转向架与车体间除了设有垂向液压减震器及弹性侧挡外，还设有横向液压减震器、抗蛇行液压减震器，以改善机车横向平稳性和抑制蛇行运动。牵引力和制动力通过低位平行四杆牵引杆机构传递，牵引点至轨面距离675毫米。
东风11型机车沿用了与东风9型机车基本相同的牵引电动机全悬挂、轮对空心轴式驱动装置。牵引电动机通过前后吊臂刚性地安装在转向架构架上，固定空心轴（又称外空心轴或空心轴套）用螺栓安装在牵引电动机机座上，从动齿轮（大齿轮）通过滚动轴承在固定空心轴上转动，大齿轮心通过六连杆万向节机构与转动空心轴（内空心轴）连接，连杆关节连接点采用带有球状橡胶衬套的橡胶球铰，而转动空心轴的另一端亦通过相同的六连杆万向节机构与车轮相连。牵引电动机电枢轴输出的扭矩经过小齿轮、大齿轮、六连杆万向节、转动空心轴、六连杆万向节传递到其中一个车轮，并通过车轴驱动另一侧车轮。考虑到行车速度提升后车轴跳动幅度增大及线路不平顺度的影响，因此将转动空心轴由东风9型机车的圆柱形改为圆锥形，空心轴与车轴间的径向间隙亦由30毫米增大到38毫米。与传统的轴悬式驱动装置相比，轮对空心轴式驱动装置将牵引电动机的全部重量都变为簧上质量，每轴簧下質量可以减轻近50%，大幅减少高速运行时的轮轨作用力，东风11型机车的每轴簧下质量为2,475公斤，牵引电动机在时速170公里的垂向震动加速度只相当于东风8型柴油机车在时速100公里的水平。一般东风11型机车的齿轮传动比为2.62（76：29），最高速度为170公里/小时；高原型机车的齿轮传动比改为2.95（65：22），最高速度为153公里/小时。

### 制动系统
基础制动装置为双侧双闸瓦踏面制动、采用高磷合金铸铁或粉末冶金闸瓦、带闸瓦间隙自动调节器的单元制动装置，每台转向架共有10个制动单元器（中间轴因受到牵引拉杆位置的限制仍采用单侧制动）。东风11型机车采用QB-2型和QB-2S型单元制动装置，分别在于后者能够与手制动装置或蓄能停车制动装置相连接，该制动装置的设计仿自8K型电力机车使用之SAB-WABCO BF2S-60型单元制动装置。停放制动最初为手制动装置，后改为弹簧蓄能停车制动装置。 
为了使单机紧急制动距离能够达到设计任务书的要求（在平直道上制动初速160公里/小时的单机紧急制动距离小于1,600米），东风11型机车的原设计具备二级加压紧急制动功能。在紧急制动过程中，当机车速度在85公里/小时以上时，制动缸压力可提高到710千帕，增加闸瓦对车轮施加的压力；当机车速度降低到85公里/小时以下时，制动缸压力调整为450千帕。在北京环行铁道进行鉴定试验显示，机车使用二级加压制动后的单机紧急制动距离可缩短到1,400米以内。然而，机车投入运用后便发现紧急制动时产生的热负荷太大，容易对车轮产生轮箍弛缓、加剧磨损等不良现象，而且使制动装置更为复杂也不便于检修，因此自1996年起生产的东风11型机车已取消了二级加压制动装置。
为减少准高速列车在制动时的列车纵向冲动和空走距离，并确保列车在制动初速度为160公里/小时的状态下，平直道上的紧急制动距离在1,400米内，东风11型机车采用由四方车辆研究所研制的JZ-7型电空制动机，它是在JZ-7型空气制动机的基础上加装了空电转换阀、继电器控制箱、电空阀、压力开关、连接电缆等部件，可配合F8型和104型客车电空制动机使用自动式电空制动。机车两端均设有五线制的电空插座，可通过五芯电缆与客车车辆上的电空插座相联。空电转换阀的作用是将均衡风缸压力与制动管压力的差值迅速转换成电信号，并通过继电器及连接电缆传送至客车车辆上电空制动机的电磁阀，控制列车管的充气和排气，再通过分配阀作用达到制动和缓解的目的。然而，准高速列车在广深铁路投入服务后，施行常用制动时引发意外紧急制动的问题便开始浮现，运用部门不得不暂停使用电空制动，铁道部曾于1995年邀请专家组调查电空制动不稳定的故障，当时争议焦点主要集中在客车制动电磁阀排风孔径、104紧急阀的安定性和灵敏度问题、机车空电转换阀排风方式等，但经过长时间的试验及研究后，各方对于故障原因仍未能达成一致的定论。因此，即使后来面世的25K型、25T型客车沿用了相同的电空制动系统，运用部门通常都将电空制动功能切除不用，只使用一般的空气制动以免发生故障。
东风11型机车原本的设计采用单管供风系统，配备两台W-1.6/9型空气压缩机提供空气制动风源，供风量为2×1.6立方米/分钟。但投入运用后便发现提速客车的空气弹簧、塞拉门、集便器等车用设备都需要消耗大量压缩空气，使得空气压缩机长期处于高负荷工作状态，因此从1999年起使用改为使用两台V-2.4/9型空气压缩机，供风量提高到2×2.4立方米/分钟。由于单管供风系统经常因个别客车使用风量突然剧增，而造成列车管局部减压并引起客车制动机误动作，导致列车纵向冲动和影响乘坐舒适性。因此，从1999年出厂的东风11型0131号机车开始，将空气管路改为双管供风系统，一路列车管供列车制动用风，另一路总风管供客车设备用风，以确保列车制动用风的需要，而此前生产的机车亦陆续进行了相同改造。

### 行车安全设备
东风11型机车设有以列车运行监控装置为主体的列车自动防护系统（ATP），系统以轨道电路及机车信号设备作为列车运行指令信息源，以系统预置的线路数据获取运行线路参数信息，对列车运行速度进行安全监控。
东风11型0001号～0004号机车最初曾使用TVM-300列车速度监督系统。1985年，为配合京广铁路郑州至武昌段电气化改造的实施，中国从法国引进了UM71无绝缘轨道电路以及与之配套使用的TVM-300机车信号及超速防护系统，而在1994年建成的广深准高速铁路也采用了相同的四显示自动闭塞信号系统。TVM-300采用滞后型的阶梯速度分级控制模式，将准高速列车的行车速度分为五个等级（160、145、120、90、0公里/小时），系统只检查列车在本闭塞分区的出口速度（即下一闭塞分区的入口速度），地面自动闭塞设有双红灯防护区段。机车上设有TVM-300信号系统电子柜、连续式及点式信号传感器、投影式速度显示器，以及由德国德意达公司（DEUTA-WERKE GmbH）生产的光电式速度传感器、MA10型机车运行记录器。若列车在进入下一闭塞分区时的行驶速度超过显示器上的规定的速度允许值，系统即强制施行紧急制动。
从东风11型0005号机车开始及以后其他交付广深铁路公司的东风11型机车，安装了由铁道部科学研究院研制的ZLSK列车速度分级控制系统（又称LSK-160），该行车安全防护系统的基本原理和TVM-300仍然相同，依然是采用阶梯式速度控制方式，但根据中国铁路的使用习惯作出了一些改良。有别于在法国高速列车上的TVM-300系统在列车超速时采用最大常用制动，且减速到容许速度以下之后不停车便可缓解继续运行的做法，在中国使用的TVM-300系统由于直接连接紧急制动阀，因此在列车超速时不论情况均一律采取紧急制动，并且必须停车以后方可缓解，而ZLSK列车速度分级控制系统在列车超速时，可根据超速幅度采取切除牵引、常用制动、紧急制动的方式来减速，到低于目标速度后允许司机缓解并继续行车。ZLSK列车速度分级控制系统不但能用于四显示多信息的UM71轨道电路自动闭塞区间，还能兼容移频三显示自动闭塞和半自动闭塞区间，可以自动识别并转换接收信号制式。
从1995年生产的东风11型0006号机车开始，交付上海、北京、沈阳铁路局的东风11型机车均安装了JK-2H型列车运行监控记录装置、SJ-93型数字化通用式机车信号。同年底，由株洲电力机车研究所和河南思维公司合作研制、具有车载线路数据储存功能的LKJ-93列车运行监控记录装置通过铁道部组织的技术鉴定后，铁道部确定了三年完成全路干线运用机车安装工作的规划，开始了LKJ装置在全路的规模化推广使用。1997年起，新造的东风11型机车均安装了LKJ-93列车运行监控记录装置、SJ-94型数字化通用式机车信号。1999年，因应主要铁路干线进行四显示自动闭塞改造的需要，北京铁路局将部分机车的监控装置更新为LKJ-93AH型。2000年起，机车陆续配备了可输入临时限速信息的IC卡读取装置，可配合列车运行监控装置使用。2000年底，新一代的LKJ-2000型列车运行监控记录装置通过部级技术鉴定，LKJ-2000采用了32位微处理器、CAN总线方式和主从双套冗余技术，并具备彩色液晶显示屏显示机车状态信息及前方5公里范围内地面线路纵断面状态。2001年起，新造的东风11型机车开始安装LKJ-2000型列车运行监控记录装置，以前生产的机车亦逐步进行升级。
广深铁路股份有限公司的东风11型柴油机车因应牵引城际直通车进入香港的需要，均需按照九廣鐵路公司的要求装有自動列車警報裝置（AWS），以保障列车在東鐵綫（羅湖站至紅磡站）的行车安全。该系统利用地面上的点式磁性传感器发出的信号来提示列车，列车接到停车信号后会通过车上的信号显示器和警报声来引起司机注意，司机需要在三秒内按下取消按钮，否则列车会自动采取紧急制动。自2012年12月21日起，广九直通车改为使用韶山8型电力机车牵引以后，车上的自动列车警报装置已被拆除并转移至韶山8型电力机车上。

## 衍生车型

### 东风11AJ型
自1990年代起，交流传动技术已经逐步成为了国际上电力传动柴油机车发展的必然趋势。1998年12月，时任铁道部长傅志寰提出“争取用十年左右的时间，完成直流传动向交流传动转换”的发展战略目标。根据铁道部“九五”期间的机车车辆工业重点科技计划，中车公司属下的机车制造厂陆续开展了交流传动柴油机车的研制。戚墅堰机车车辆厂在研制东风8CJ型交流传动货运柴油机车的同时，亦提出了研制东风11B型交流传动客运柴油机车的构想，以满足繁忙干线提速列车扩大编组的需要。2002年5月10日，戚墅堰机车车辆厂与铁道部科技司签订了《4,410千瓦（6000马力）国产交流传动客运内燃机车的研制》科技合同（合同编号：2002J015），并且被列入2002年铁道部科研计划，成为中国第一款获铁道部批准立项研究的交流传动客运内燃机车，当时预计于2003年12月试制出首台机车。
该型机车计划以东风11型柴油机车为基础，将采用戚墅堰机车车辆厂与奥地利AVL公司合作开发的R16V280ZJ型柴油机（原称16V280ZJB型柴油机），使装车功率提升至6,000马力（4,410千瓦），并采用电子燃油喷射控制系统。机车主传动系统采用交—直—交流电传动，将装用与株洲电力机车研究所合作研制的国产GTO水冷牵引变流器及控制系统，变流模块并可以与同时期研制的DJ2型电力机车通用。辅助交流传动系统采用与永济电机厂合作开发的变频交流辅助传动系统。机车采用牵引电动机架悬式转向架，基础制动装置采用轮盘制动。机车沿用东风8CJ型机车的干式冷却系统、承载式燃油箱结构、微机控制系统，并将尽量采用东风11型机车、NZJ1型内燃动车组的成熟部件，以及东风8CJ型机车的研究成果，实现零部件设计的系列化、标准化、模块化。根据该型机车的预期牵引特性，在平原地区牵引20节大编组提速客车（1,100吨）的情况下，最高速度可达160公里/小时。
2003年2月，铁道部在戚墅堰机车车辆厂主持召开机车技术设计评审会，4,410千瓦交流传动客运内燃机车的设计方案在会上通过了技术审查，并同意工厂完善方案后进行施工设计。2003年6月6日，铁道部运输局向戚墅堰机车车辆厂下发电报，将研制中的4,410千瓦交流传动客运机车定型为东风11AJ型柴油机车。同年，刘志军出任铁道部部长，作出“铁路跨越式发展”的决策，中国铁路技术政策从此发生重大转变。2003年7月初，东风11AJ型机车在完成了施工设计后被铁道部要求暂缓试制。与此同时，铁道部因应即将在第五次大提速开行的直达特快列车，要求戚墅堰机车车辆厂尽快投产东风11G型柴油机车。2004年4月，中华人民共和国国务院下发了《研究铁路机车车辆装备有关问题的会议纪要》，明确了“引进先进技术，联合设计生产，打造中国品牌“的原则。同年，戚墅堰机车车辆厂开始与美国通用电气公司就大功率交流传动柴油机车采购和技术引进进行谈判，东风11AJ型柴油机车的投产计划随之搁置，仅完成了部分电机和部件的设计和试制，其中轮盘制动装置的制动盘及闸片并在铁科院机辆所进行了台架性能试验。虽然东风11AJ型机车未能投产，但其流线型车体设计方案后来被东风11G型机车及部分出口车型所采用。 

### 东风11C型
2000年代初，戚墅堰机车车辆厂曾经提出研制采用径向转向架的东风11C型柴油机车（工厂内部代号）的建议，将东风8B型7001号机车的径向转向架技术移植到东风11型机车的全悬挂转向架上，以满足曲线多且半径小的山区铁路提速的需求，降低通过曲线时轮轨间的横向作用力，改善通过曲线时的粘着性能，并可减轻轮缘和轨道的磨耗。2003年，戚墅堰机车车辆厂与中国南车集团公司签订了关于为东风11型机车研制架悬式径向转向架的科技项目合同。该转向架的设计原则是除径向机构外，驱动装置、悬挂装置、制动装置等部分尽可能不作改动，使之以后能够便于与常规转向架通用互换；固定轴距为2,100+2,000毫米，轴箱定位装置采用单拉杆式弹性定位结构，基础制动装置采用单侧制动的单元制动器。2004年1月，架悬式径向转向架通过厂内技术设计评审，并于同年4月完成了施工设计和所有图纸。随后，因铁路技术政策转变，架悬式径向转向架被铁道部要求暂停试制。

### 东风11Z型
2002年，戚墅堰机车车辆厂根据铁道部提出的要求，研制出专门用于铁路专运及特殊客运列车牵引任务的东风11Z型柴油机车，以替代于1970年代从西德进口的NY6型柴油机车。该型机车是由两节单司机室的东风11型机车固定重联而成，每节机车装用一台16V280ZJA型柴油机，装车运用功率为2×4,910马力（3,610千瓦），最高运行速度为160公里/小时。主要特点是安全性和可靠性要求较高，部分关键部件采用进口产品，例如奥地利博世公司的喷油泵及喷油器、美国伍德沃德公司的PGEV调速器等。

### 东风11G型
2003年，戚墅堰机车车辆厂在东风11型机车的基础上，研制出具备列车供电功能的东风11G型柴油机车。该型机车是为中国铁路第五次大提速特别设计、主要用于牵引直达特快旅客列车的准高速客运机车，可以最高时速160公里、全程平均时速120公里的速度，长时间地持续行驶1,000公里以上，并具备单司机值乘的条件。东风11G型柴油机车是由两节结构相同的单司机室机车组成，每节机车装用一台16V280ZJA型柴油机，电传动系统采用JF204D型同步主发电机、ZD106E型牵引电动机。机车上设有辅助柴油发电机组专门向客车供电，供电制式有380伏特交流电和600伏特直流电两种。机车并采用了微机控制的LonWorks网络控制技术，司机室外形则沿用了东风11AJ型机车的设计。

### CDD5C1型

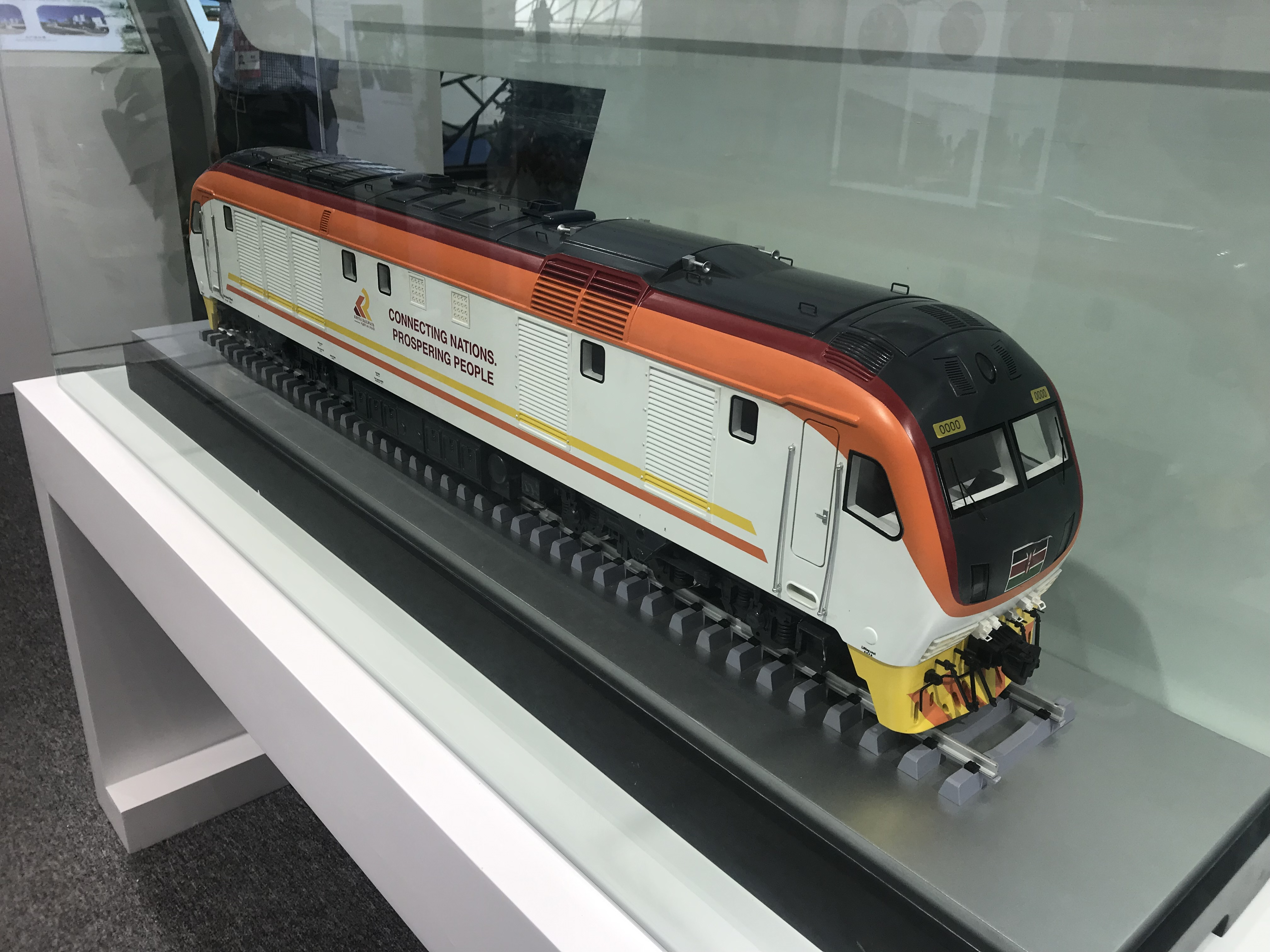
在中非经贸博览会上展出的CDD5C1型柴油机车模型

2015年1月，由中国交通建设股份有限公司承建、全部采用中国技术标准的蒙巴萨－内罗毕标准轨铁路（蒙内铁路）正式动工，肯尼亚铁路公司并与中国交建签订了运营委托协议，将为其十年的铁路营运管理权交由中国交建负责，机车车辆也是由中国路桥工程公司（中国交建的全资子公司）负责采购。2015年6月，中国路桥工程公司就该项目所需的43台货运机车、5台客运机车、8台调车机车共计56台柴油机车进行招标采购。2016年5月20日，中车戚墅堰机车有限公司获得中标通知书。同年5月30日，中车戚墅堰公司与中国路桥公司就出口肯尼亚56台机车举行签约仪式。CDD5C1型柴油机车是中车戚墅堰公司为肯尼亚铁路研制的干线客运机车，以中国国内使用的东风11型柴油机车为基础，并针对肯尼亚热带草原气候及运用环境专门对机车作了相应改良，例如增设火灾报警及路况视频检测系统、柴油机和燃油滤清器增设防火罩、加强了空气滤清器的性能、取消了柴油机启动预热系统等，另外还首次在出口机车上安装了“中国中车出口机车远程监测与诊断系统”（CRD），并采用了与东风11G型机车相同的司机室外观造型。2016年12月，首批12台出口肯尼亚机车在中车戚墅堰公司交付。2017年1月至7月期间，56台机车分五批抵达肯尼亚。2017年3月4日，CDD5C1型机车在蒙内铁路联调联试中，最高试验速度达到134公里/小时，创造了肯尼亚铁路有史以来的最高速度纪录。2017年5月底，蒙内铁路全线竣工通车。肯尼亚铁路的CDD5C1型客运柴油机车均配属内罗毕南机务段，承担蒙内铁路的客运列车牵引任务，该线旅客列车最高速度为120公里/小时。2019年10月，内罗毕－马拉巴标准轨铁路（内马铁路）一期工程（内罗毕至奈瓦沙段）建成通车，该线的客运列车同样使用CDD5C1型机车牵引。

### CDD5C2型
2018年，由于尼日利亚阿卡铁路日益增长的运输需求，以及因应拉伊铁路即将建成通车，尼日利亚铁路公司决定委托中国土木工程集团有限公司（阿卡铁路和拉伊铁路项目的总承包商）采购新的机车以增加列车班次。2019年1月25日，中车戚墅堰公司与中国土木工程集团有限公司在北京正式签署出口尼日利亚21台内燃机车合同，其中包括内燃动车组动车4台、客运机车6台、货运机车9台、调车机车2台。为此，中车戚墅堰公司在为肯尼亚提供的CDD5C1型柴油机车的基础上，为尼日利亚铁路研制了CDD5C2型客运柴油机车。两者的结构和性能大致相同，但CDD5C2型机车增设了用来向列车供电的交流辅助发电机、整流模块和供电逆变器，可以向客车提供415伏特50赫兹交流电，并且配置了常用供电和应急供电双供电系统，保障严酷环境下列车的用电需求，制动系统也采用了更为耐用的不锈钢管路。2019年10月16日，出口尼日利亚机车首批交付仪式在中车戚墅堰公司举行。2019年10月16日，首批出口尼日利亚机车交付仪式在中车戚墅堰公司举行。2020年1月31日，6台CDD5C2型柴油机车在拉各斯港卸船。然而，该型机车投入运用后不久便因频繁发生故障而受到质疑，中车公司的代表则表示这些机车交付前均通过了测试。2021年10月20日，博科圣地武装分子在阿卡铁路雷加纳（Rijana）至杜采（Dutse）之间的轨道放置爆炸装置，一列旅客列车驶经该处时引发爆炸并遭到猛烈枪击，爆炸仅炸毁了一小段路轨，CDD5C2型2701号机车车头和燃油箱受损。

## 重大事故
- 2000年12月1日下午1时54分，乌鲁木齐铁路局乌鲁木齐铁路分局乌鲁木齐机务段的一台东风11型机车，牵引由上海开往乌鲁木齐的T53次旅客列车由哈密站开出。下午2时34分，列车在兰新铁路柳树泉站通过时，车站值班员发现机车车轮冒出火星，车轮摇晃并伴有烟雾，当即用无线调度电话通知司机，司机确认后立即将列车停在柳树泉至雅子泉间、兰新铁路下行线K1391+361M处，进一步检查后发现该机车轮对第一位非齿轮侧轮辐三个螺纹工艺孔与传动销孔发生贯通裂纹，整体车轮断裂成内圈和外圈两部分。事故发生后乌鲁木齐铁路局立即对所有东风11型机车的走行部进行检查，结果又发现另外6台机车上的13个车轮的工艺孔已出现裂纹，此后又在北京内燃机务段的机车上发现同类裂纹。经调查后发现，由于车轮辐板处采用了尖牙螺纹孔工艺结构，使得工艺孔边缘处产生应力集中，随着车轮使用年限的增长而出现金属疲劳裂纹。[注 8]
- 2001年11月6日，兰州铁路局武威铁路分局嘉峪关机务段的东风11型0212号、0196号机车在武威南机务段整备线转线途中，因本务机车的司机和副司机睡觉，在未确认机车制动机状态和做好防溜措施的情况下，重联机车的司机便擅自缓解机车，导致两台机车在1.5‰下坡道上发生溜逸（英语：Runaway train），与在整备线停留的东风11型0208号机车相撞[83]，造成机车小破。
- 2004年7月6日上午，郑州铁路局襄樊铁路分局襄樊北机务段的一台东风11型机车，牵引由北京西开往怀化的K267次旅客列车经由焦柳铁路运行。上午7时10分，当列车行驶至焦柳线K614+100M处、位于荆门市东宝区子陵镇子陵村的一处平交道口时，由于道口看守员盲目将栏杆抬起让汽车通行，导致列车与一辆满载石膏的东风EQ140型自卸车相撞。事故造成卡车上2人死亡，机车上4人受伤，焦柳铁路下行线因故中断行车2小时55分钟[84][85]。
- 2004年6月18日晚上6时31分，南昌铁路局南昌机务段的东风11型0274号机车，牵引由新乡开往深圳的1539次旅客列车经由京九铁路运行。当列车运行至湖北省境内团风至黄州之间，因当日湖北省东部降大暴雨，京九铁路下行线K1134+760M～+780M处左侧路堑边坡坍塌，导致上方一道泄洪槽倒塌并侵入铁路，砸到1539次列车的本务机车和机后一位发电车，列车因惯性驶出出事地点100米后停车，无人员伤亡。事故后列车于晚上11时05分在救援机车牵引下到达黄州站，更换机车和发电车后继续行程，于6月19日20时32分抵达深圳站，晚点9小时。东风11型0274号机车车头严重破损，后返回戚墅堰机车车辆厂大修，于同年8月修复完毕。
- 2006年4月9日晚上，乌鲁木齐铁路局乌鲁木齐机务段的一台东风11型机车，牵引由乌鲁木齐开往北京的T70次旅客列车经由兰新铁路运行。晚上7时22分，列车因遭遇特大沙尘暴而临时停在距离鄯善站50公里外的小草湖站，此时风速已达到41.5米／秒，沙尘暴卷起的沙石将客车车窗玻璃逐块击碎。晚上10时05分，列车在此滞留了2小时35分后驶离小草湖站。4月10日凌晨1时01分，列车临时停在十三间房站，此时列车行驶方向左侧窗户的玻璃已全部被击穿。凌晨2时58分，列车驶出十三间房站，不久之后，机车机械间的四块侧窗玻璃均被击碎，第二司机室的左侧玻璃亦被击穿。4月10日晚上10时01分，满目疮痍的T70次列车驶进哈密站。在更换机车和使用胶合板封堵车窗后，列车于4月11日凌晨4时驶出哈密站，至4月12日晚上10时10分抵达北京西站，晚点近33小时[86]。
- 2006年4月11日上午，南昌铁路局南昌机务段的东风11型0319号机车，牵引由青岛开往广州东的T159次旅客列车经由京九铁路下行线运行。当列车运行至京九线林寨至东水间，车站值班员告知司机前方的20679号信号机因故障显示红灯，随后列车行驶到20667号区间通过信号机前停车，此时该信号机因前方区间被1017次列车占用而正常地显示红灯，但司机却错误将该信号机与20679号信号机混淆，认为前方防护区间没有列车，于是在未得到调度命令的情况下，不确认前方闭塞分区是否有列车占用，违章解锁列车运行监控装置，导致运行监控装置失去安全防护功能。司机在该处停车44秒后起动列车，越过显示为红灯的20667号通过信号机后迅速加速，列车行驶至京九线K2066+858M处以48公里/小时的速度与前行刚刚起动、由武昌开往汕头的1017次旅客列车追尾相撞，造成1017次列车尾部1～3位车辆颠覆，尾部第4位车辆脱轨[87]。事故造成2名铁路职工死亡、3名铁路职工、18名旅客受伤；客车报废3辆，中破1辆；东风11型0319号机车大破，后来返回戚墅堰厂大修[88]。
- 2007年4月21日晚上9时30分左右，上海铁路局杭州机务段的东风11型0134号机车，牵引由包头开往宁波的K255次旅客列车经由萧甬铁路运行。当列车运行至萧甬线下行线K33+516M处、位于绍兴市境内的高桥铁路平交道口时，一辆超载角钢的货车在高桥平交道抛锚，虽然道口员采取紧急措施拦停列车，且司机也施行紧急制动，但制动不及与货车相撞。事故没有造成人员伤亡，东风11型0134号机车返回戚墅堰机车车辆厂修理后恢复运行[89]。
- 2008年4月28日凌晨，济南铁路局济南机务段的东风11型0400号机车，牵引由烟台开往徐州的5034次旅客列车经由胶济铁路上行线运行。清晨4时38分，由北京铁路局北京机务段的韶山9型0182号机车牵引、从北京开往青岛四方的T195次旅客列车运行至济南铁路局管内胶济下行线王村至周村东间，因济南铁路局违规漏发临时限速命令、司机错误理解王村站车站值班员传达的慢行限速路段，列车以131公里/小时的速度通过限速80公里/小时的施工慢行路段，于胶济下行线K290+810M处机后9至17位车辆脱轨并侵入上行线。清晨4时41分，5034次旅客列车以70公里/小时速度行驶至胶济上行线K290+850M处，与侵入限界的T195次列车第15、16位车辆间发生冲突，造成5034次列车的机车及机后1～5位车辆脱轨。事故导致72人死亡，416人受伤，中断胶济铁路行车21小时22分，东风11型0400号机车报废[90]。
- 2011年2月17日下午4时32分，上海铁路局南京东机务段的东风11型0022号、0134号机车在徐州机务段内进行整备，徐州电务段车载设备车间徐州库修二工区在对该两台连挂机车进行电务车载设备出库检测过程中，未有遵照检测作业操作规程及安全规章制度，在机车司机不在司机室现场的情况下擅自操纵机车上的司机控制手柄，导致两台机车发生溜逸，自徐州机务段小辅修库前5道向南走行了1,042米，以34公里/小时的速度撞上轨道尽头的土档，造成东风11型0022号机车脱线。
- 2011年4月22日上午8时53分，上海铁路局南京东机务段的东风11型0022号机车，牵引由沛屯开往徐州的7162次普通旅客列车经由徐沛铁路运行。当列车自北向南行驶到郑集站至刘集站之间、位于铜山区刘集镇棉布村西侧的一处平交道口时，与一辆抢越道口的农用车相撞，农用车司机当场死亡，东风11型0022号机车车头受损[91]。
- 2014年5月12日清晨，沈阳铁路局沈阳机务段的东风11型0066号机车，牵引由齐齐哈尔站开往北京站的T40次列车经由沈山铁路运行。由于锦州工务段高桥线路车间塔山工区线路工张晓光对工作不满，产生了企图破坏铁路、制造事故的想法，于是在当天值夜班期间趁夜色进入塔山站内，将站内9号道岔正线2道右股钢轨2块冻结鱼尾板拆下，分别摆放于右股钢轨内外两侧。上午6时09分，当T40次列车运行至塔山站时，于沈山铁路K284+375M处撞到摆放在右股钢轨外侧的鱼尾板，造成机车油箱破损、机车车钩脱落致机车与车厢分离，机车与车厢同时自动采取紧急制动，但后面脱离的列车因惯性继续低速向前行驶并与前面的机车发生轻微碰撞，构成客车分离一般C类事故。事故造成T40次列车终到晚点4小时05分，中断沈山铁路上行线行车2小时34分[92]。
- 2014年9月6日下午6时50分，济南铁路局济南机务段的东风11型0053号机车，牵引80612次货物列车经由辛泰铁路运行。当列车行驶至口头站至北牟站间、辛泰线K45+383M处的有人看守铁路道口时，撞倒一名属于济南局青岛线路服务公司的监护道口劳务工，导致该道口看守员当场死亡。

## 机车命名

### 现役挂牌机车

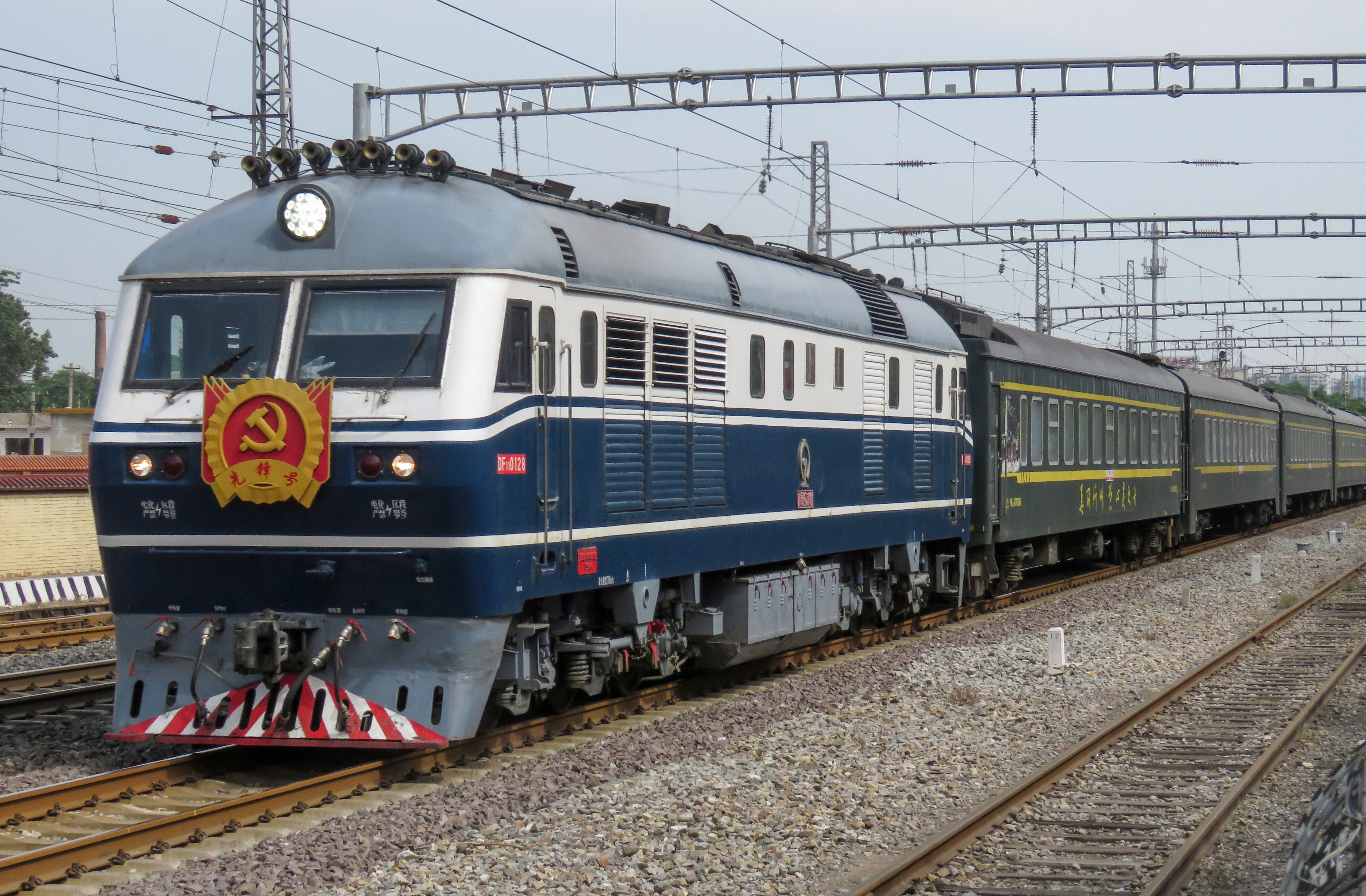
命名为“先锋号”的东风11型0128号机车牵引K7729次列车通过丰台南信号（2018年）

- DF11-0128（党员先锋号，北京局集团北京机务段）

1999年4月，东风11型0128号机车接替东风4B型2358号机车，成为北京内燃机务段的第三代“党员先锋号”机车，并曾经多次担当专运和重点列车牵引任务，2016年以后主要用于牵引北京局季度巡检列车和北京车辆段溜轴列车。
- DF11-0306（青年文明号，北京局集团唐山机务段）

2018年，东风11型0306号机车接替东风4D型3148号机车，成为唐山机务段的第三代“青年文明号”机车，东风4D型3148号机车则转配天津机务段。唐山机务段“青年文明号”机车现由秦皇岛运用车间使用，担当京哈线部分旅客列车及专运牵引任务。
- DF11-0404（青年文明号，上海局集团南京东机辆段）

2011年，东风11型0404号机车接替东风4D型0456号机车，继承了南京东机务段的“青年文明号”机车称号，成为南京东机务段唯一一台挂牌的客运机车，原来的东风4D型0456号机车则转配柳州机务段。

### 已撤销命名机车

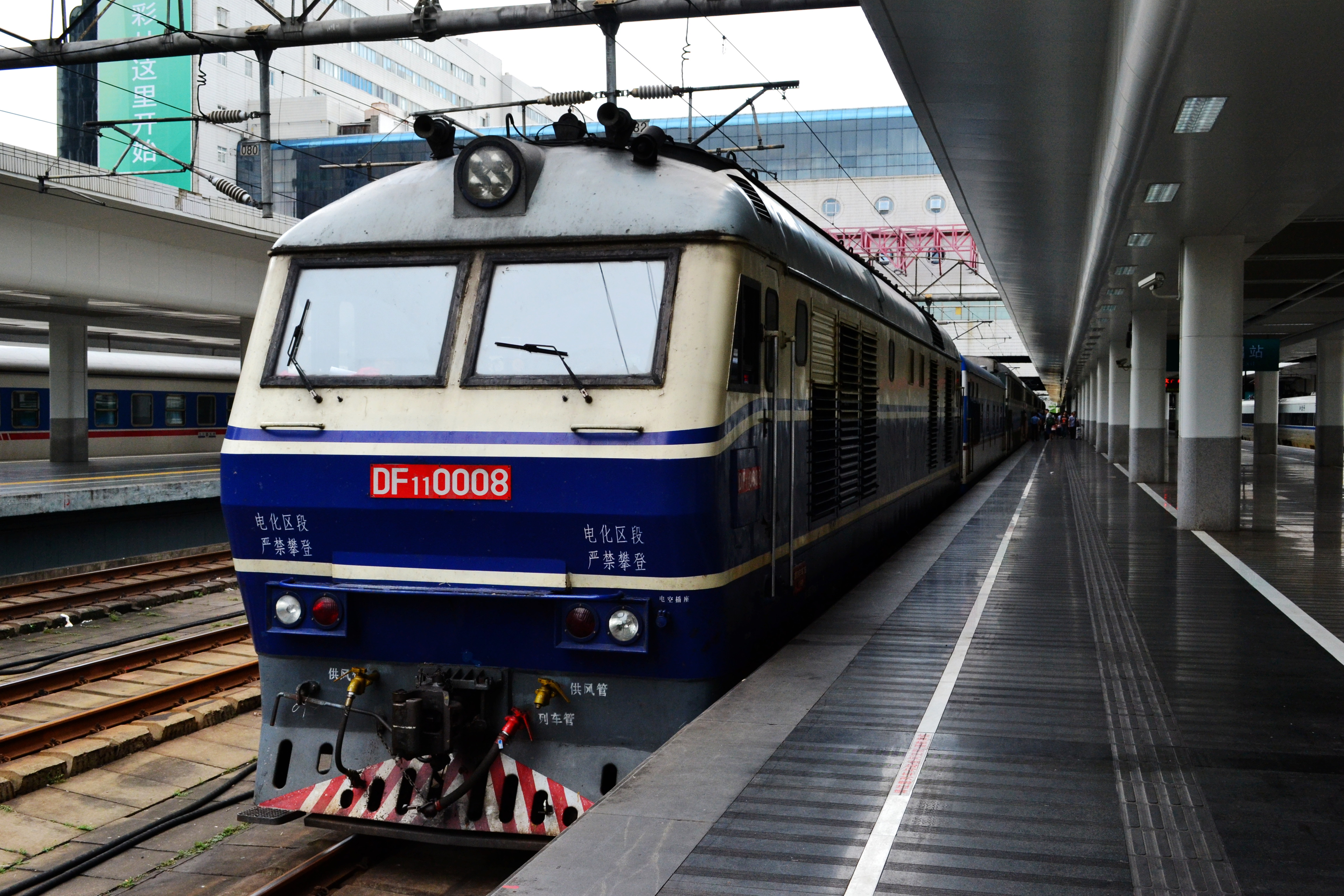
原拟命名为“邓小平号”的东风11型0008号机车牵引的T8384次列车停靠在深圳站（2012年）

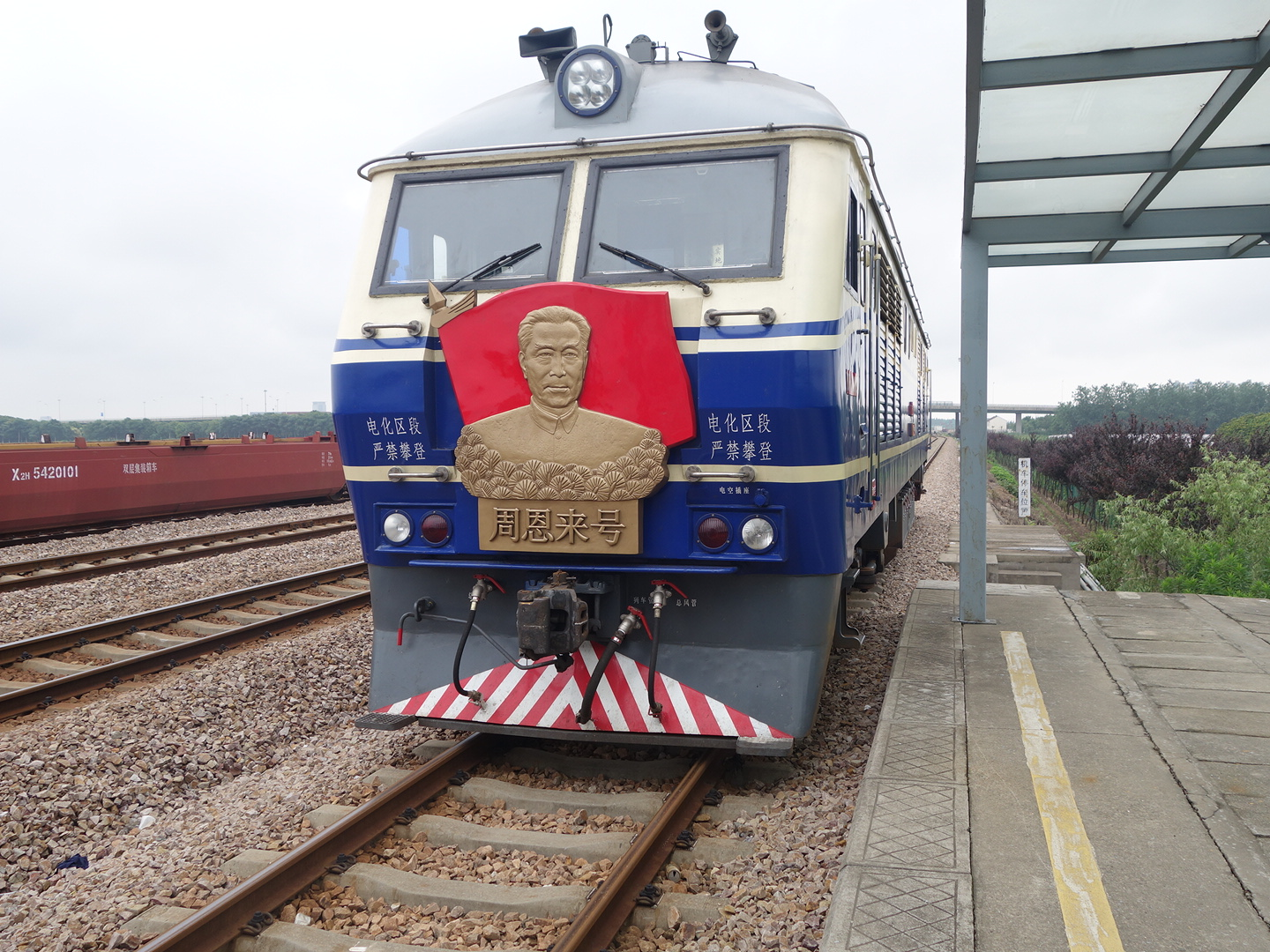
命名为“周恩来号”的东风11型1898号机车在芦潮港站（2014年）

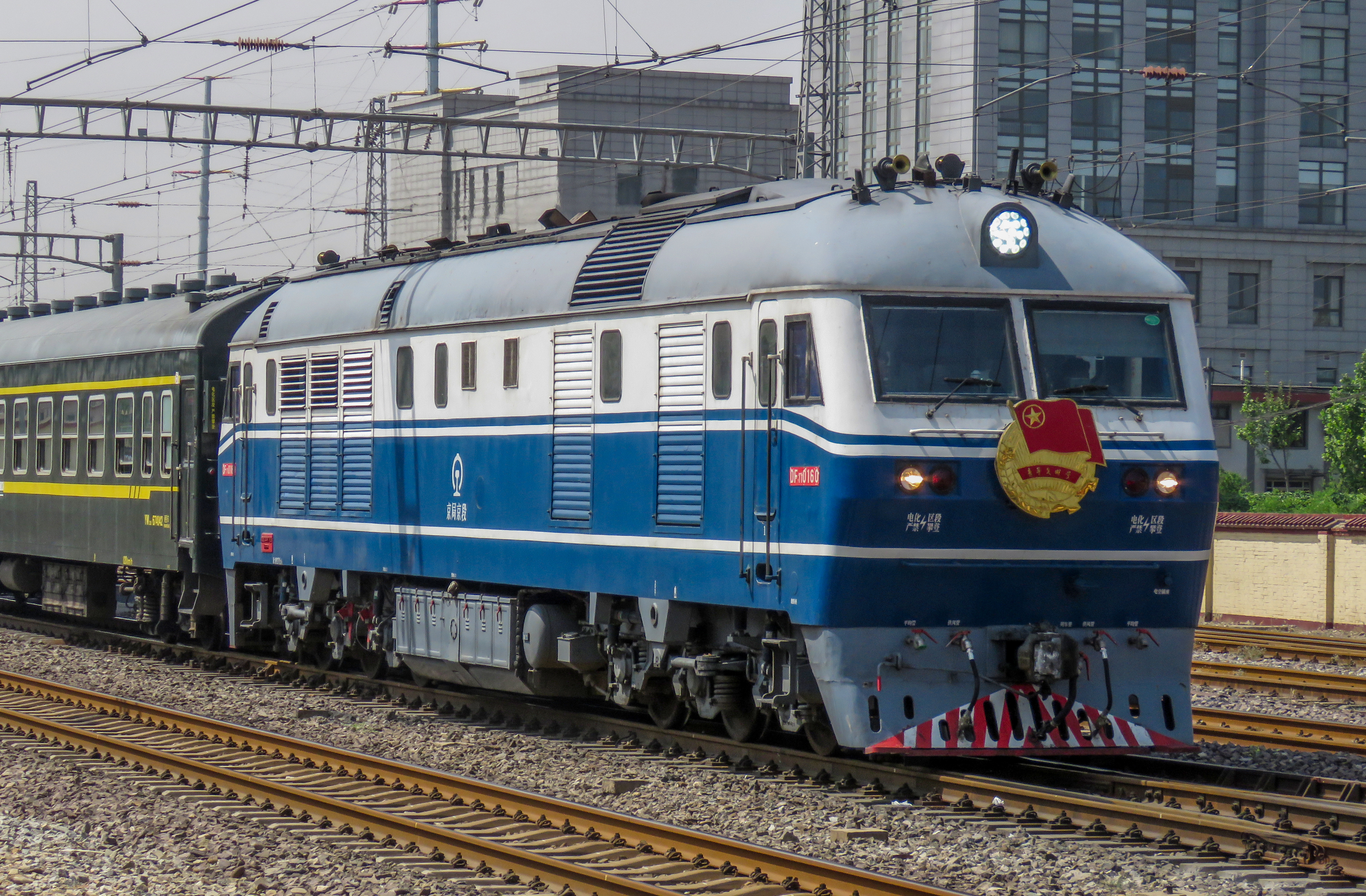
命名为“青年文明号”的东风11型0160号机车牵引6452次列车通过丰台南信号（2018年）

- DF11-0008（邓小平号，广深铁路股份有限公司）

1992年，邓小平南巡之行结束后不久，《人民铁道》报刊登了北京一名铁路工人的来信，建议中华人民共和国铁道部命名一台“邓小平号”机车。由于当时以党和国家领导人命名的铁路机车只有三台，分别为北京丰台机务段的“毛泽东号”、上海机务段的“周恩来号”、哈尔滨机务段的“朱德号”，因此当时铁道部曾酝酿在华南地区命名一台“邓小平号”机车，而位于改革开放最前沿的广深铁路便成为了可能性最大的地方。1997年2月19日，邓小平在北京逝世。1997年5月7日，戚墅堰机车车辆厂党委宣传部首先向省内媒体发布了新闻稿，宣布该厂正在制造中的东风11型0008号机车被铁道部命名为“邓小平号”机车并即将投入广深铁路使用，翌日常州市内主要新闻媒体、江苏省和上海市的几份主要主要报章相继在显著版面刊发了这一条消息。几天之后，刊登过这条消息的新闻媒体又陆续发表“重要更正”，称之前引述消息的“部分重要事实有误”。“邓小平号”机车的命名决定事实上已被收回成命，但东风11型0008号机车的两端仍预留了挂牌位置，近照灯及标志灯的位置亦相应下移。取消命名的决定可能与邓小平一贯反对过分宣传和个人崇拜的思想有关。1963年，“毛泽东号”和“朱德号”两台机车命名更改问题提出后，当时邓小平赞成了薄一波的意见，认为“这两台机车在工人群众中已有深厚影响，命名不改，以后不再以（党和国家领导人）人名命名机车及其他”，文革结束后华国锋主政期间，中共中央破例命名了“周恩来号”机车，此后便未曾再以党和国家领导人命名其他机车。
- DF11-1898（周恩来号，上海铁路局上海机务段）

1997年9月24日，东风11型1898号机车接替东风4B型2106号机车，成为上海机务段的第三代“周恩来号”机车，并特别以周恩来的诞辰年份作为机车编号。当时的“周恩来号”机车属于沪蚌车队特快组，主要担任上海至蚌埠间提速旅客列车的牵引任务，并常见于牵引T13/14次、T51/54次特快列车。2004年4月起，随着中国铁路第五次大提速的实施，原T13/14次列车升级为Z13/Z14次直达特快列车并改由东风11G型机车牵引，“周恩来号”机车转为担任上海铁路局管内特快列车的牵引任务，例如T771/772次、T985/6次特快列车等。至2008年末，三十多年以来“周恩来号”机车已安全运行11,316天，安全走行741万公里。2012年8月，“周恩来号”机车从沪宁线退居二线，转为牵引上海南站与芦潮港站之间的市郊列车，直到机车换型为止。2015年5月3日，“周恩来号”机车更换为HXD1D型1898号电力机车。摘牌之后的东风11型1898号机车常用于牵引上海至封浜的通勤列车。2017年3月，东风11型1898号机车转配合肥机务段。
- DF11-0150（共青团号，上海铁路局上海机务段）

东风11型0150号机车曾被命名为上海市“共青团号”青年包乘组，摘牌后于2011年转配南京东机务段，并于2020年转配合肥机务段。
- DF11-0160（青年文明号，北京铁路局北京机务段）

1999年，东风11型0160号机车班组被共青团北京市委员会命名为北京市“青年文明号”机车，至2019年摘牌后停用并被封存于北京机务段。
- DF11-0101（青年号，沈阳铁路局山海关机务段）

1998年，山海关机务段的东风11型0101号机车被命名为“青年号”机车，至2006年随着山海关机务段的撤并而摘牌。
- DF11-0137（主人号，沈阳铁路局山海关机务段）

山海关机务段的东风11型0137号机车曾被命名为“主人号”机车，山海关机务段撤并后摘牌并改属沈阳机务段。
- DF11-0039（共青团号，济南铁路局济南机务段）

1997年3月27日，东风11型0039号机车接替东风4B型2239号机车，成为济南铁路局济南机务段的第二代“共青团号”机车，曾经长期担任济南至北京间T35/36次特快列车的牵引任务，以及担当国家领导人和国外重要旅游团体的专运任务。2018年5月4日，“共青团号”机车更换为从兰州铁路局转属的HXD3D型0039号机车。
- DF11-0150（青年文明号，济南铁路局济南机务段）

济南机务段的东风11型0150号机车曾被命名为“青年文明号”机车，2000年代初摘牌后转配到徐州机务段，2011年转配南京东机务段。
- DF11-0178（青年号，郑州铁路局郑州机务段）

郑州机务段的东风11型0178号机车曾被命名为“青年号”机车，当时主要担当郑州至商丘、徐州的旅客列车牵引任务，摘牌后于2012年调拨给乌鲁木齐铁路局。
- DF11-0245（先锋号，郑州铁路局郑州机务段）

郑州机务段的东风11型0245号机车曾被命名为“先锋号”机车，当时主要担当郑州至商丘、徐州的旅客列车牵引任务，摘牌后于2012年调拨给乌鲁木齐铁路局。
- DF11-0282（青年文明号，郑州铁路局襄樊北机务段）

2001年，襄樊北机务段的东风11型0282号机车被命名为“青年文明号”机车。2005年，原襄樊北机务段划归武汉铁路局管辖。该机车摘牌后于2009年转配武昌南机务段，后来又再被调拨到襄阳机务段。
- DF11-0367（党员先锋号，郑州铁路局襄樊北机务段）

襄樊北机务段的东风11型0367号机车曾被命名为“党员先锋号”机车。2005年，原襄樊北机务段划归武汉铁路局管辖。该机车摘牌后于2009年转配武昌南机务段。
- DF11-0428（青年文明号，郑州铁路局襄樊北机务段）

襄樊北机务段的东风11型0428号机车曾被命名为“青年文明号”机车。2005年，原襄樊北机务段划归武汉铁路局管辖。2008年，该机车组荣获“全国青年安全生产示范岗”荣誉称号。该机车摘牌后于2009年转配武昌南机务段，并于2015年转配哈尔滨铁路局。
- DF11-0190（先锋号，乌鲁木齐铁路局乌鲁木齐机务段）

乌鲁木齐机务段的东风11型0190号机车曾被命名为“先锋号”机车，摘牌后于2014年转配库尔勒机务段。
- DF11-0198（共青团号，兰州铁路局嘉峪关机务段）

2000年，嘉峪关机务段的东风11型0198号机车被命名为“共青团号”机车，也是当时嘉峪关机务段唯一的青年包乘组。2005年，该机车组荣获“全国青年安全生产示范岗”荣誉称号。2007年，摘牌后转配沈阳铁路局。

## 车辆保存
- 东风11型8001号机车：由吉林铁道职业技术学院于2018年向中车戚墅堰公司订购，是首台专门为大专院校生产的首台东风11教学型机车，采用与出口肯尼亚CDD5C1型机车相同的流线型车体结构，最高运行速度为158公里/小时。该机车于2019年5月正式交付吉林铁道职业技术学院。

## 参看
- 广深铁路
- 中国铁路大提速
- 280/285系列柴油机
- 东风8型柴油机车
- 东风8B型柴油机车
- 东风9型柴油机车
- 东风11G型柴油机车
- 东风11Z型柴油机车
- 中国铁路25Z型客车
- 中国铁路25K型客车